# Неаполь

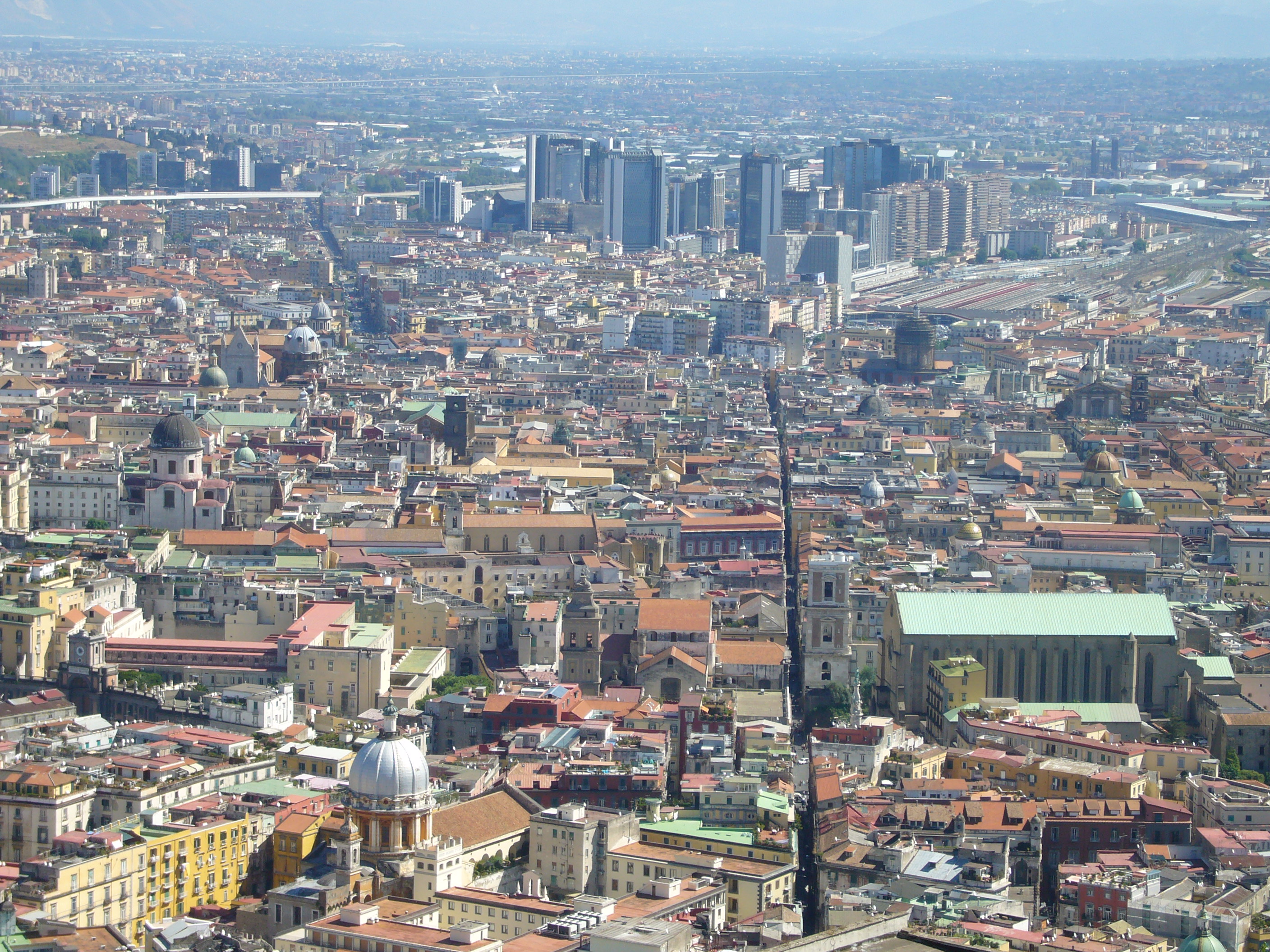
Панорама Неаполя

Неа́поль (італ. Napoli, неап. Nàpule, від грец. Νεάπολη < Νέα Πόλις — «нове місто», сиц. Nàpuli) — місто в Італії, центр регіону Кампанія. Неаполь розташований на відстані близько 190 км на південний схід від Рима.
Населення — 978 399 осіб (2014). Займає третє місце за кількістю жителів в Італії після Рима і Мілана.
Щорічний фестиваль відбувається 19 вересня. Покровитель — Святий Януарій.
Місто розташоване між двома районами вулканічної активності: гора Везувій на сході і Флегрейські Поля на північному заході. Останнє виверження Везувію сталося 1944 року. 1980 року землетрус пошкодив Неаполь і його передмістя, і з того часу місто Поццуолі страждає від брадізму (явища, пов'язаного з опусканням або підйомом землі).

## Історія
Частина історії докладніше: 
- Неаполітанське герцогство

- Неаполітанське королівство
- Неаполітанська республіка

Неаполь був заснований грецькими поселенцями (переселенцями з острова Родос) як колонія приблизно в VIII ст. до н. е. Перша назва — Парфеноб, на честь сирени Партенопи з грецької міфології, яка жила в цих місцях. Тут пропливав корабель Одіссея, який перехитрив сирен — Партенопа не пережила ганьби і покінчила життя самогубством. На місці її могили і було засноване перше місто Партенопея. Власне Неаполь був заснований пізніше, приблизно у V ст. до н. е. поруч з Партенопеєю, яку після цього стали називати Палеполіс [старе місто].
Згодом він підпадає під володіння Римської імперії. В 476 році у фортеці Кастель-дель-Ово було ув'язнено останнього римського імператора Ромула Августула.
В VI столітті Неаполь було завойовано Візантійською імперією, під час спроби Юстиніана І відновити колишню Римську імперію. В 1039 році Неаполь пограбували нормани. Згодом вони приєднали Неаполь до королівства Сицилія.
В 1224 році було засновано Неапольський університет — один із перших університетів Європи. В 1266 році Неаполь за правління Карла Анжуйського стає столицею Сицилійського королівства замість Палермо.
В XVII столітті Неаполь нараховував 300 тисяч жителів, і таким чином був другим в Європі містом за чисельністю мешканців після Парижа.
В 1860 році Неаполь разом з рештою Південної Італії було приєднано до єдиної Італійської держави. Це сталося за результатами референдуму.

## Демографія
Населення за роками:

Близько 4.5 млн чоловік живуть в приміській зоні Неаполя.
Станом на 1 січня 2023 року в муніципалітеті офіційно проживали 56 153 іноземці з 148 країн, серед них 4944 громадяни країн Євросоюзу та 7510 громадян України.

## Клімат
У Неаполі типовий середземноморський клімат. Тут м'які зими й теплі літа.
| Клімат Неаполі                             | Клімат Неаполі | Клімат Неаполі | Клімат Неаполі | Клімат Неаполі | Клімат Неаполі | Клімат Неаполі | Клімат Неаполі | Клімат Неаполі | Клімат Неаполі | Клімат Неаполі | Клімат Неаполі | Клімат Неаполі | Клімат Неаполі |
| Показник                                   | Січ.           | Лют.           | Бер.           | Квіт.          | Трав.          | Черв.          | Лип.           | Серп.          | Вер.           | Жовт.          | Лист.          | Груд.          | Рік            |
| Середній максимум, °C                      | 13,0           | 13,5           | 15,7           | 18,1           | 23,0           | 26,7           | 29,9           | 30,3           | 26,9           | 22,1           | 17,1           | 14,1           | 20,8           |
| Середня температура, °C                    | 8,7            | 8,8            | 11,1           | 13,2           | 17,8           | 21,4           | 24,3           | 24,7           | 21,4           | 17,1           | 12,4           | 9,8            | 15,9           |
| Середній мінімум, °C                       | 4,4            | 4,5            | 6,3            | 8,4            | 12,6           | 16,2           | 18,8           | 19,1           | 16,0           | 12,1           | 7,8            | 5,6            | 11,0           |
| Середня кількість сонячних годин на місяць | 114,7          | 127,6          | 158,1          | 189,0          | 244,9          | 279,0          | 313,1          | 294,5          | 234,0          | 189,1          | 126,0          | 105,4          | 2375,4         |
| Норма опадів, мм                           | 104.4          | 97.9           | 85.7           | 75.5           | 49.6           | 34.1           | 24.3           | 41.6           | 80.3           | 129.7          | 162.1          | 121.4          | 1006.6         |
| Днів з опадами                             | 9,9            | 9,8            | 9,5            | 8,8            | 5,7            | 4,0            | 2,3            | 3,8            | 5,8            | 8,1            | 10,8           | 10,7           | 89,2           |
| ------------------------------------------ | -------------- | -------------- | -------------- | -------------- | -------------- | -------------- | -------------- | -------------- | -------------- | -------------- | -------------- | -------------- | -------------- |

## Транспорт
Неаполь обслуговують автомагістралі: Автострада А1, найдовша автомагістраль Італії, сполучає Неаполь з Міланом. А3 прямує на південь від Неаполя до Салерно, де починається А2 до Реджо-Калабрія, тоді як А16 прямує на схід до Каноси.
Приміські залізничні послуги надають Trenitalia, Circumvesuviana, Ferrovia Cumana та Metronapoli.
Головний залізничний вокзал міста — Неаполь-Центральний, розташований на площі Гарібальді; інші значні станції — Неаполь-Флегрейські Поля  та Неаполь-Мерджелліна. Починаючи з 2007 року поїзди, що курсують зі швидкістю майже 300 км/год, сполучають Неаполь з Римом із часом подорожі менше години, прямі високошвидкісні потяги також курсують до Флоренції, Мілана та Туріна. Прямий спальний «човниковий поїзд» курсує щоночі до міст на Сицилії.
Вулиці Неаполя, занадто вузькі, тому місцеві мешканці зазвичай використовує компактні хетчбеки та скутери.
Міжнародний аеропорт Неаполя розташований у передмісті Сан-П'єтро-а-Пат'єрно. Це найбільший аеропорт півдня Італії, щодня примає або відправляє близько 250 національних та міжнародних рейсів.

### Міський громадський транспорт
Неаполь має розгалужену мережу громадського транспорту, включаючи трамваї, автобуси та тролейбуси, більшість з яких експлуатується муніципальною компанією Azienda Napoletana Mobilità (ANM).
Крім того, у місті функціонує метрополітен.
У місті також є чотири фунікулери (керовані ANM): Центральний, К'яя, Монтезанто та Мерджелліна, три громадські ліфти: на мосту К'яя, через Актон, біля площі Саніта та Вентальері та два громадських ескалатори.

## Видатні місця та пам'ятки
- Національний археологічний музей
- Кастель дель ово
- Собор Святого Януарія
- Королівський палац
- Музей Каподімонте
- Театр Сан-Карло
- Кастель-Нуово
- Капелла Сан-Северо

## Сусідні муніципалітети
- Арцано
- Казандрино
- Казаваторе
- Казорія
- Черкола
- Марано-ді-Наполі
- Меліто-ді-Наполі
- Муньяно-ді-Наполі
- Портічі
- Поццуолі
- Куаліано
- Куарто
- Сан-Джорджо-а-Кремано
- Сан-Себастіано-аль-Везувіо
- Волла

## Спорт
Футбол — найпопулярніший вид спорту в Неаполі. Цей вид спорту, який зародився в Англії та був принесений в Італію на початку XX століття, глибоко укорінився в місцевій культурі: він популярний серед всіх верств суспільства. Найвідоміший футбольний клуб міста — «Наполі», який проводить домашні матчі на стадіоні «Дієго Армандо Марадона». Команда грає у вищій італійській лізі («Серія А»), тричі ставала чемпіоном Італії (1987, 1990, 2023), шість разів ставала володарем Кубка Італії (1962, 1976, 1987, 2012, 2014, 2020) і двічі — Суперкубка Італії (1990, 2014). 1989 року команда «Наполі» завоювала Кубок УЄФА.
Інші популярні місцеві види спорту: водне поло, перегони, вітрильний спорт, фехтування, бокс, таеквондо та бойові мистецтва. Національна академія та школа фехтування в Неаполі (Accademia Nazionale di Scherma) — єдине місце в Італії, де можна отримати титули «Майстер меча» і «Майстер кендо»

## Персоналії
- Колантоніо (працював у 1440—1470) — художник
- Мікеланджело да Караваджо (1573—1610) — художник
- Бартоломео Скедоне (бл. 1573—1615) — художник
- Джованні Баттіста Караччоло (бл. 1575—1637) — художник
- Массімо Станціоне (1585—1656) — художник, прихильник караваджизму.
- Хосе де Рібера (1591—1652) — художник, іспанець за походженням
- Артемізія Джентілескі (1598—1653) — жінка-художник, послідовниця караваджизму
- Андреа Ваккаро (бл.1598 — 1670) — художник
- Доменіко Гарджуло (1612 — бл.1670) — художник
- Маттіа Преті (1613—1699) —художник, прихильник караваджизму.
- Сальватор Роза (1615—1673) — художник
- Джованні Баттіста Руопполо (1629—1693) — художник, майстер натюрмортів
- Рекко Джузеппе (1634—1695) — художник, автор натюрмортів з речами, квітами, рибою
- Джордано Лука (1634—1705) — талановитий представник неаполітанської школи живопису, художник доби бароко
- Монсу Дезідеріо (? — бл. 1650) — художник
- Франческо Солімена (1657—1747) — художник, представник стилю бароко
- Доменіко Бранді (1683—1736) — художник
- Доменіко Скарлатті (1685—1757) — італійський композитор й клавесиніст епохи бароко
- Луїджі Ванвітеллі (1700—1773) — архітектор, автор проекту і будівництва палацу в Казерті, передмісті Неаполя
- Енріко Карузо (1873—1921)) — оперний співак
- Паскуале Амато (1878—1942) — італійський оперний співак (баритон)
- Тото(1898—1967) — італійський комік, актор театру та кіно, письменник, співак і автор пісень
- Едуардо Де Філіппо (1900—1984) — італійський драматург, актор, режисер
- Ріна Мореллі (1908—1976) — італійська акторка
- Гвідо Колона ді Паліано (1908—1982) — італійський політик
- Долорес Палумбо (1912—1984) — італійська акторка
- Франческо Розі (1922—2015) — італійський кінорежисер
- Альберто Грімальді (1925—2021) — італійський кінопродюсер
- Роберто де Сімоне (*1933) — італійський актор і композитор.
- Анджела Луче (* 1938) — італійська співачка, акторка театру і кіно
- Марія Адеодата Пізані — свята
- Августо де Лука (1955) — італійський фотограф.
- Джуліана Ранчич (1974) — італо-американська телеведуча.

## Міста-побратими
- Афіни, Греція
- Баку, Азербайджан[18][19]
- Беневенто, Італія
- Будапешт, Угорщина
- Буенос-Айрес, Аргентина
- Валенсія, Венесуела
- Веньчжоу, КНР (квітень 2009)[20][21]
- Гафса, Туніс
- Гонолулу, США
- Гроттаммаре, Італія
- Джидда, Саудівська Аравія
- Каґошіма, Японія (3 травня 1960)
- Келераші, Румунія
- Кордова, Аргентина
- Крагуєваць, Сербія
- Марсель, Франція
- Мисловиці, Республіка Польща
- Мілан, Італія
- Наблус, Палестинська держава
- Нейплс, США
- Нусі-Бе, Мадагаскар
- Пальма, Іспанія
- Прага, Чехія
- Рамалла, Палестинська держава (жовтень 2010)[22]
- Ріо-де-Жанейро, Бразилія (29 вересня 2022)[23]
- Сан-Франциско, США
- Сантьяго-де-Куба, Куба
- Сараєво, Боснія і Герцеговина
- Сигіт, Румунія
- Торонто, Канада
- Формія, Італія
- Чженчжоу, КНР

У березні 2025 року Неаполь став містом-побратимом Дніпра.

## Галерея

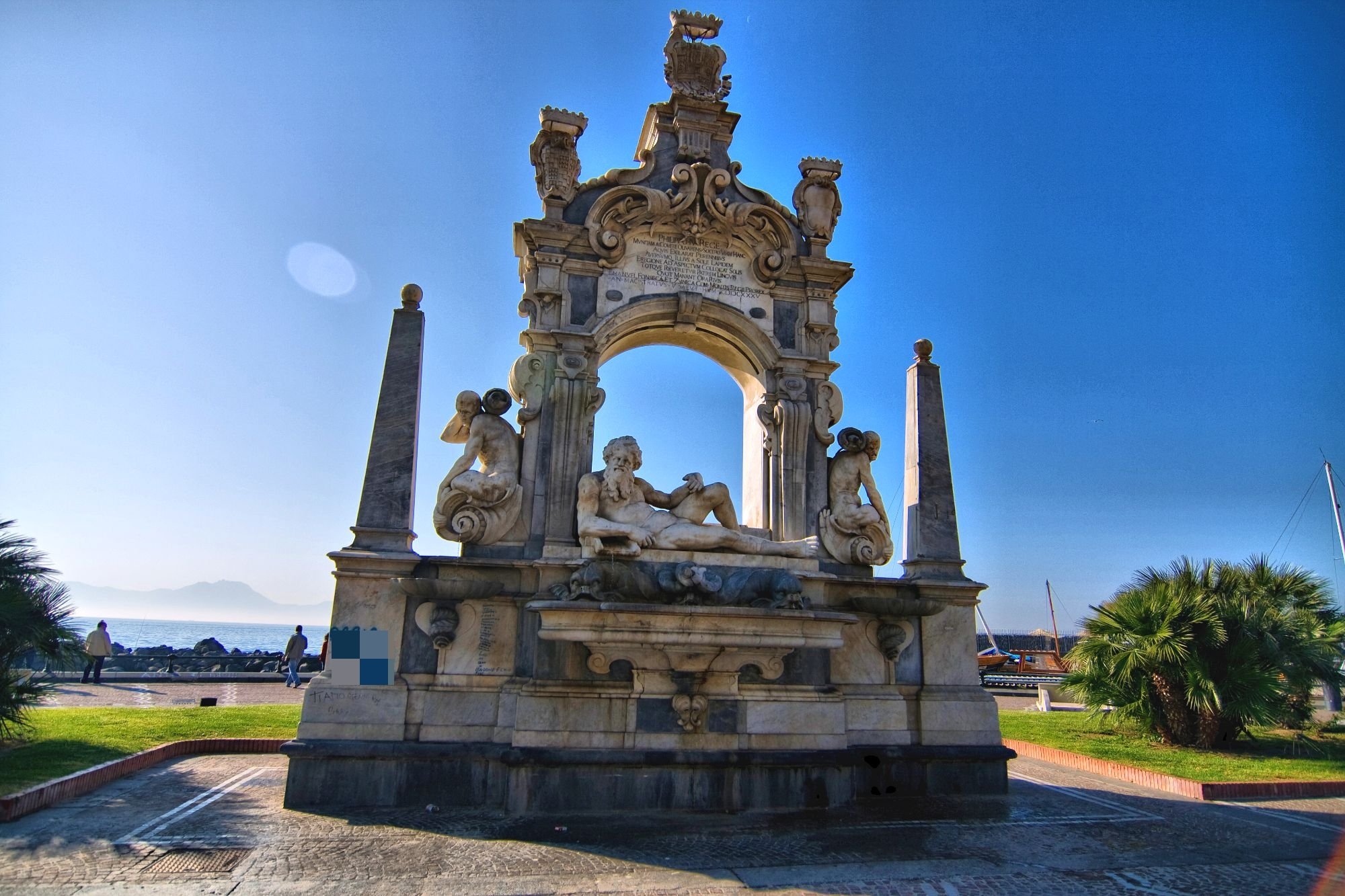
Fontana del Sebeto
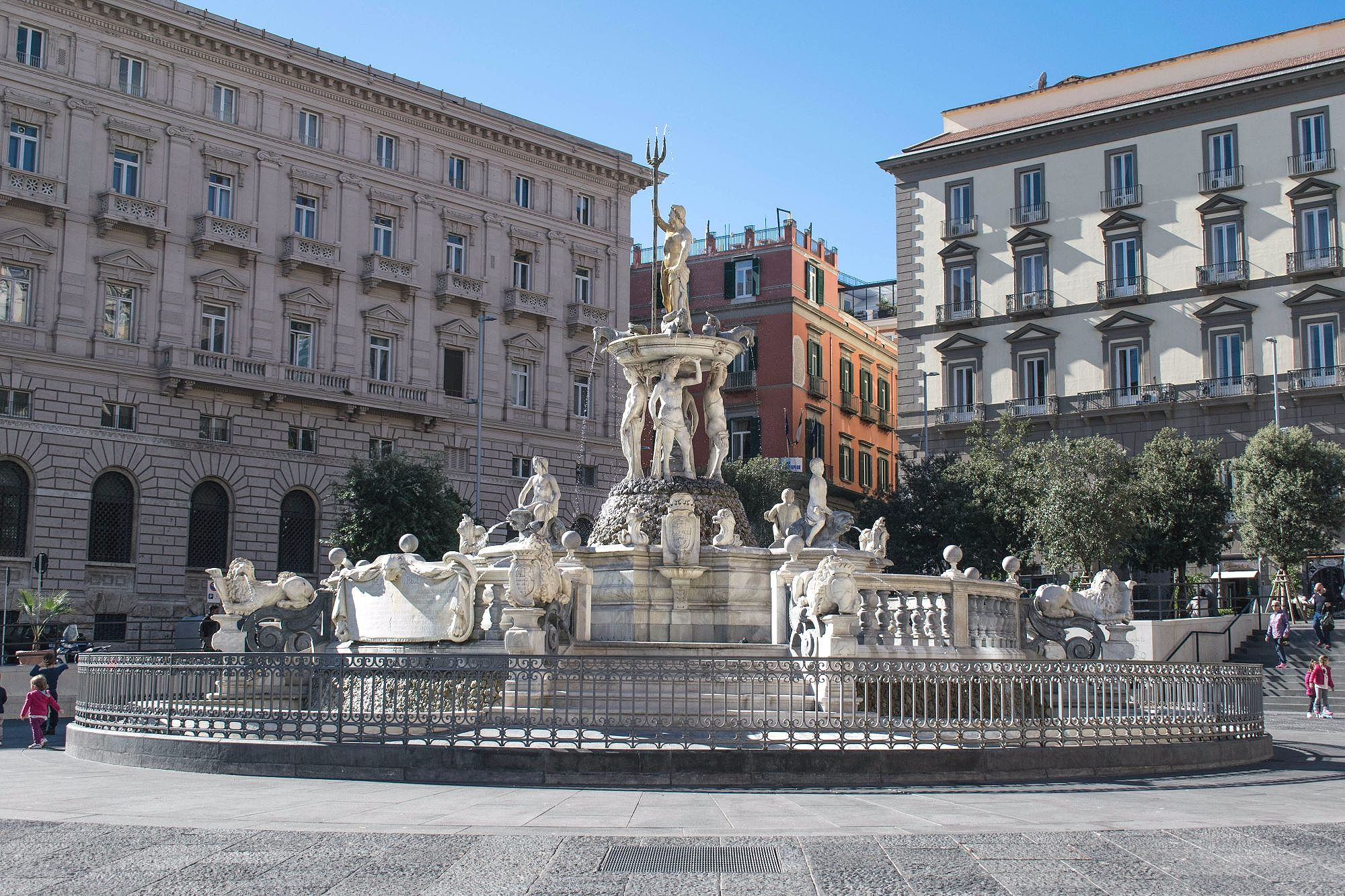
Fontana del Nettuno
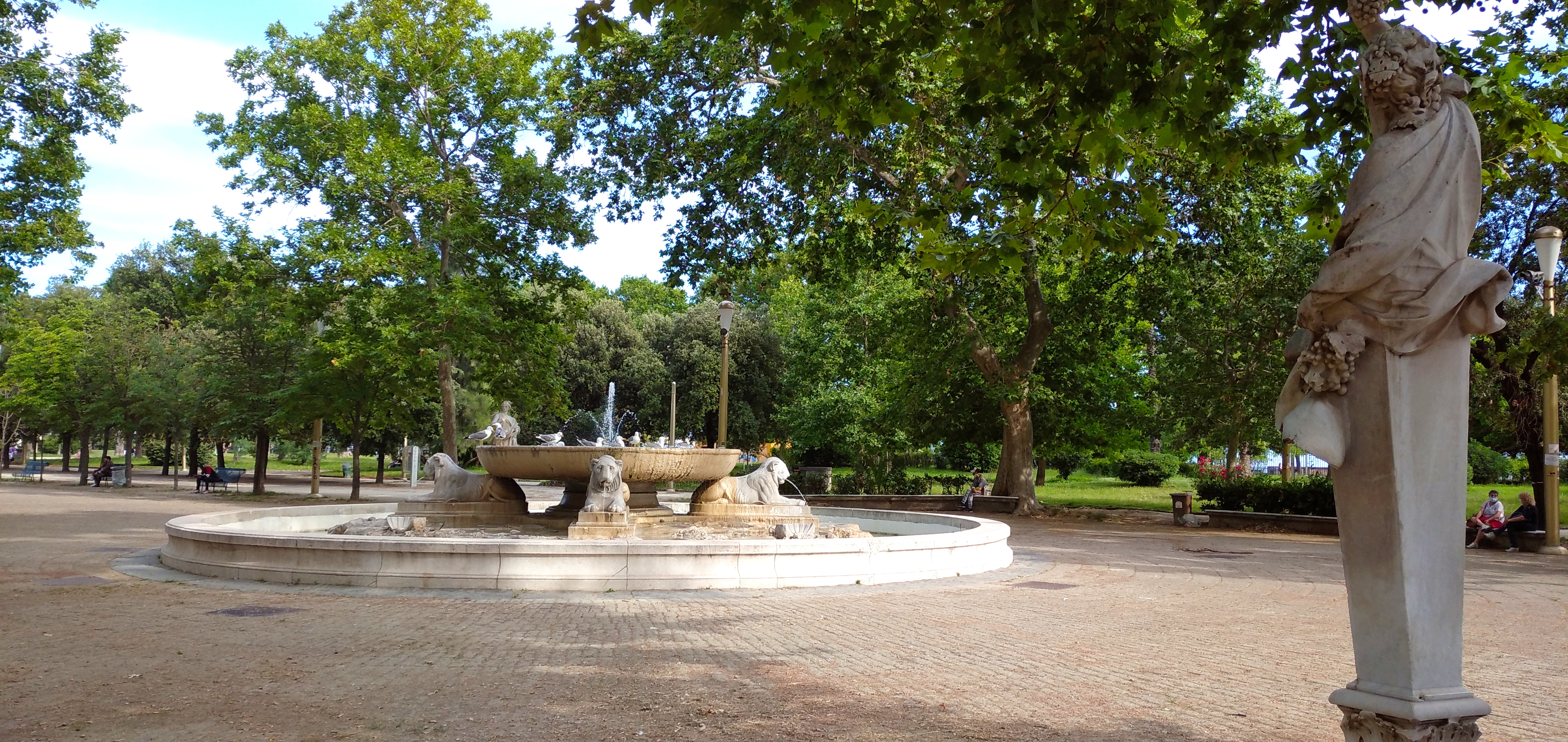
Fontana della Tazza di Porfido
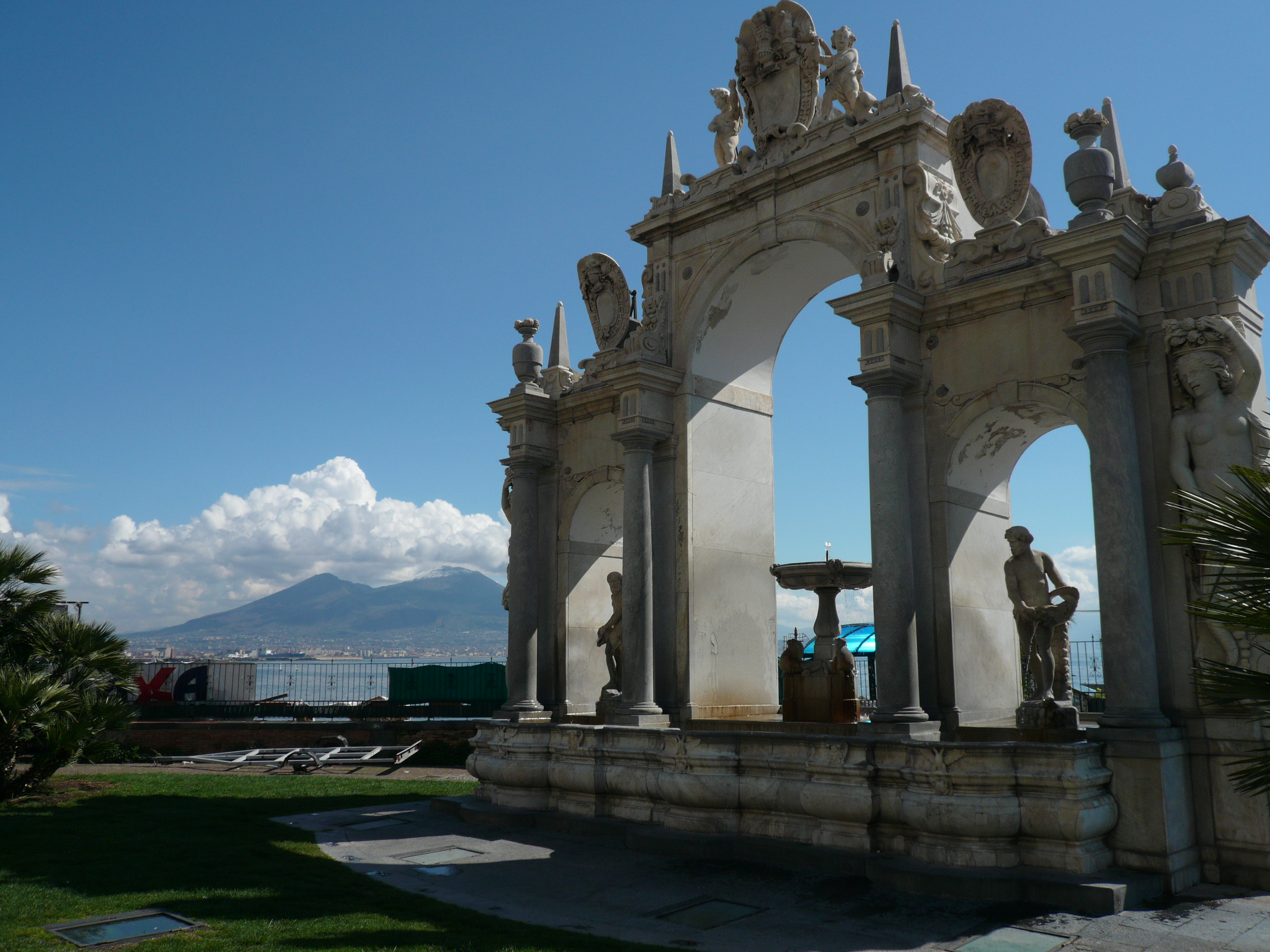
Fontana del Gigante
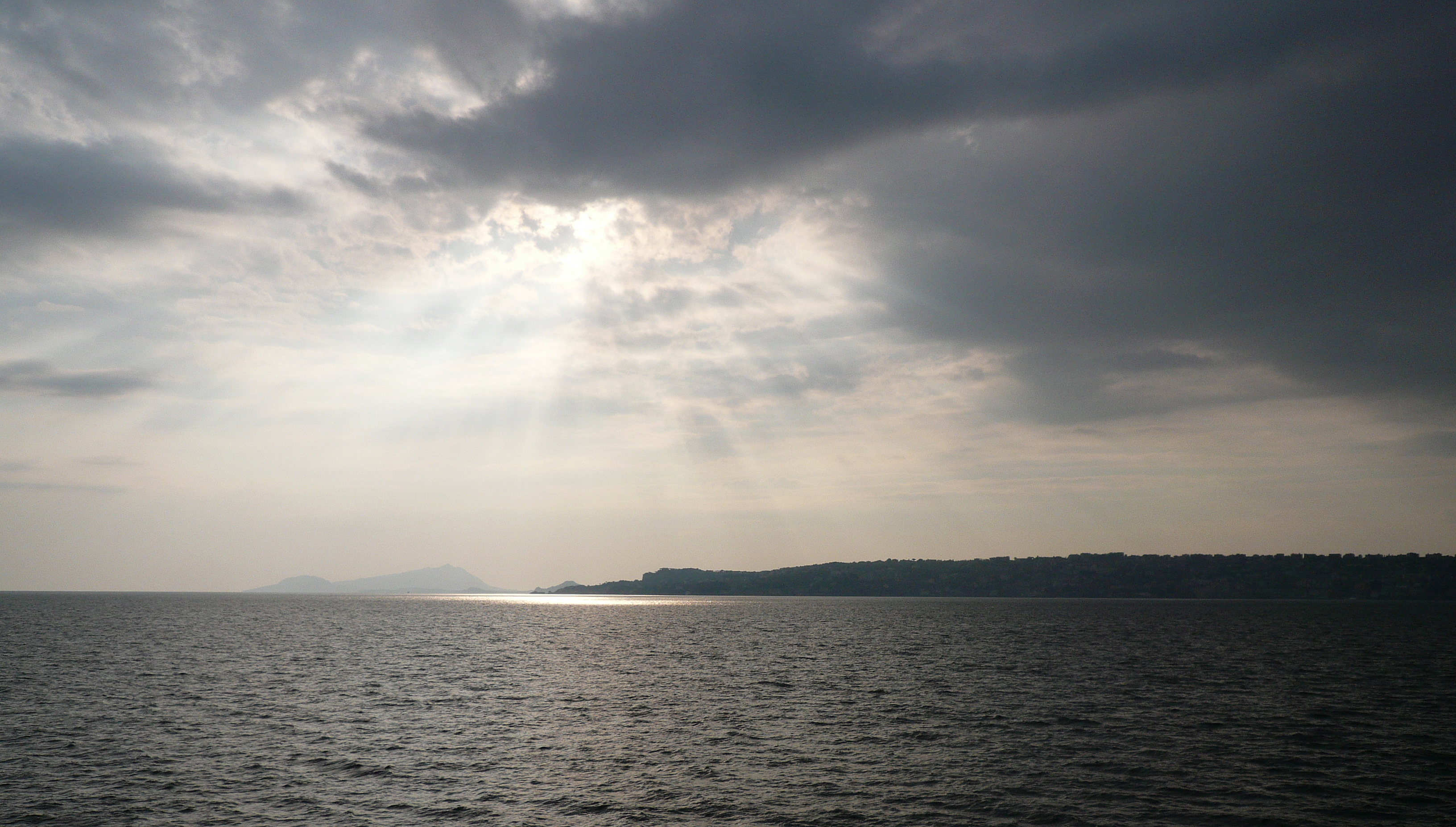
Isole del Golfo viste dallo specchio d'acqua di fronte Napoli
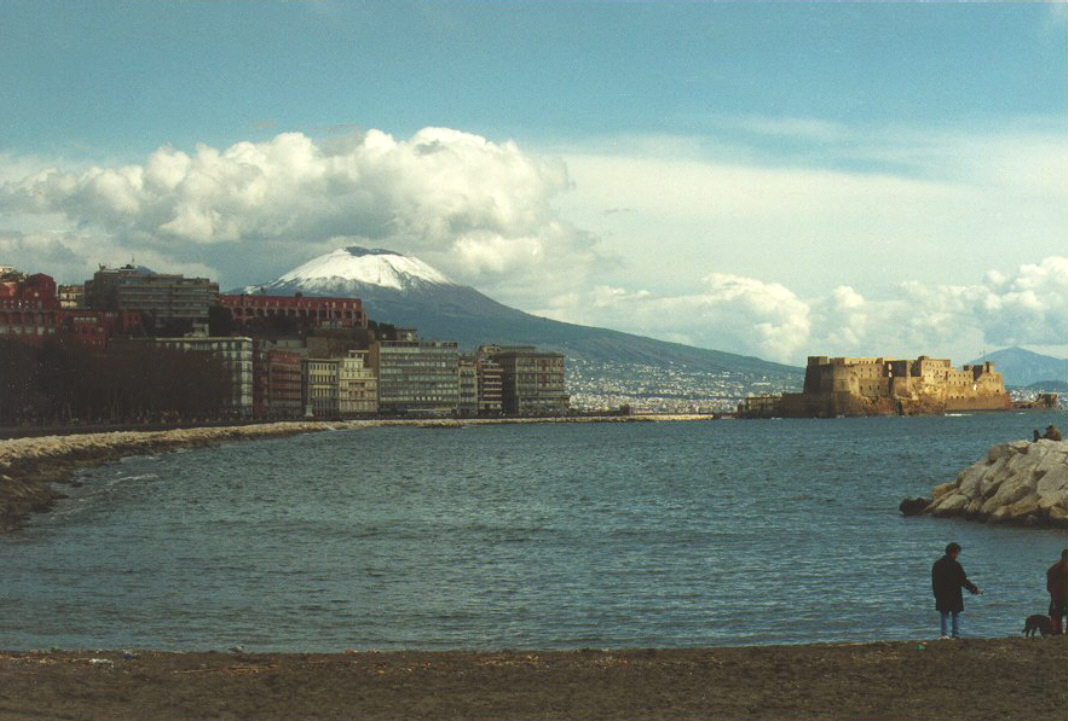
Везувій від вулиці Караччоло da via Caracciolo
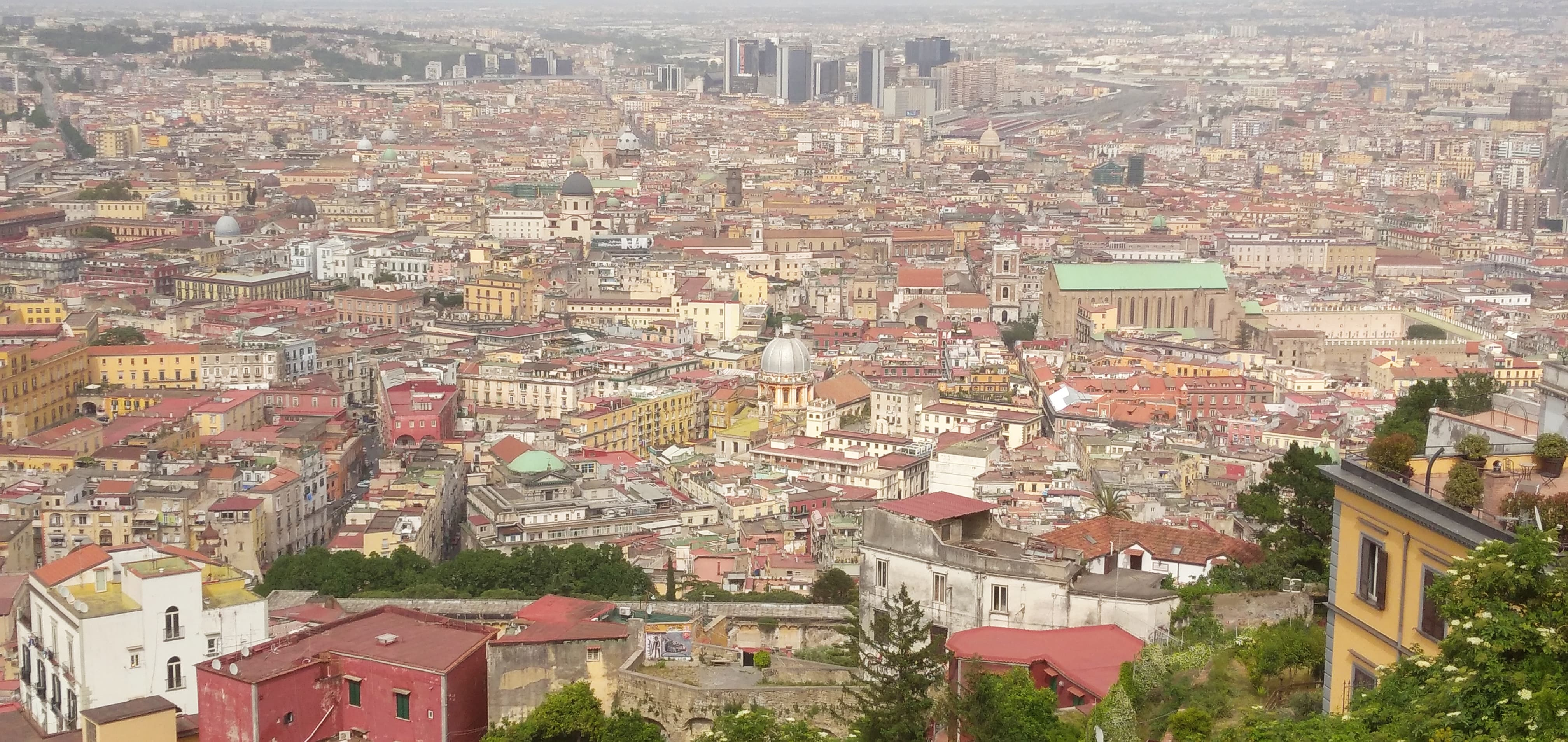
Napoli vista da San Martino
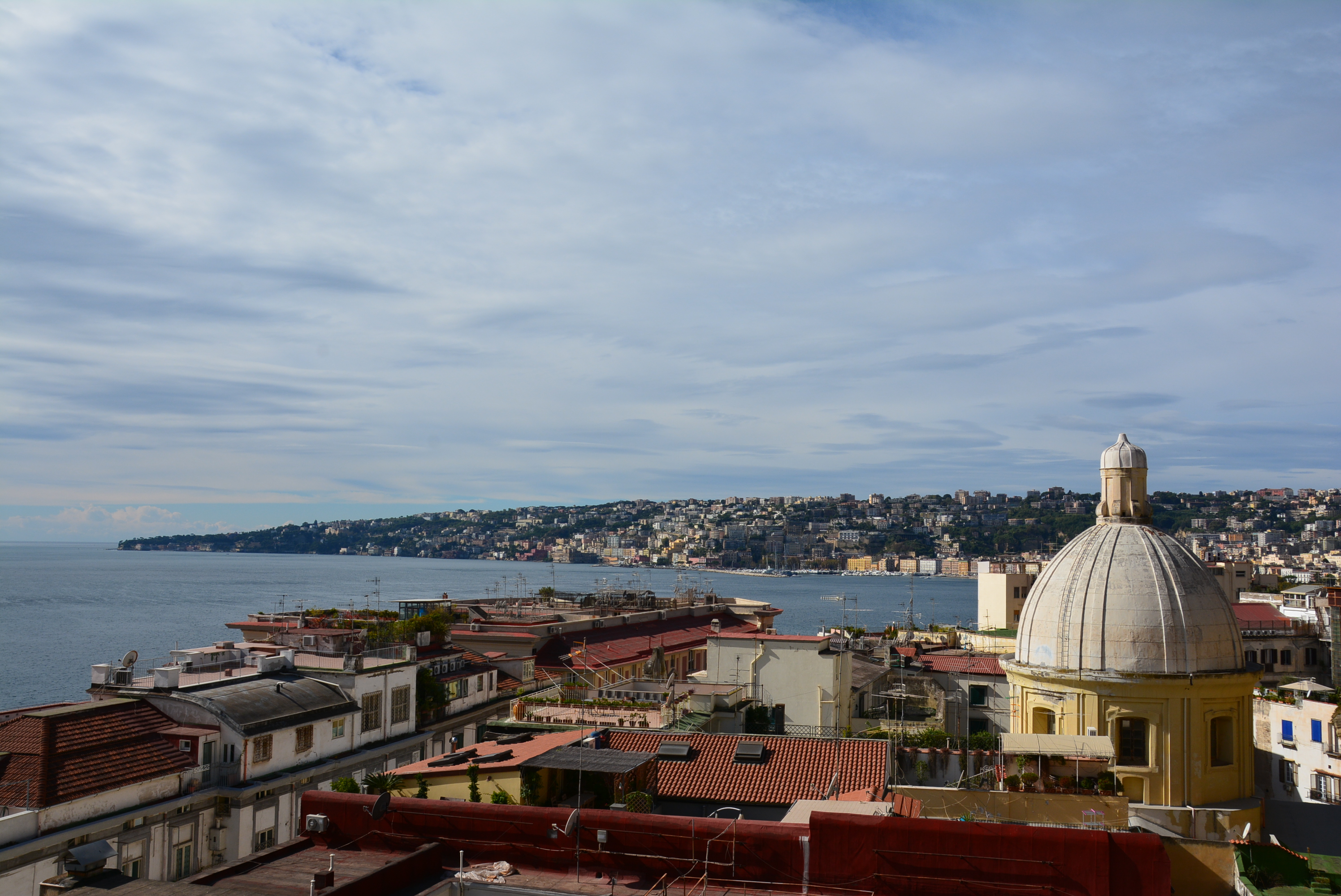
Collina di Posillipo vista da Pizzofalcone
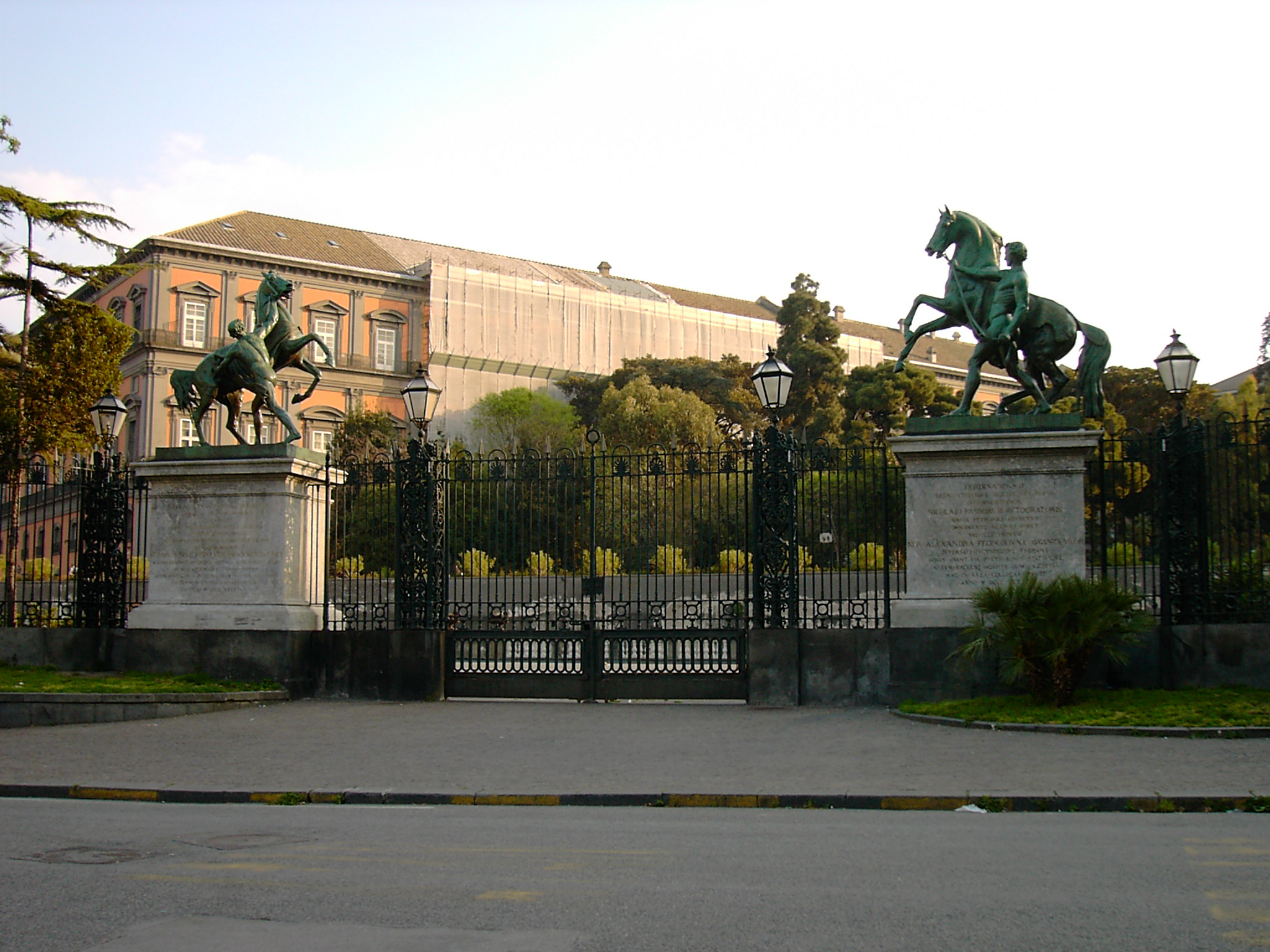
Королівський палац, брама з бронзовими конями
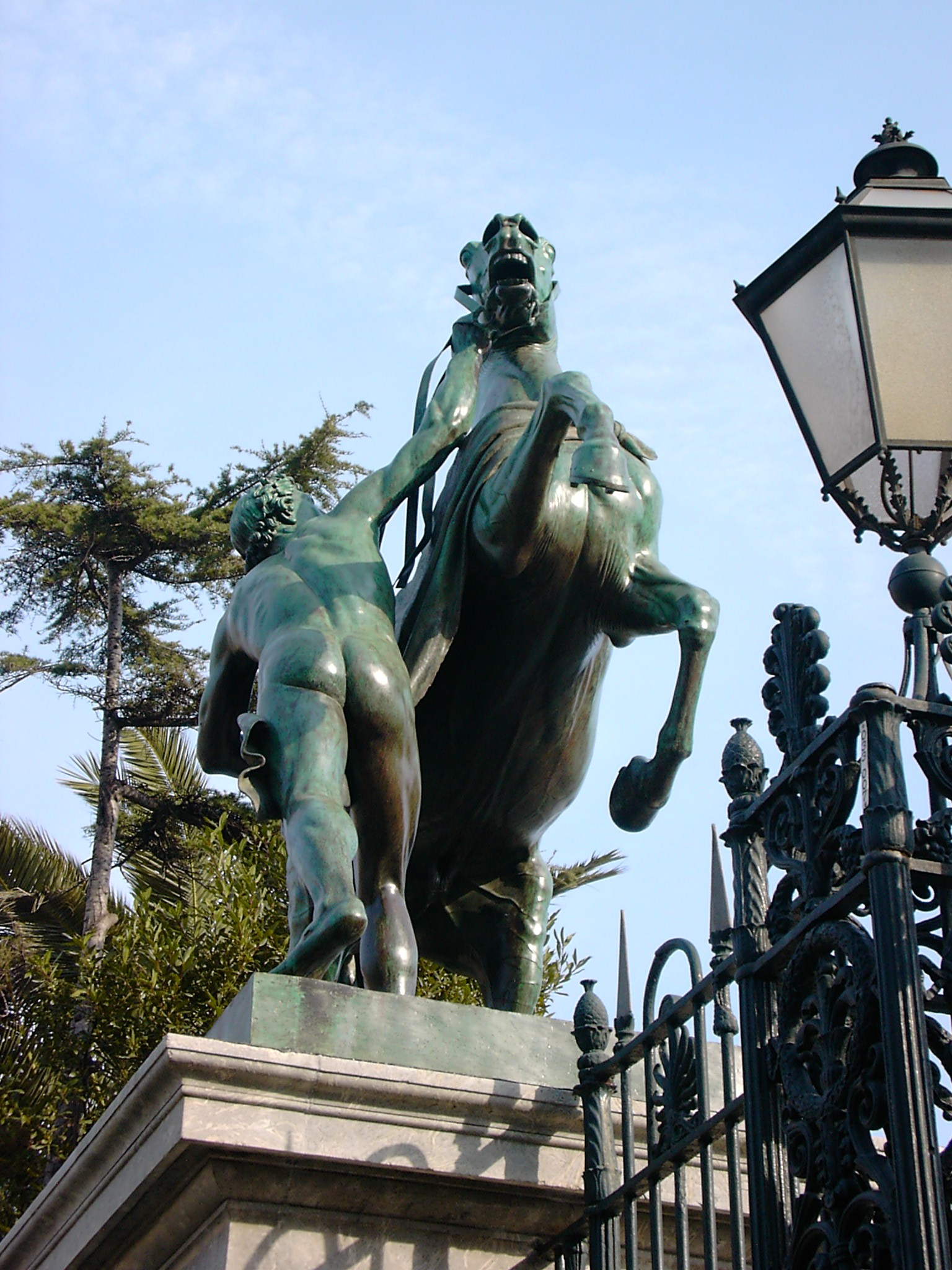
скульпор Клодт. Групи «Приборкання коня» (дарунок королю Неаполя від царя Миколи І )
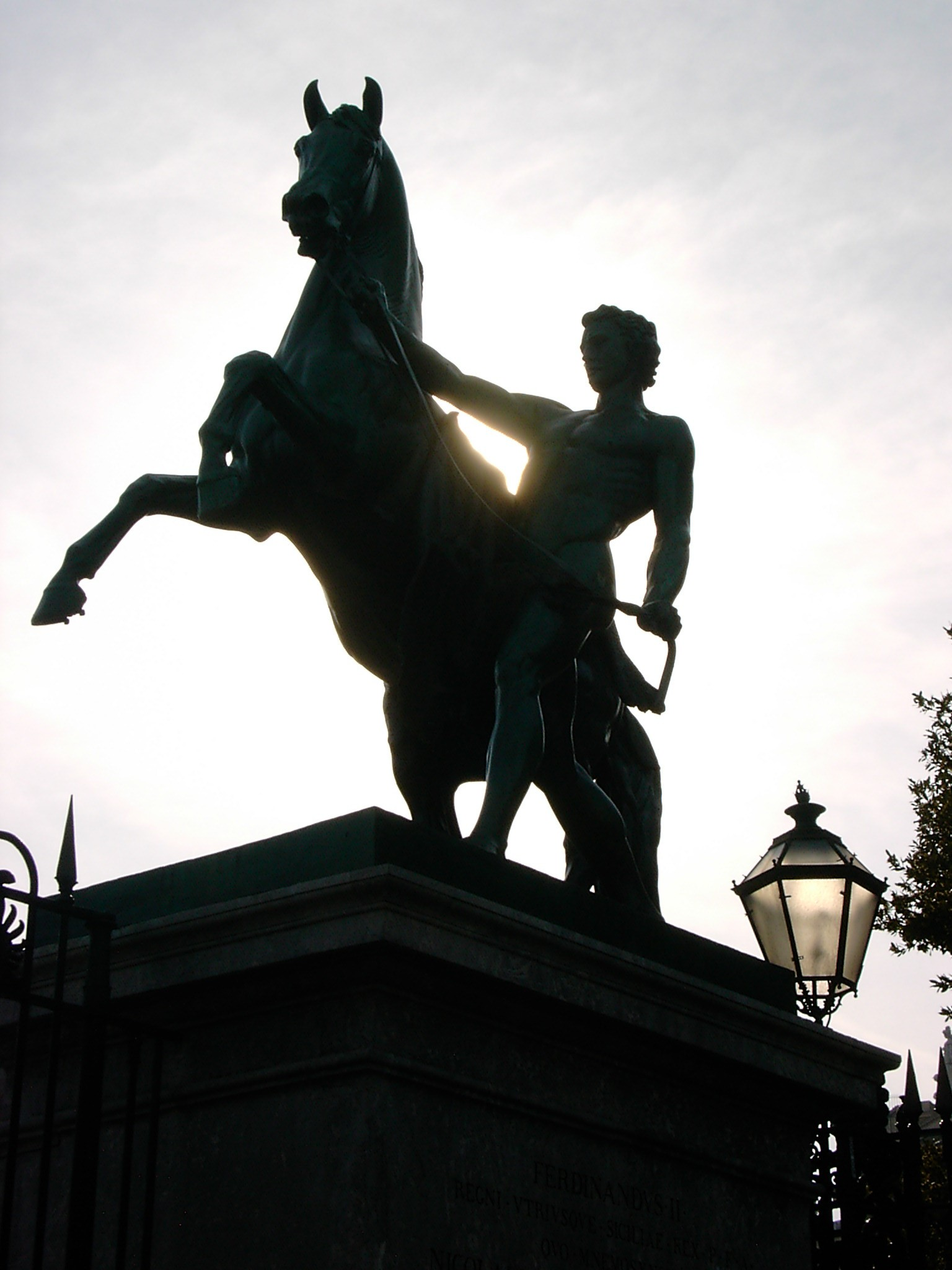
Скульптурні групи «Приборкання коня»
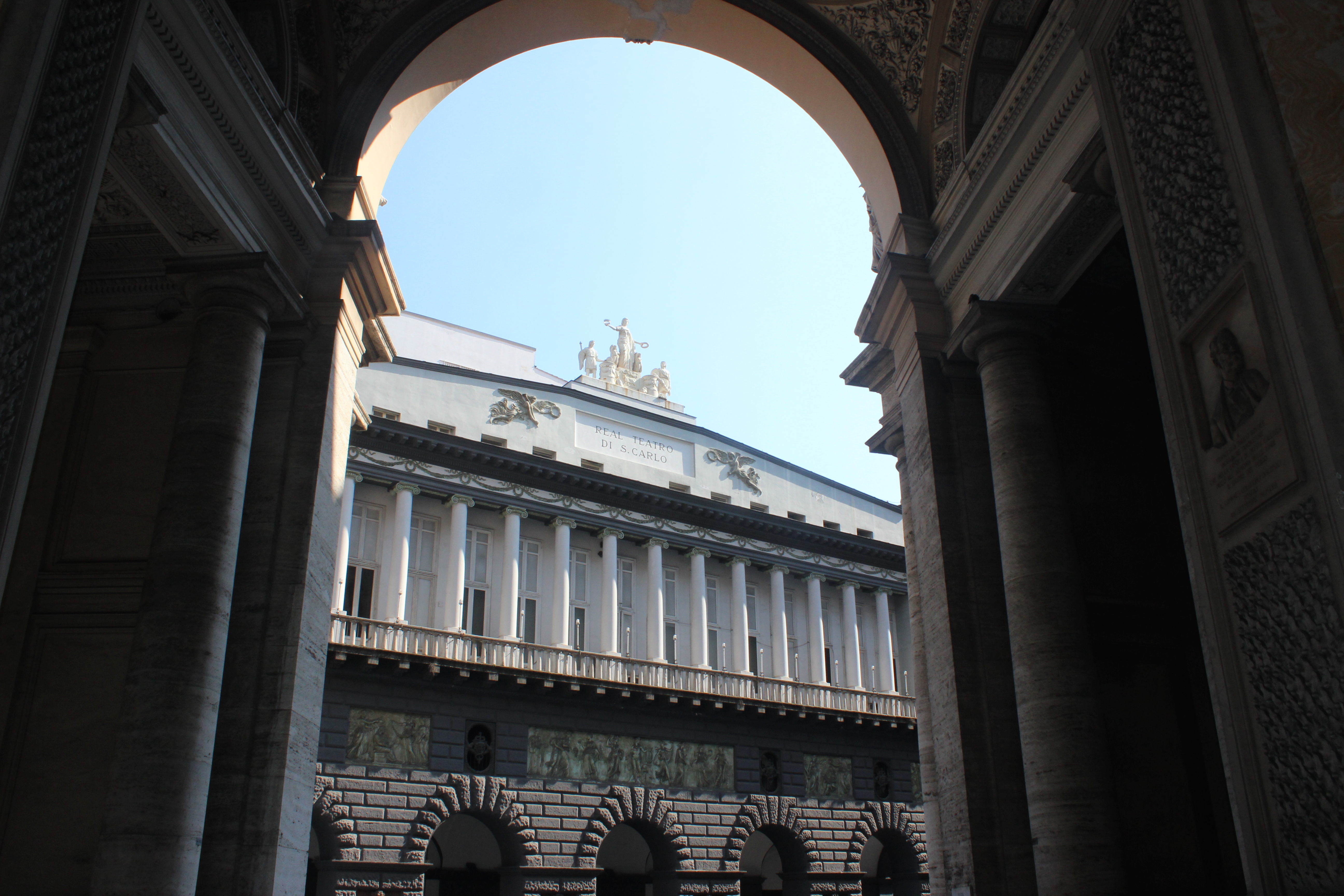
Театр Сан Карло, головний фасад
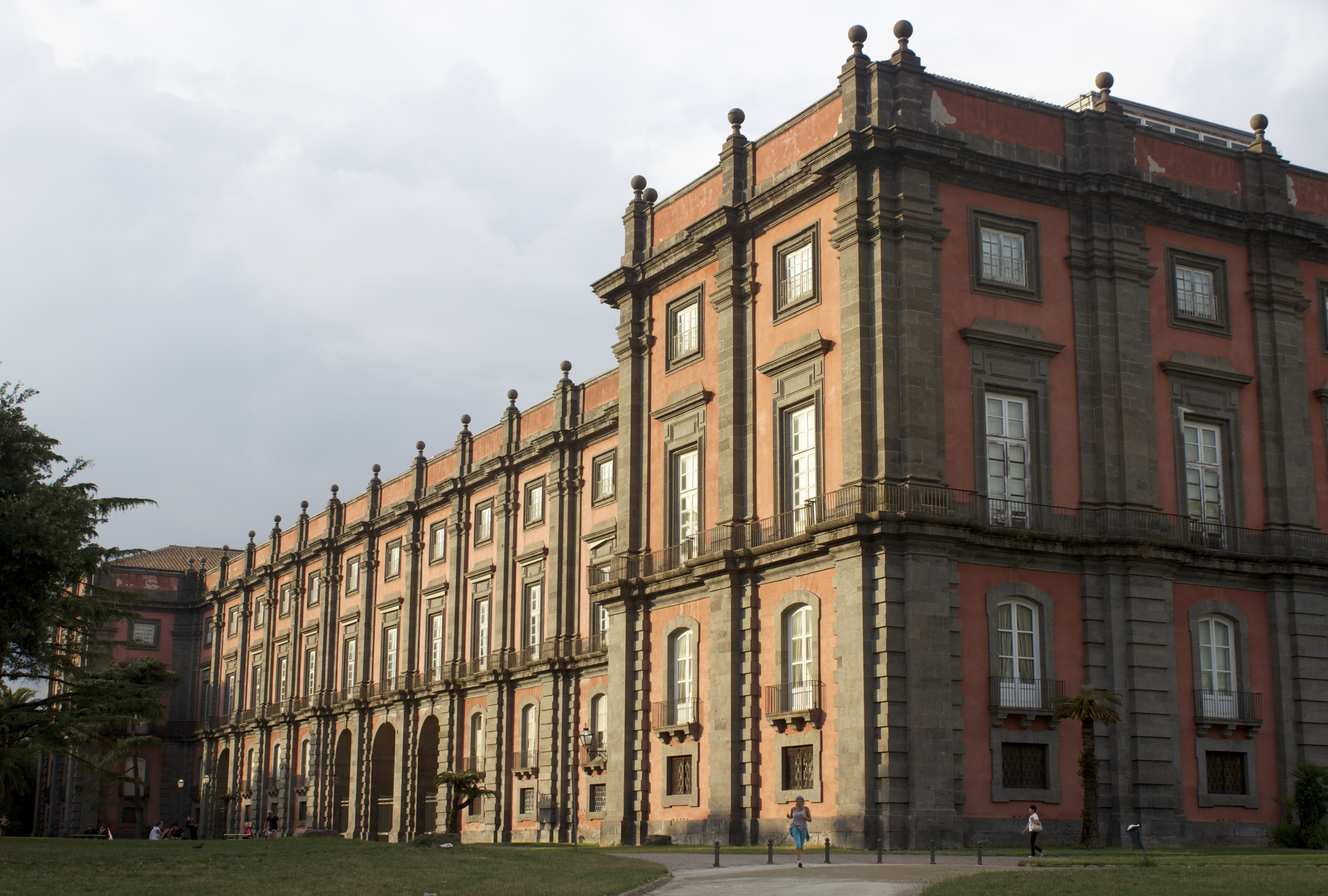
Capodimonte
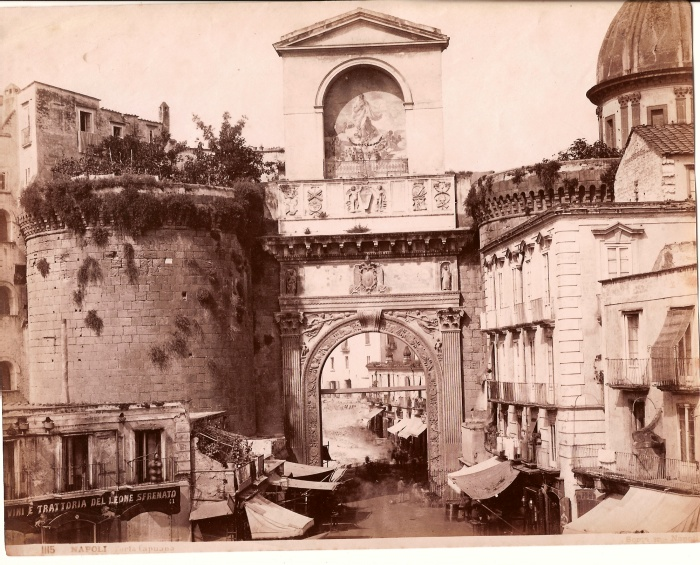
Брама Капуана (Porta Capuana), бл. 1865 р.
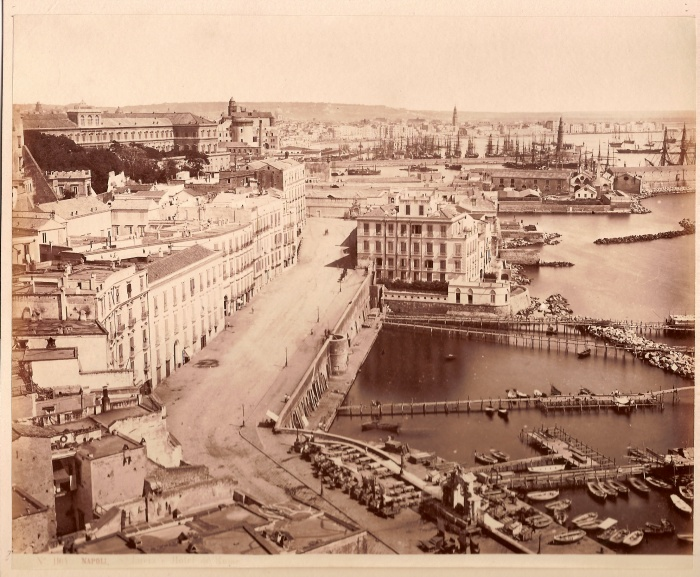
Palazzo reale e la marina di Napoli, ca. 1865
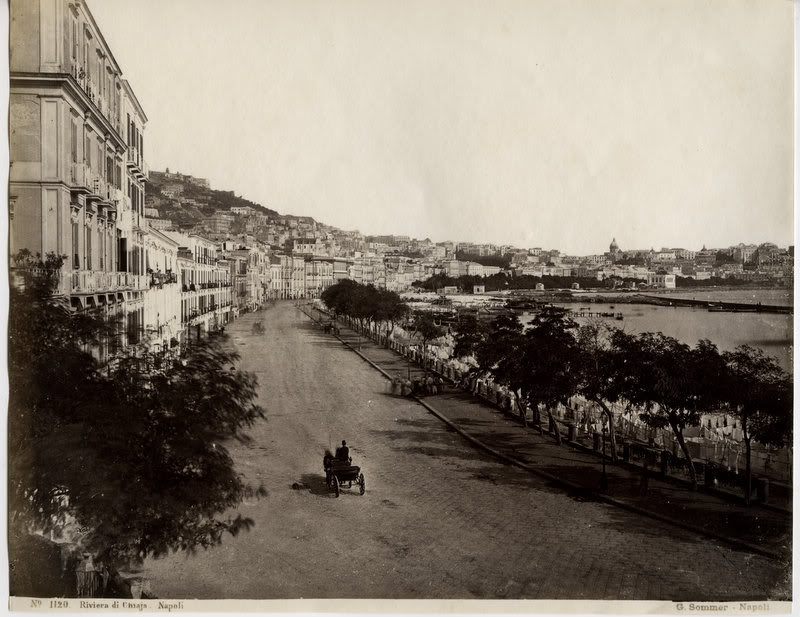
Riviera di Chiaia ca. 1865
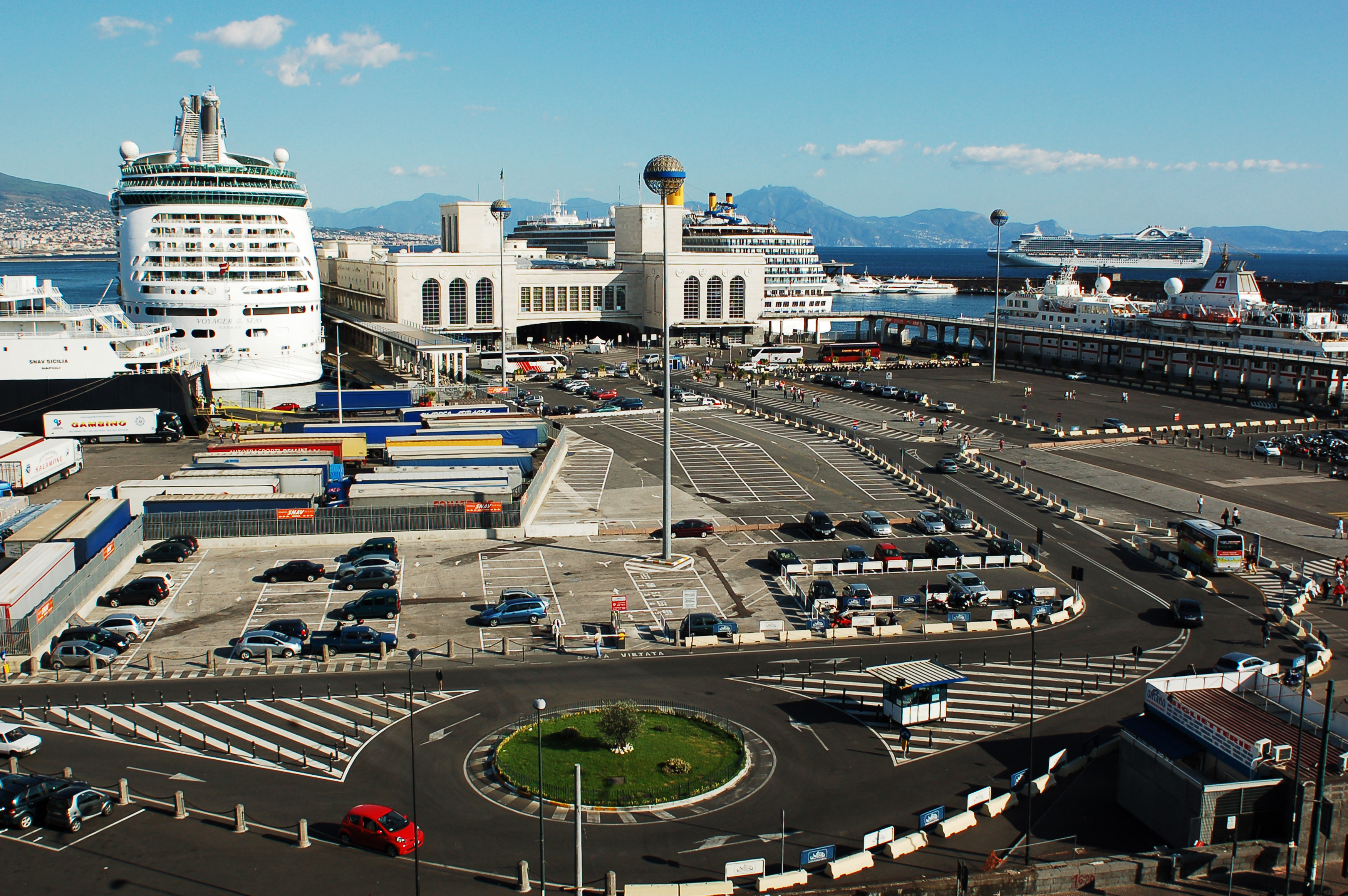
Порт
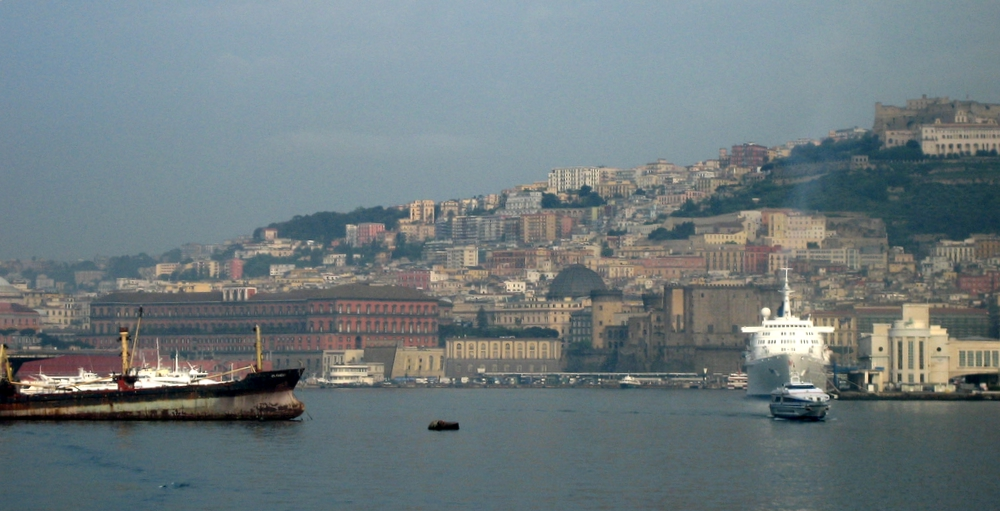
Порт
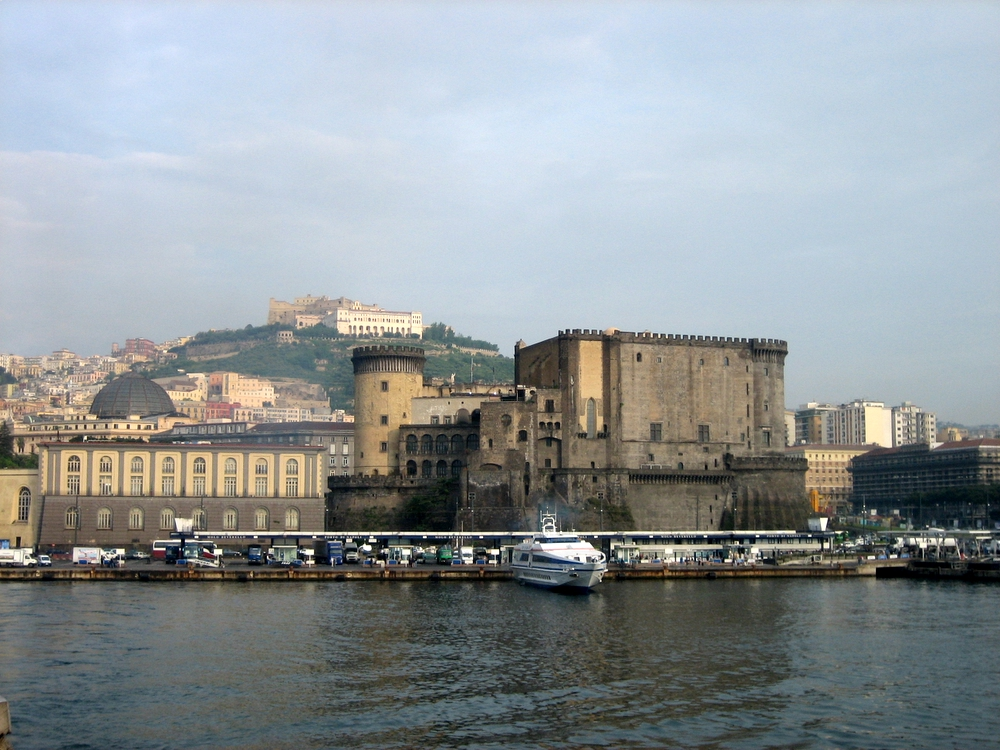
Порт
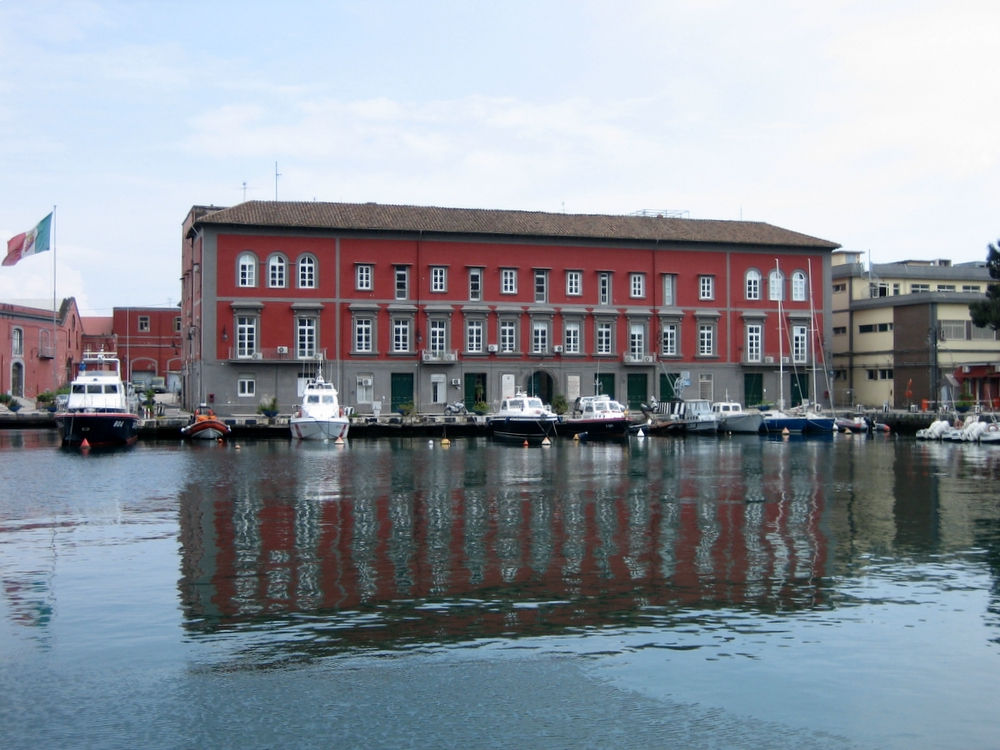
Порт
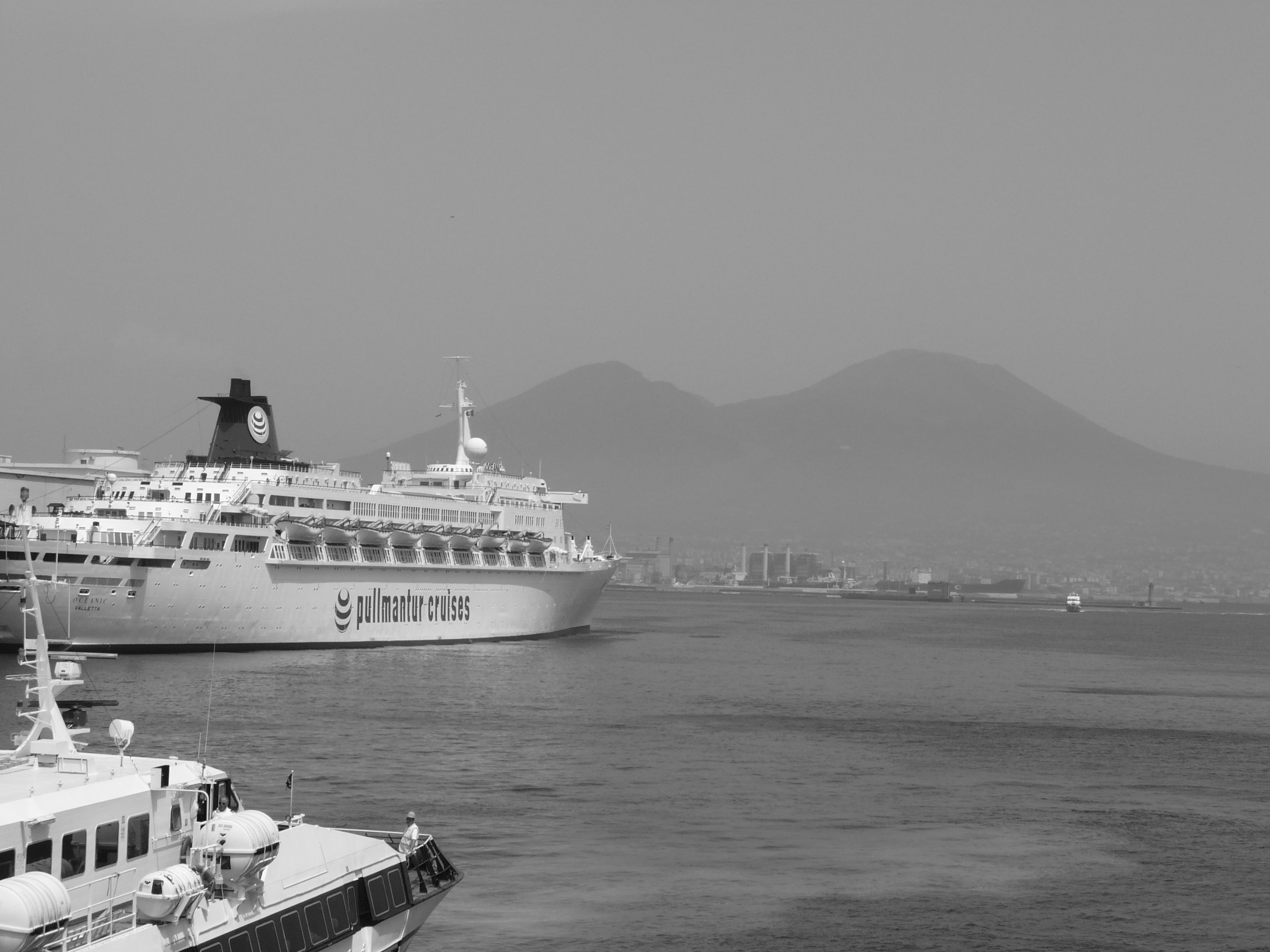
Vesuvio visto dalla banchina del Molo Beverello
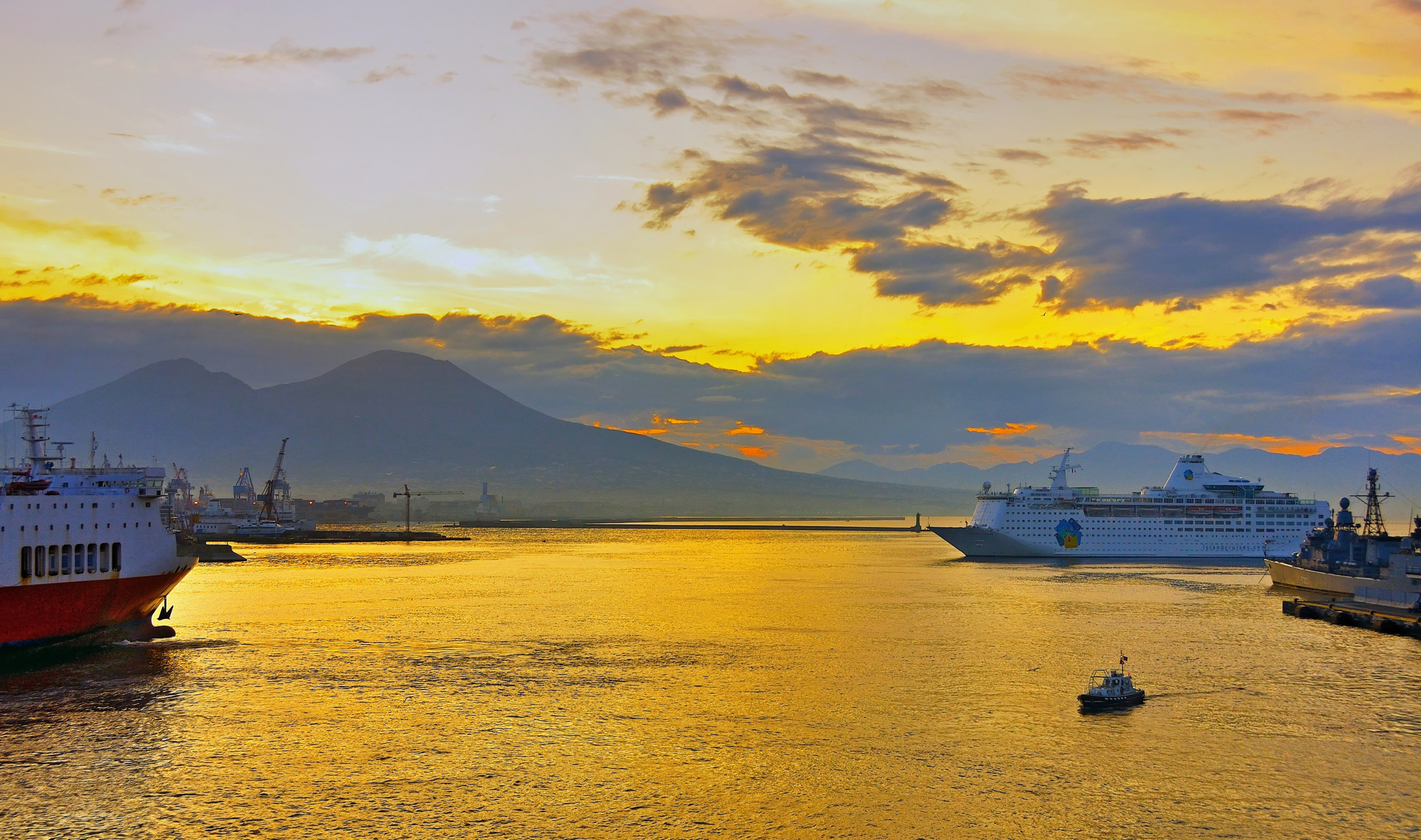
Порт і Везувій на світанку
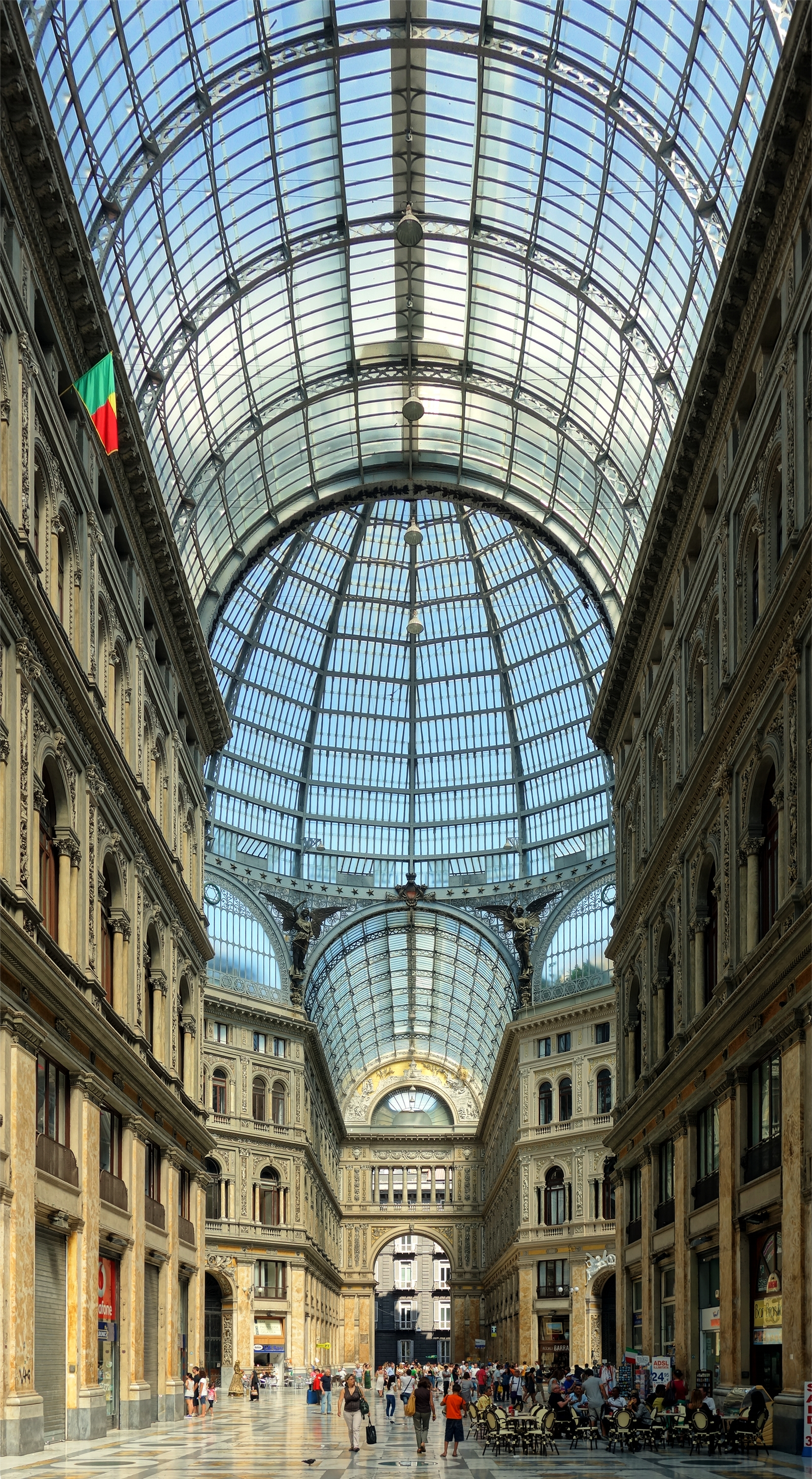
Galleria Umberto I — interno
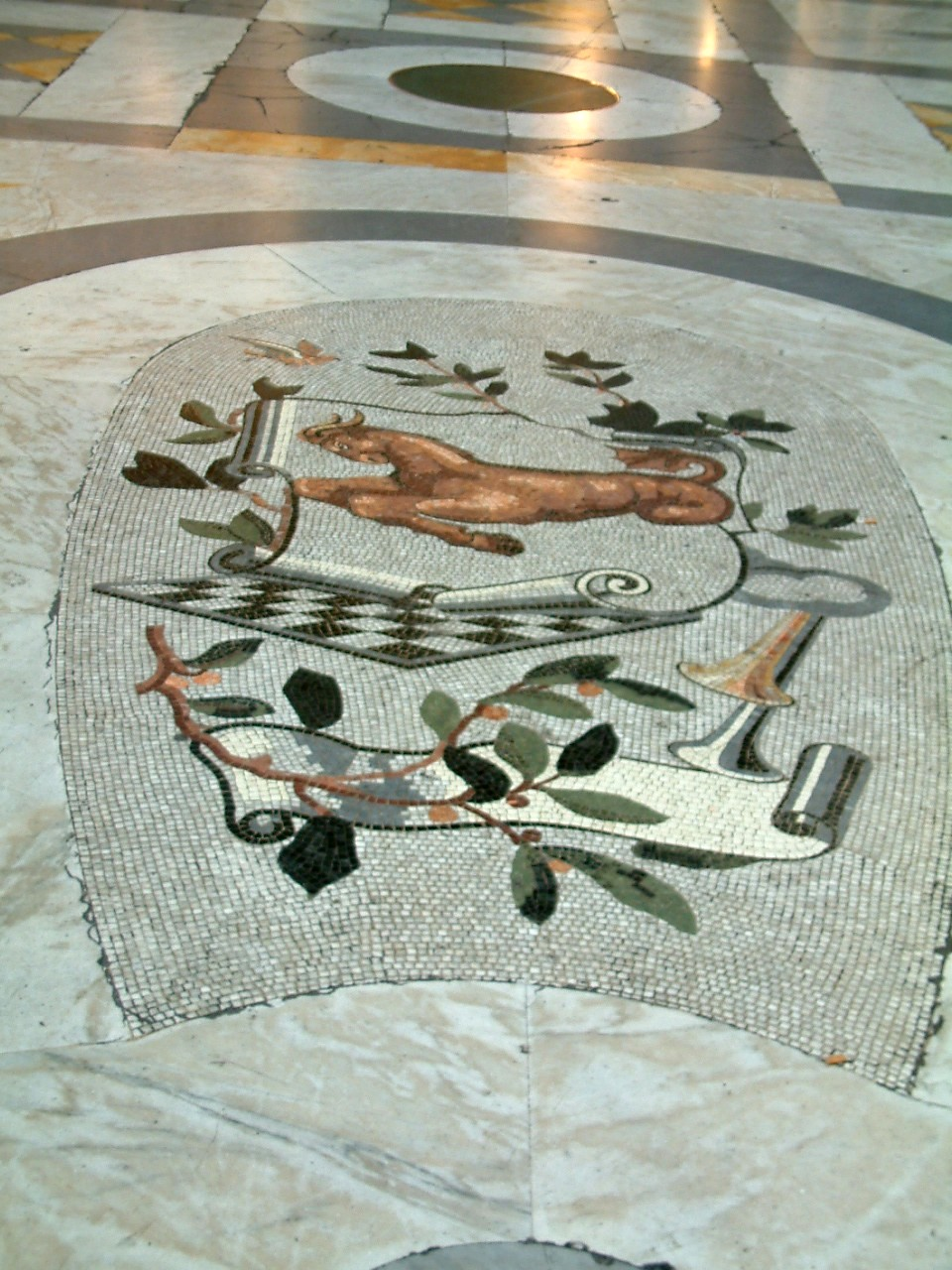
Galleria Umberto I — pavimento
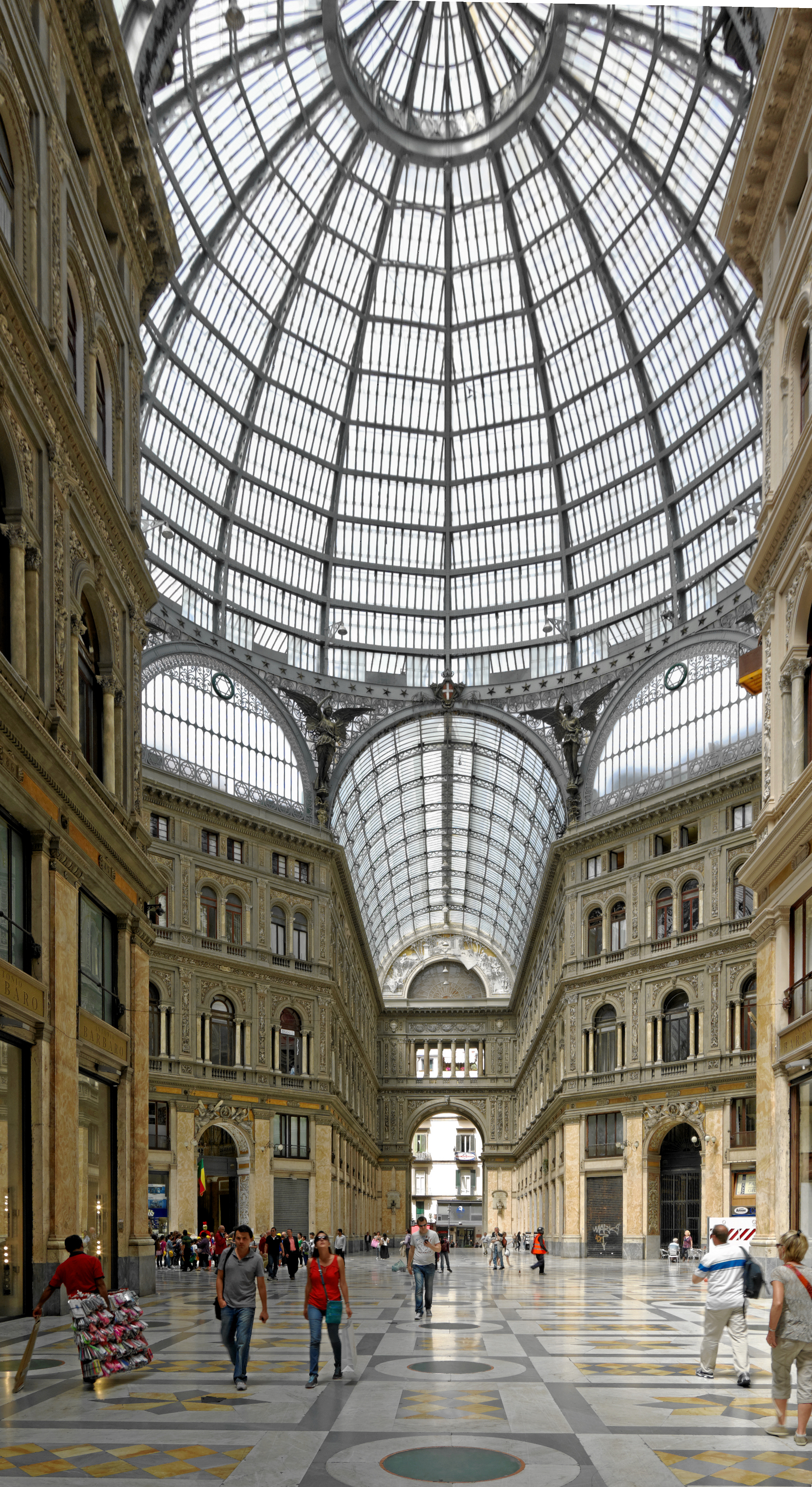
Galleria Umberto I
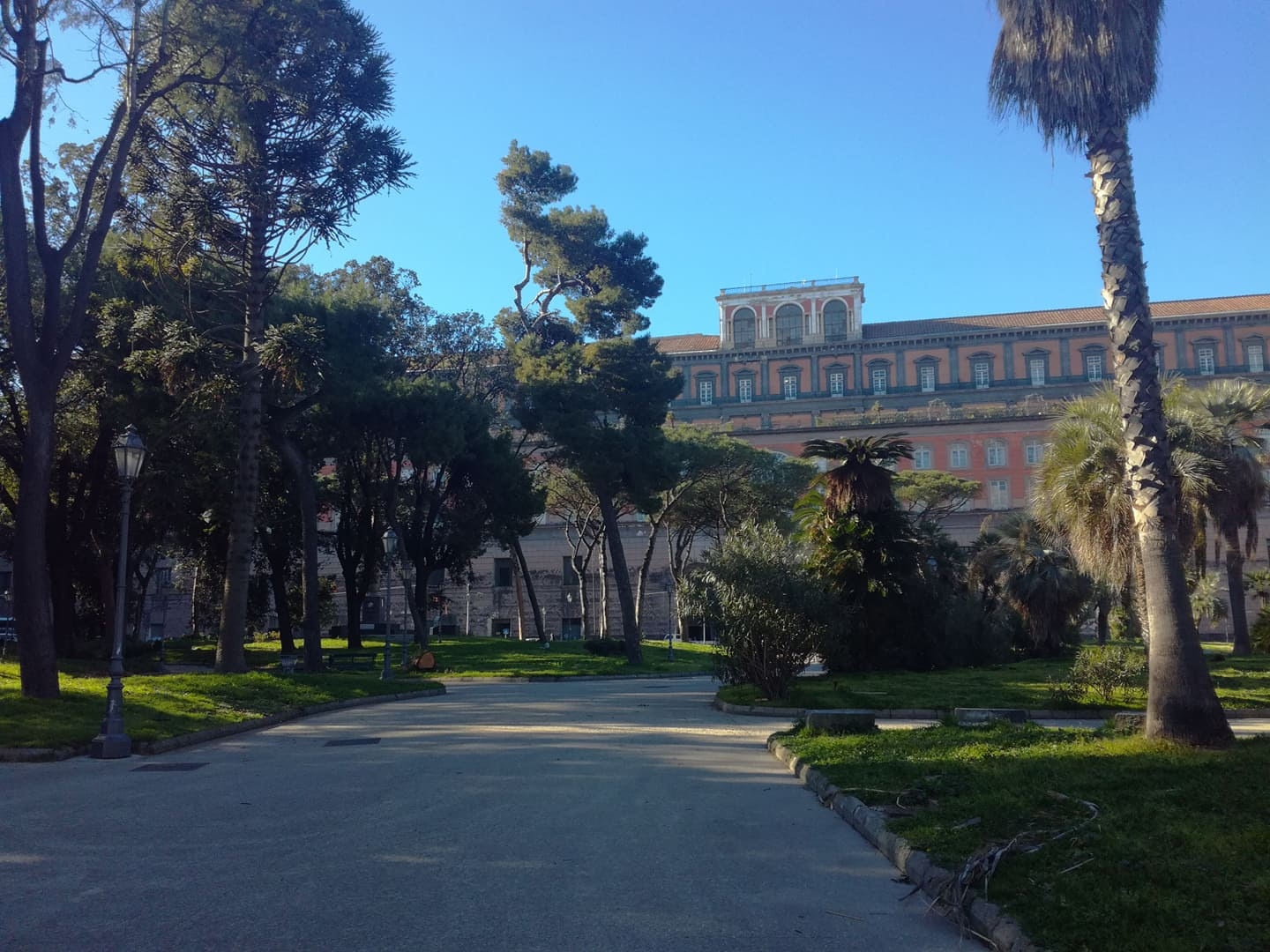
Королівський палац, Неаполь
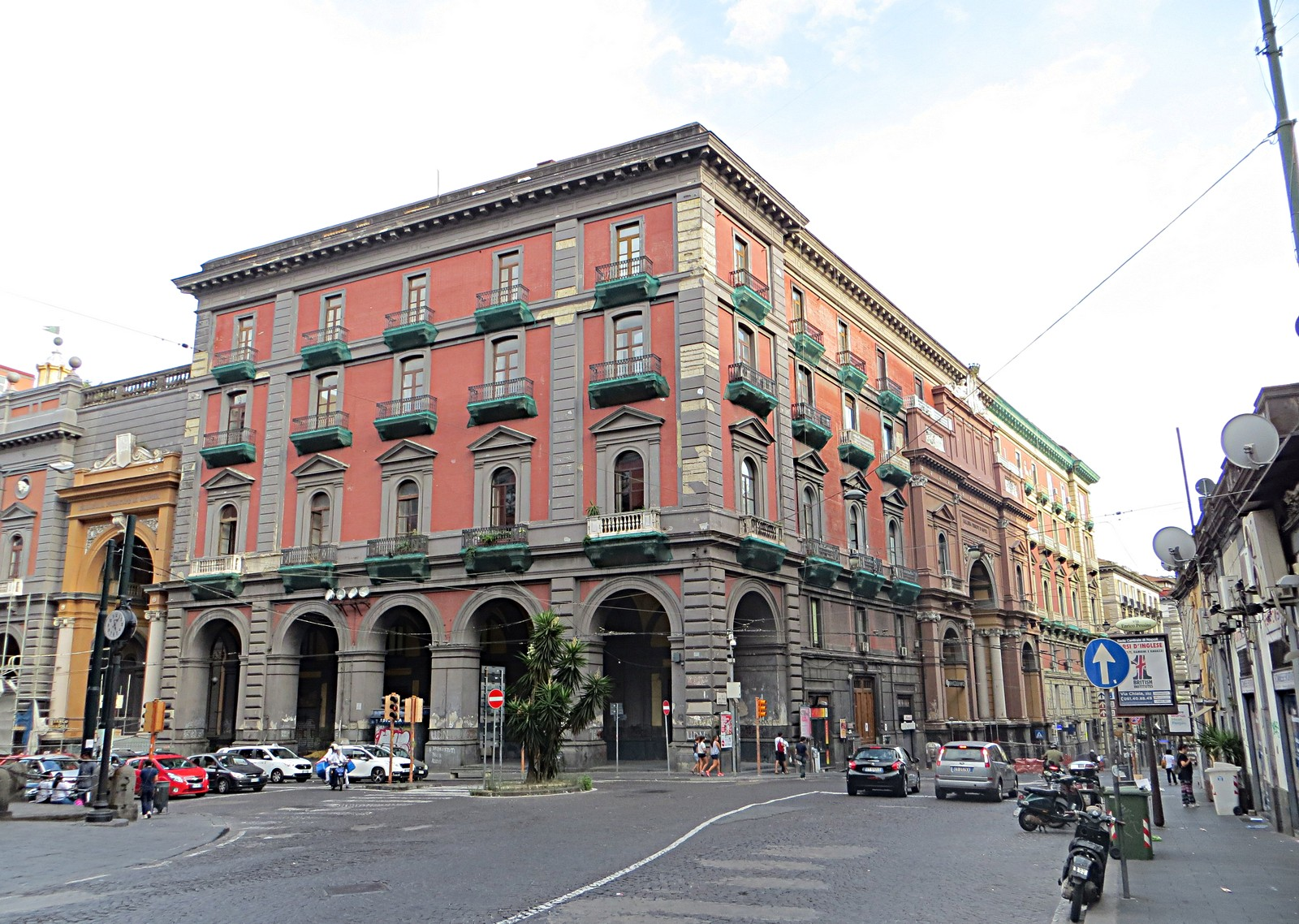
Ingresso della Galleria Principe di Napoli.
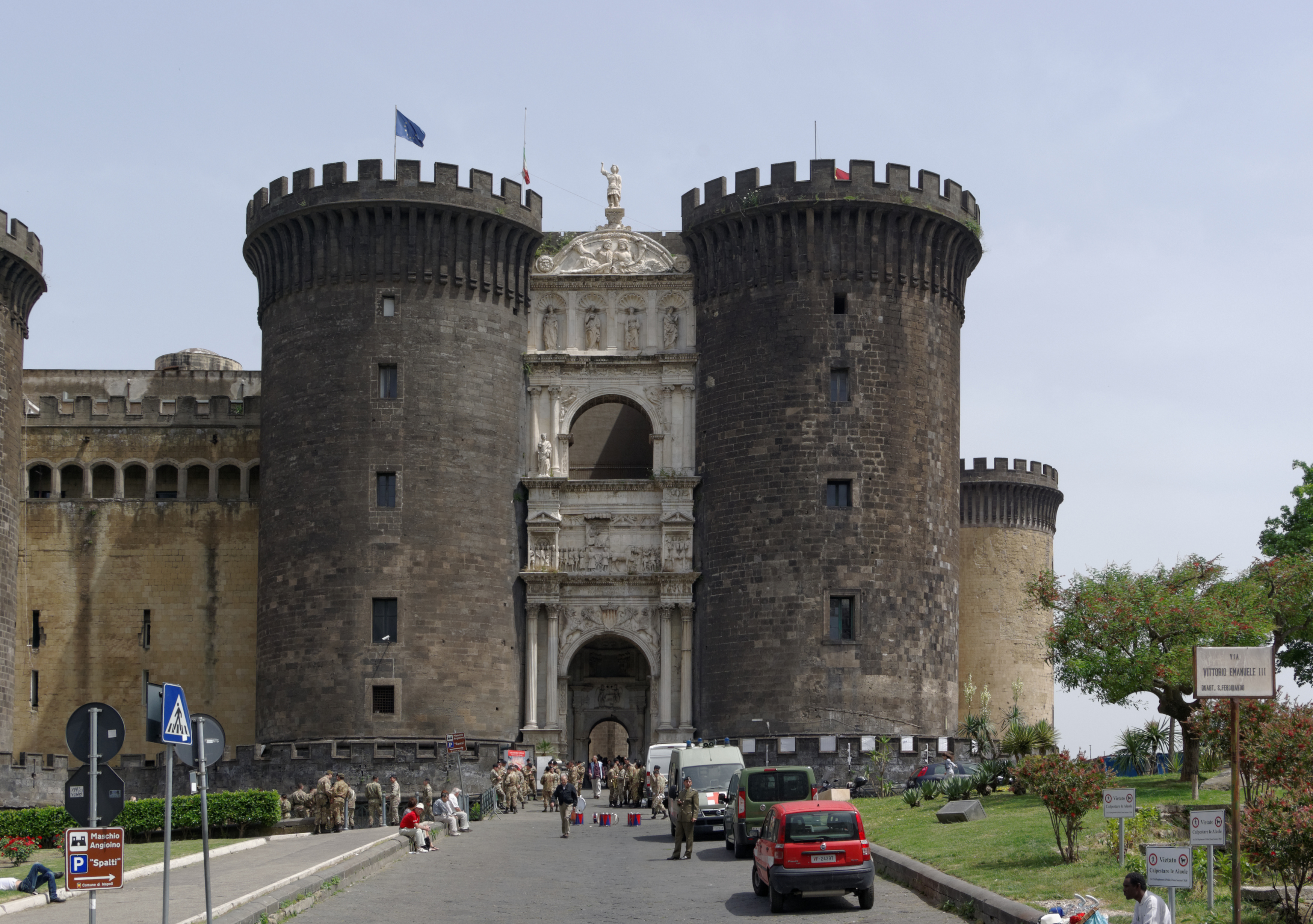
Новий замок (Castel Nuovo)
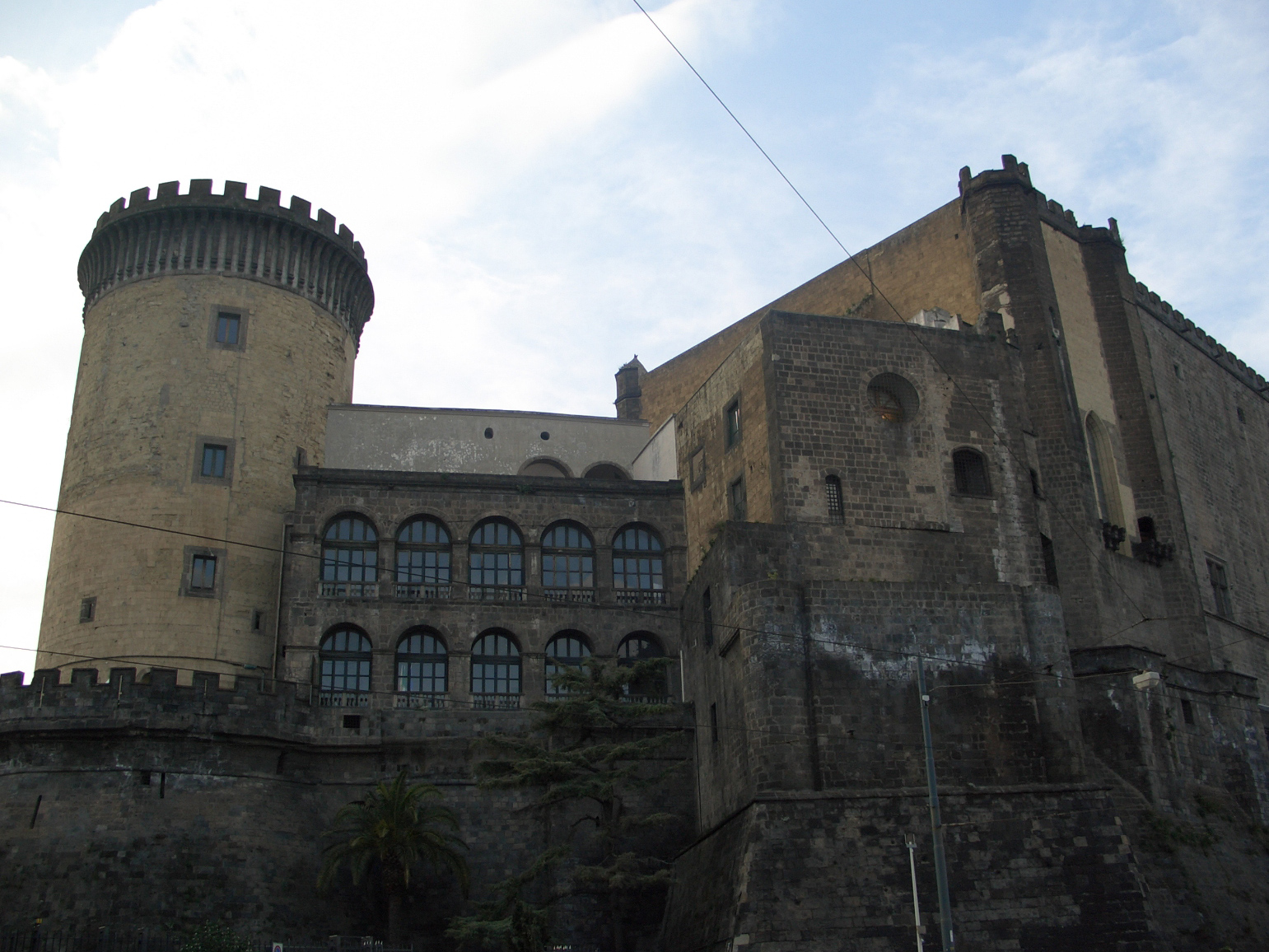
Castel Nuovo
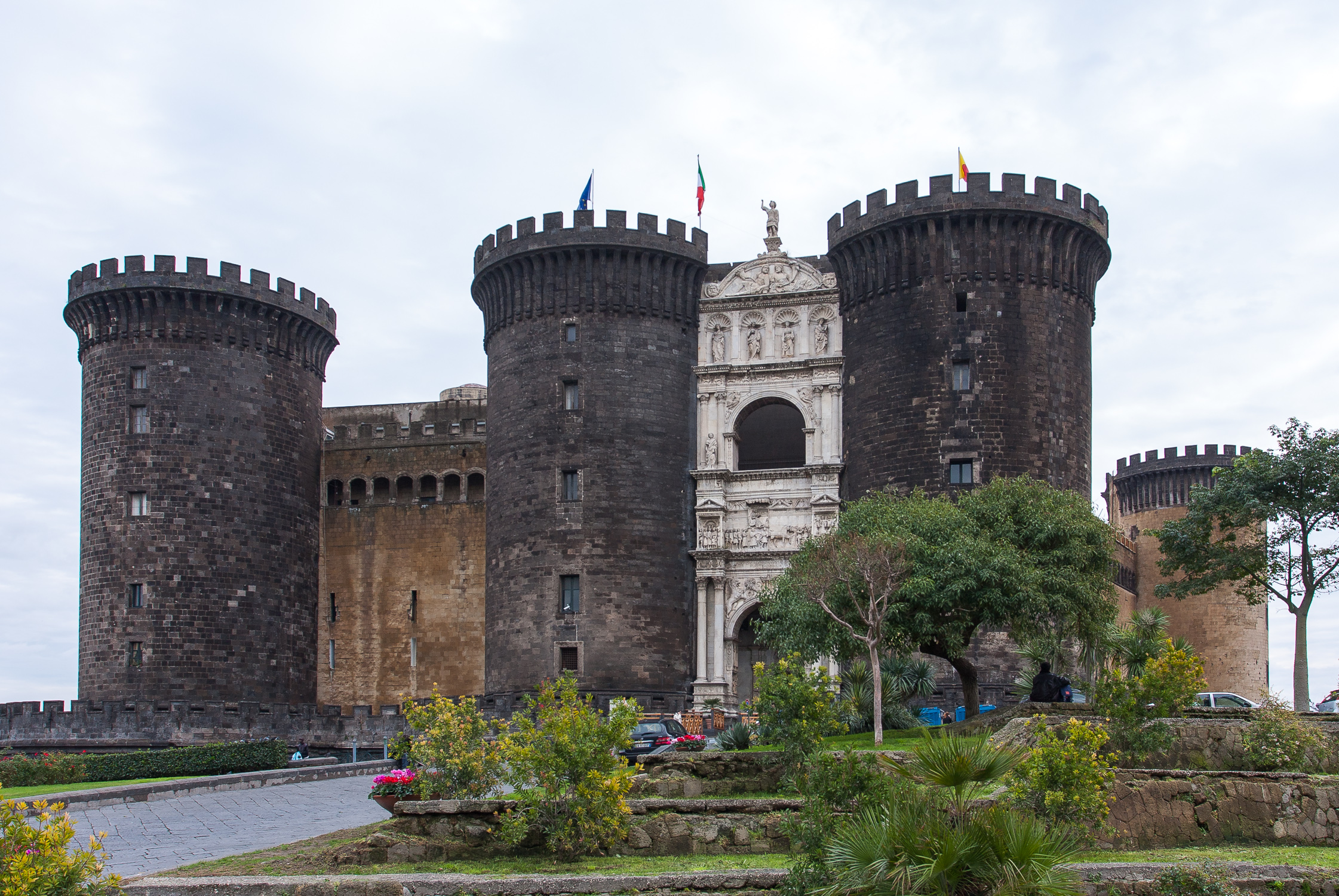
Новий замок, парадний фасад
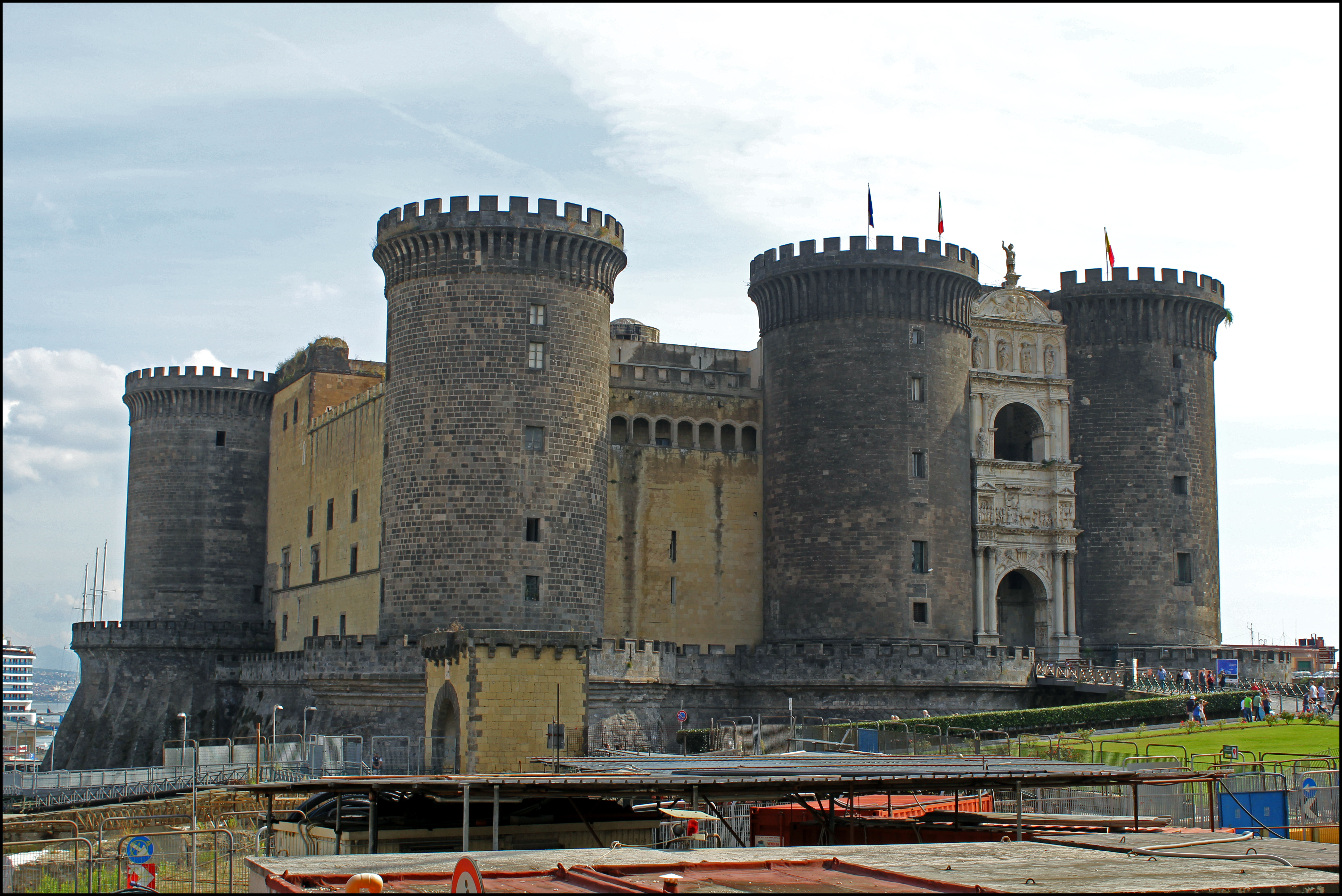
Новий замок, вигляд від пьяцца Муніципіо
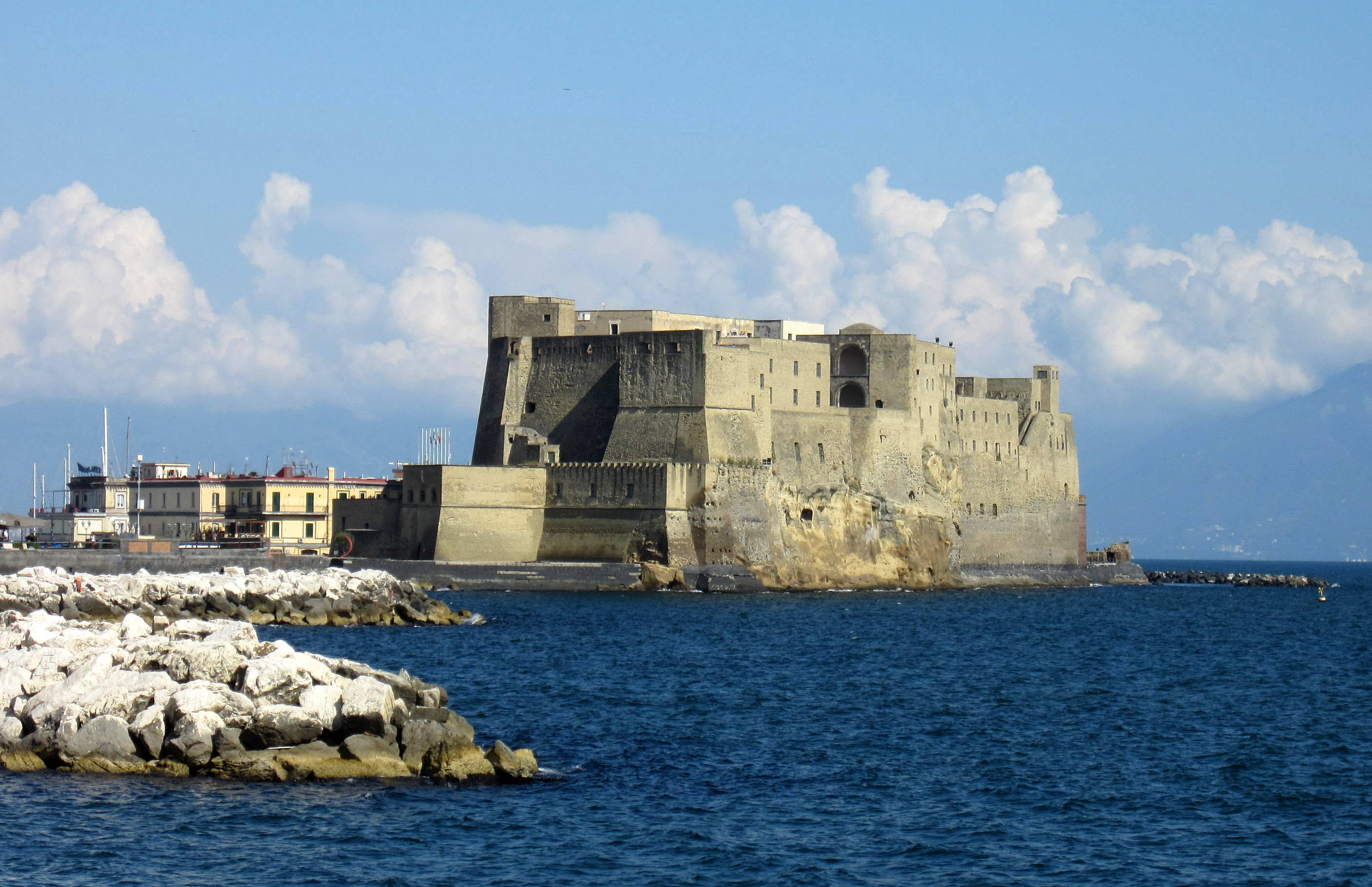
Castel dell'Ovo
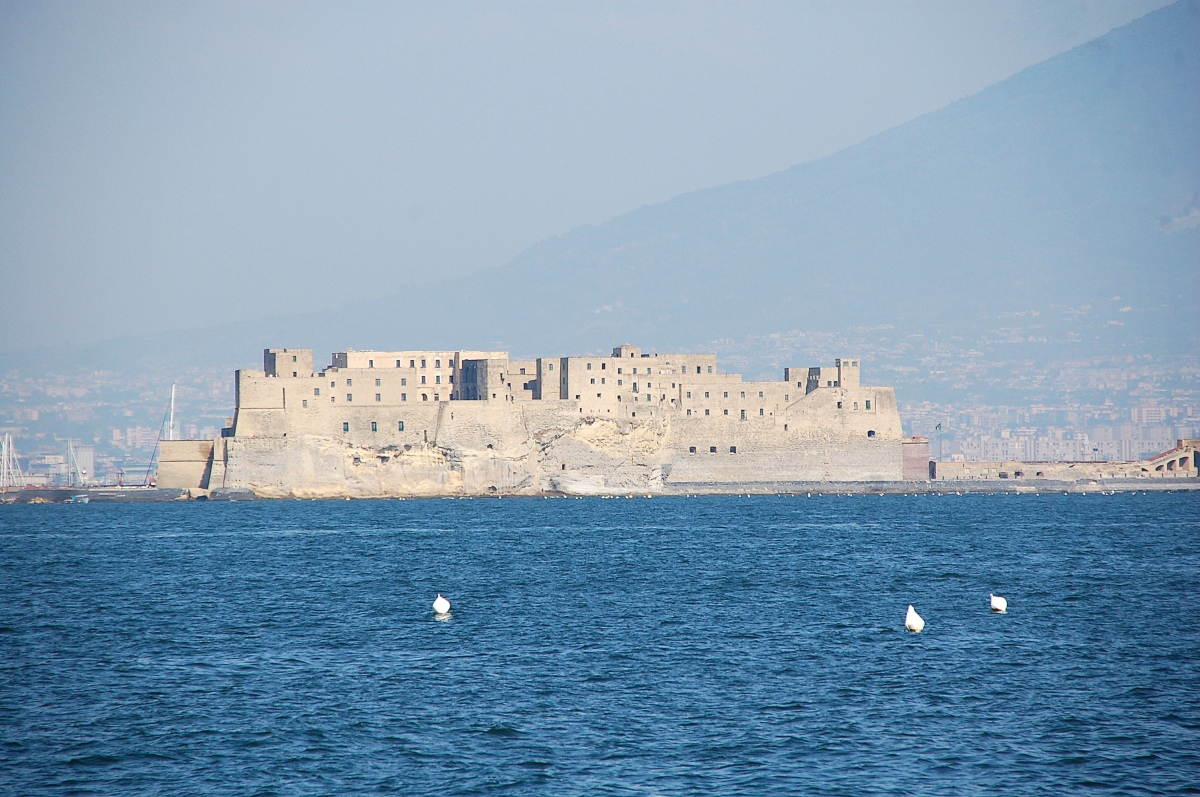
Castel dell'Ovo
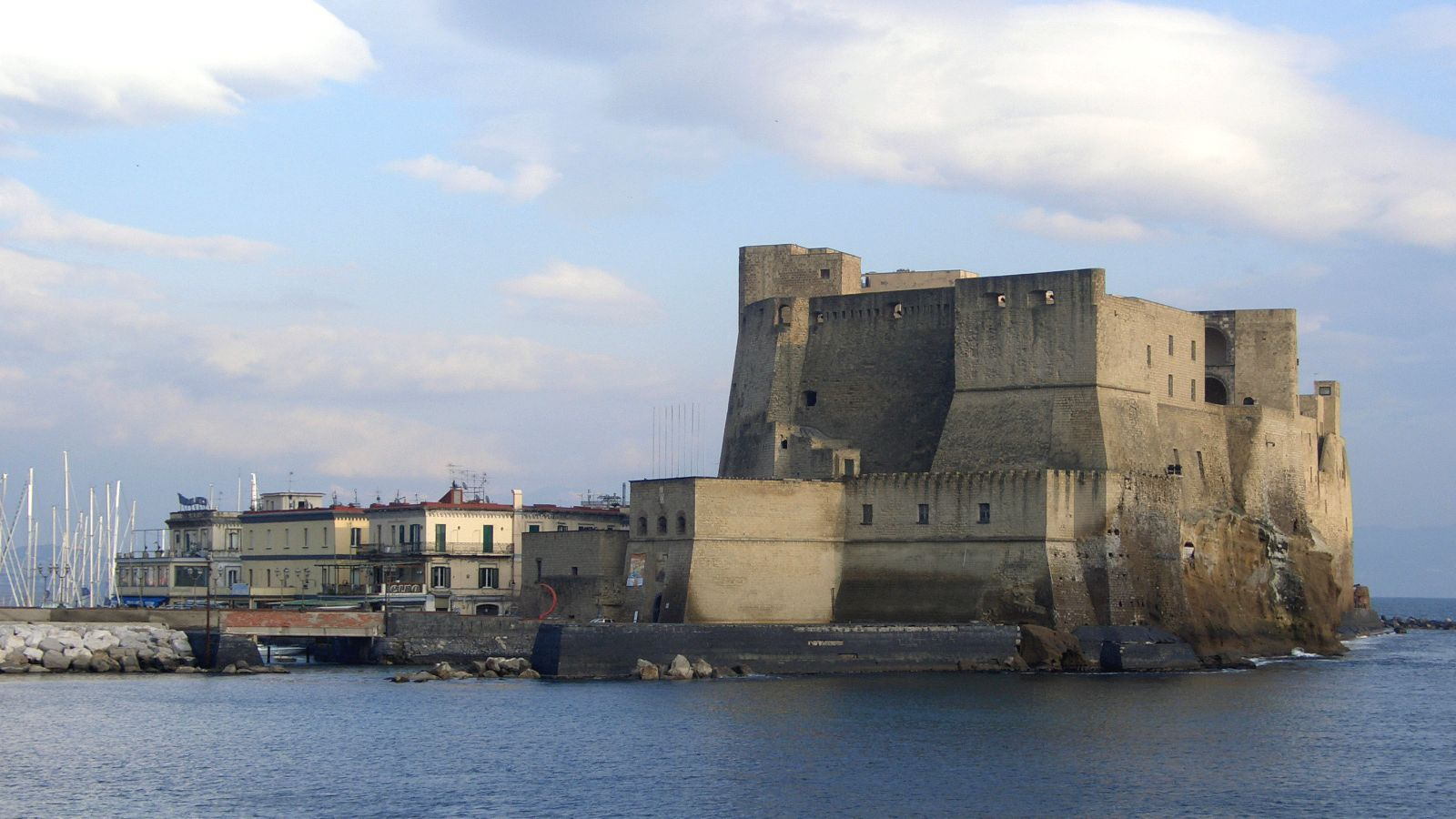
Castel dell'Ovo
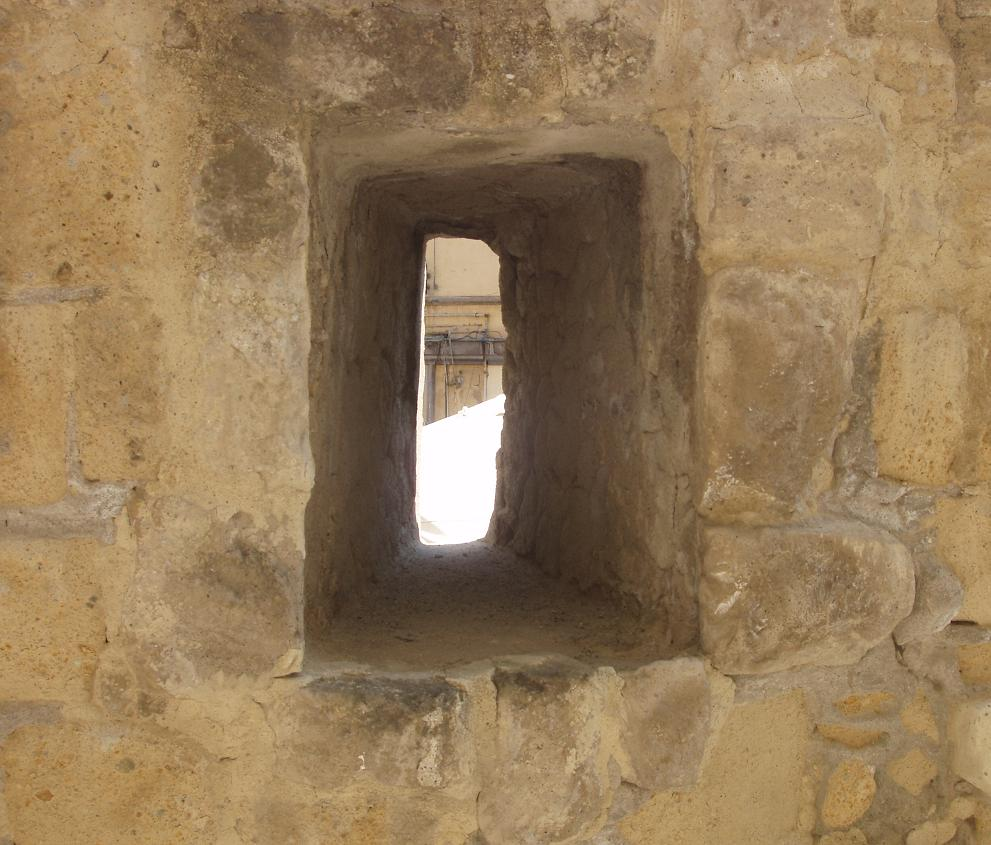
Castel dell'Ovo
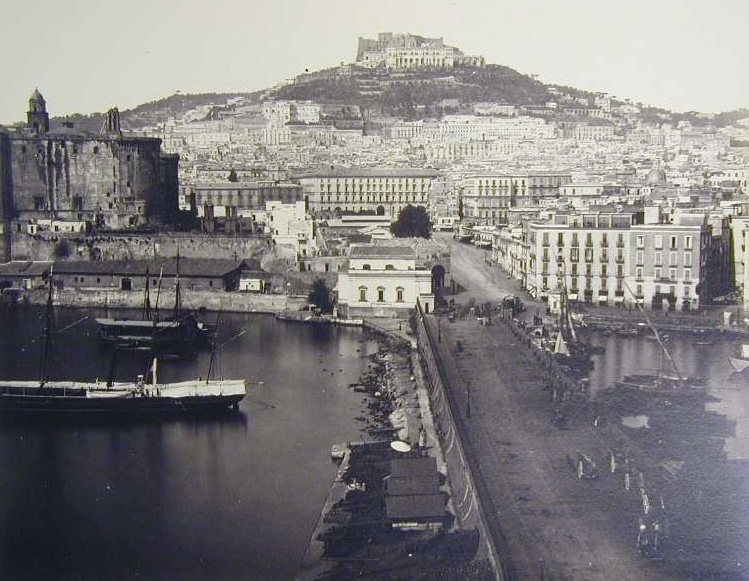
Фортеця Сант Ельмо (Forte Sant'Elmo)
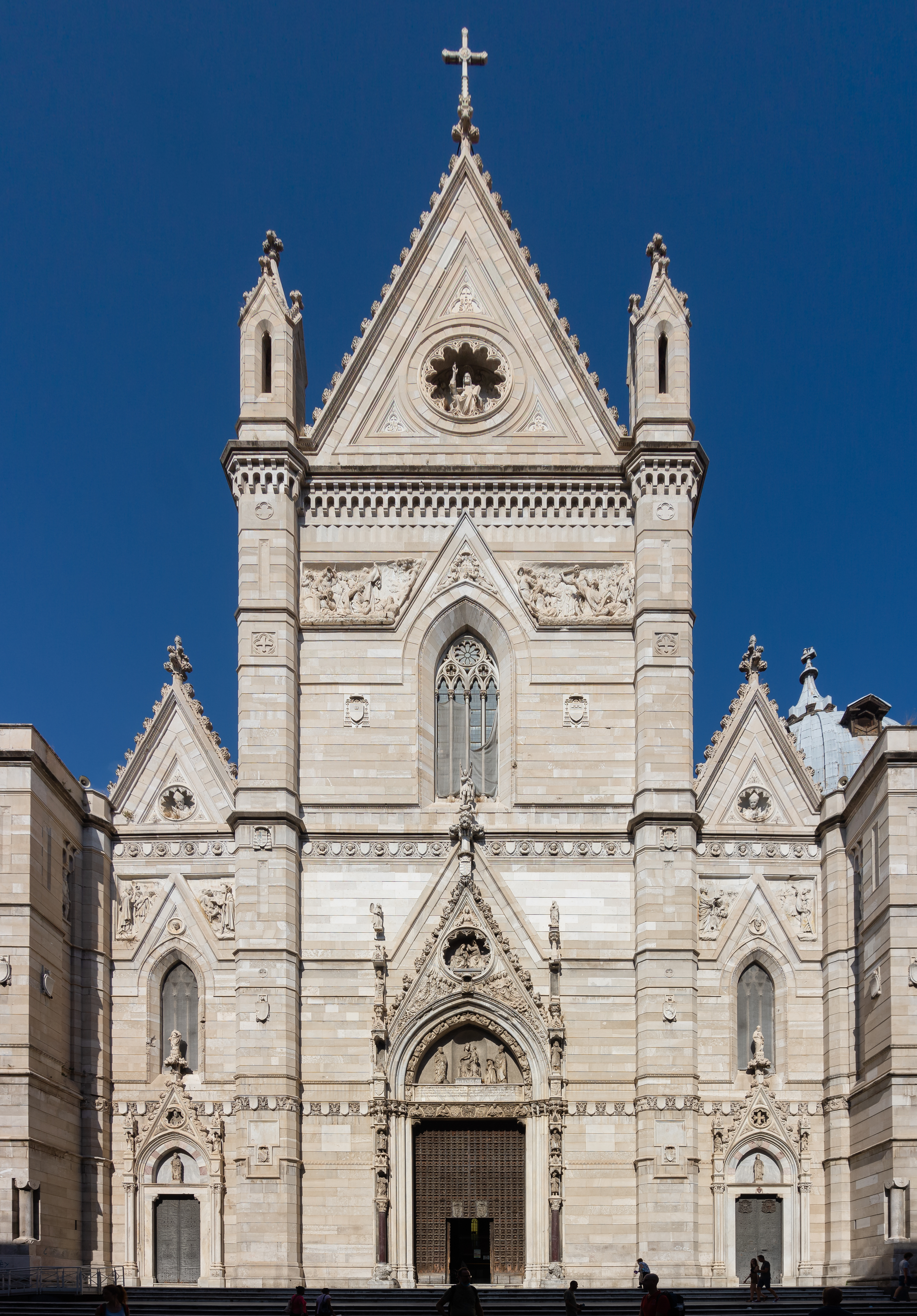
Катедральний собор, головний фасад  (Duomo di Napoli)
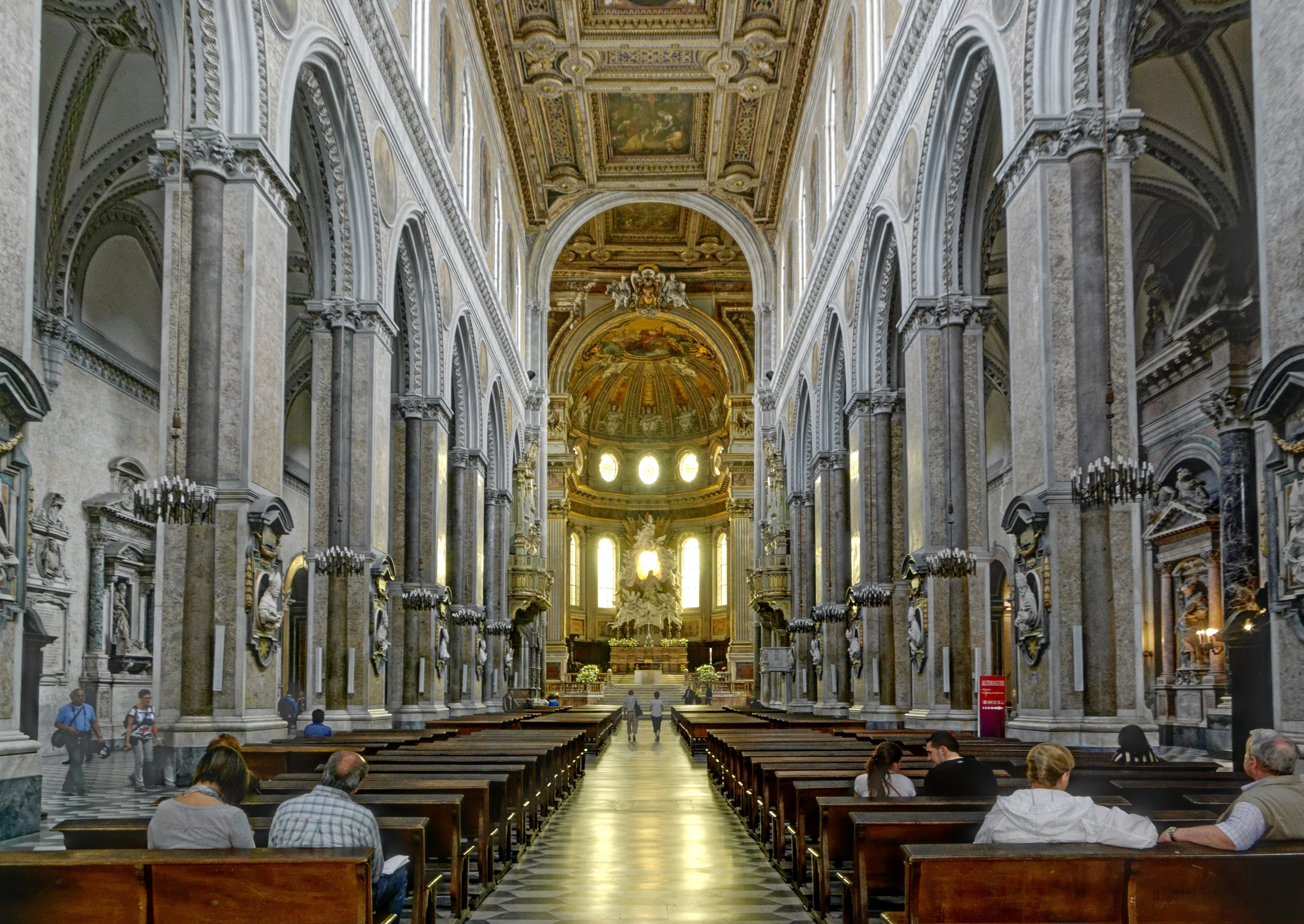
Катедральний собор, головна нава
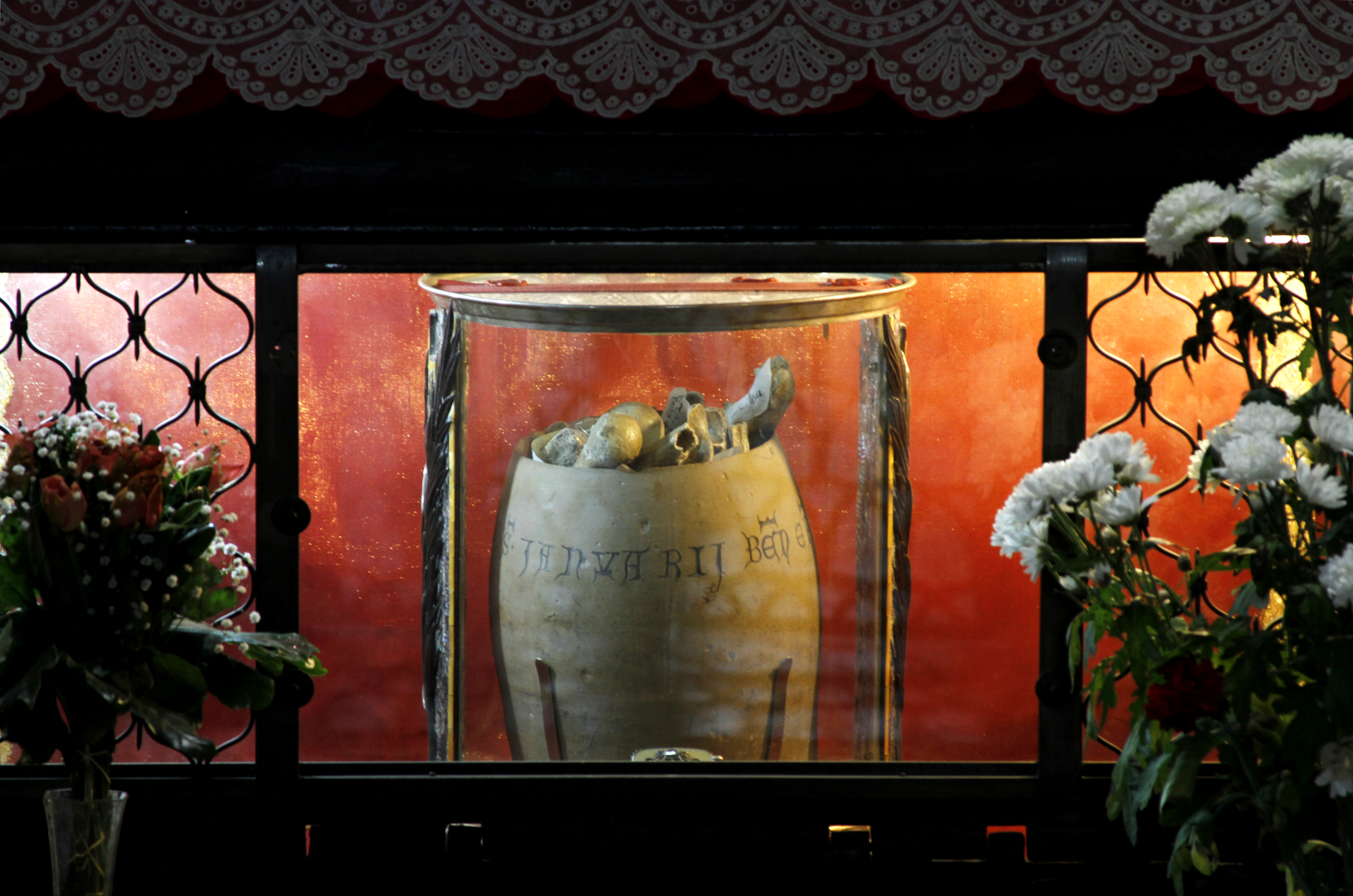
Катедральний собор, мощі Сан Дженнаро
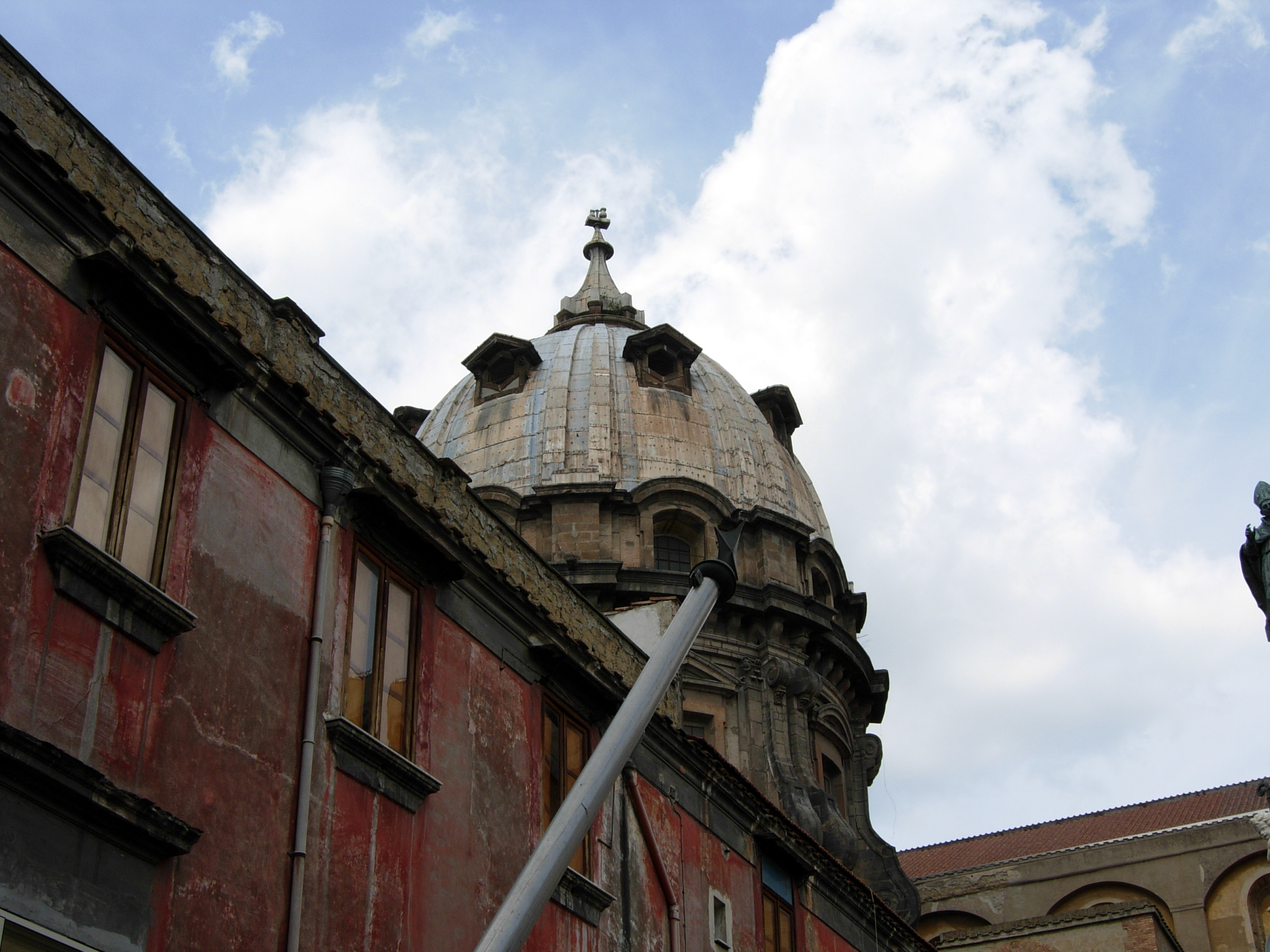
Каплиця дель Тезоро в церкві Сан Дженнаро
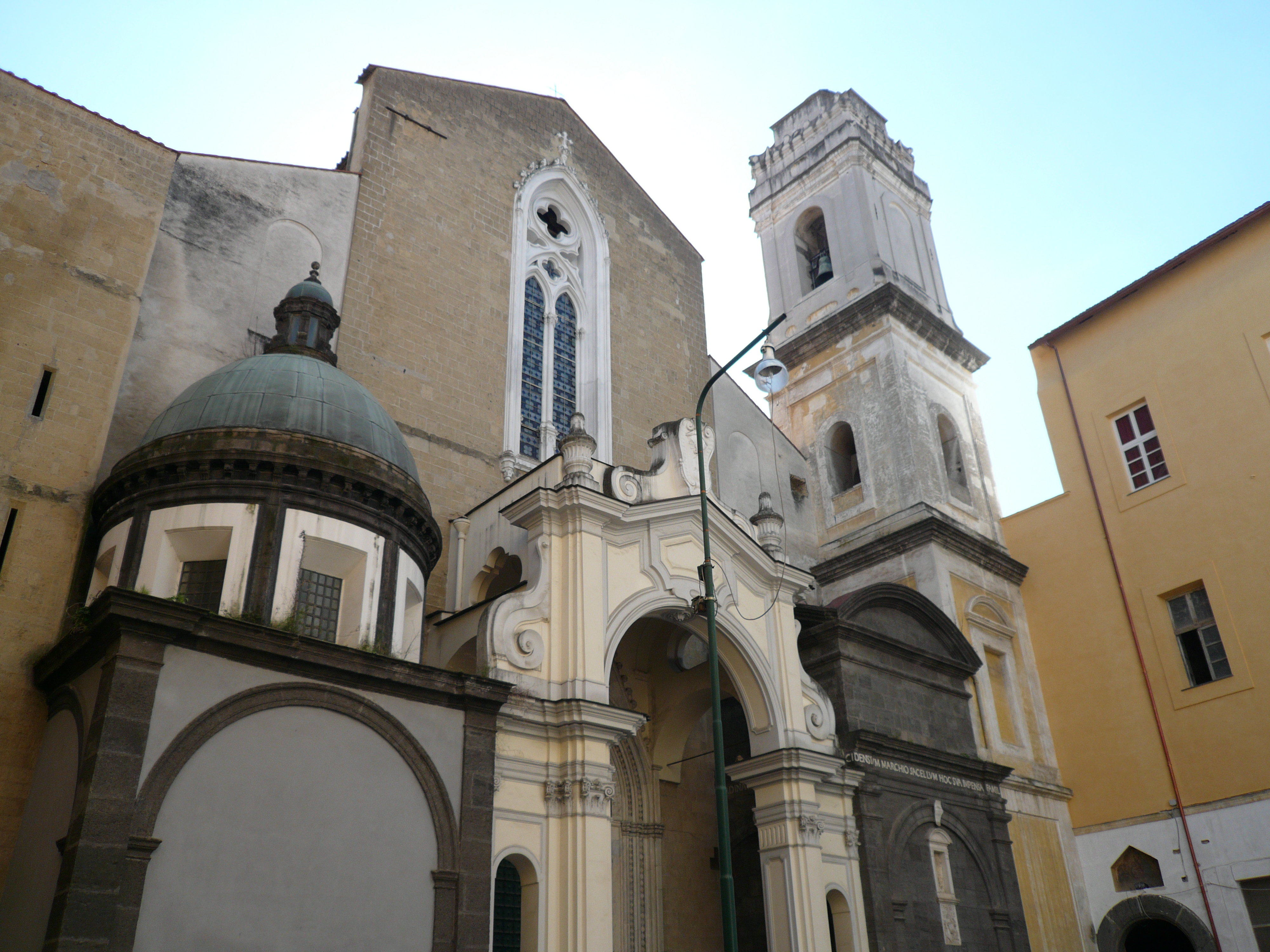
facciata della Chiesa di San Somenico Maggiore
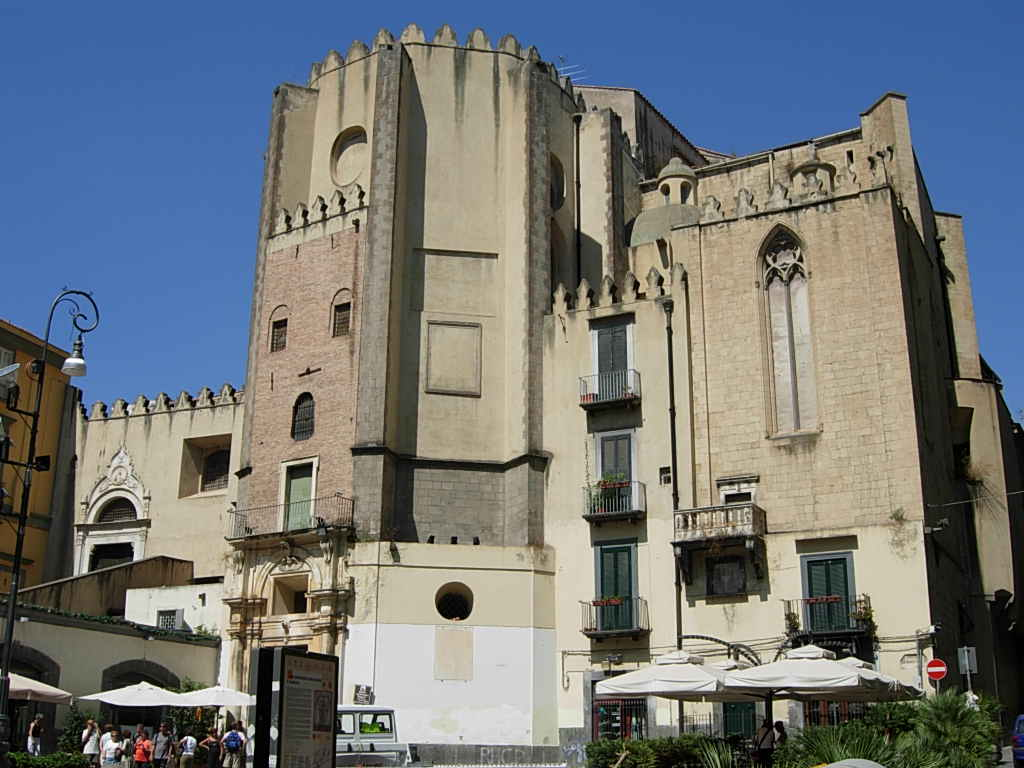
Церква Сан Доменіко Маджоре (Chiesa di San Domenico Maggiore)
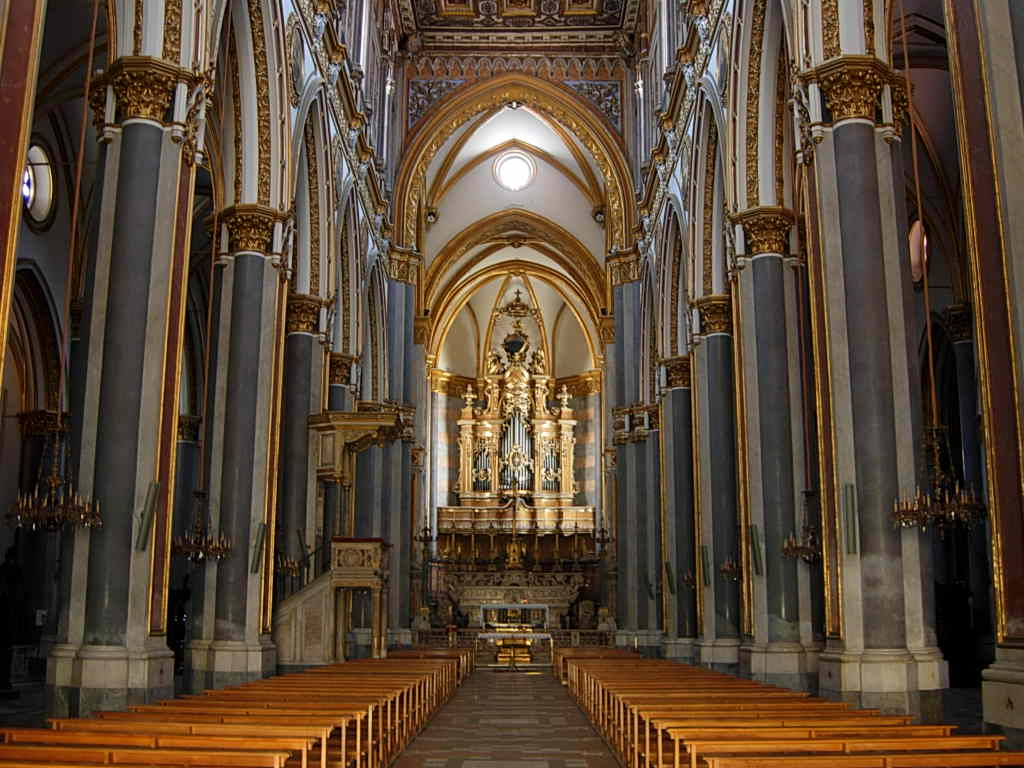
Церква Сан Доменіко Маджоре, інтер'єр
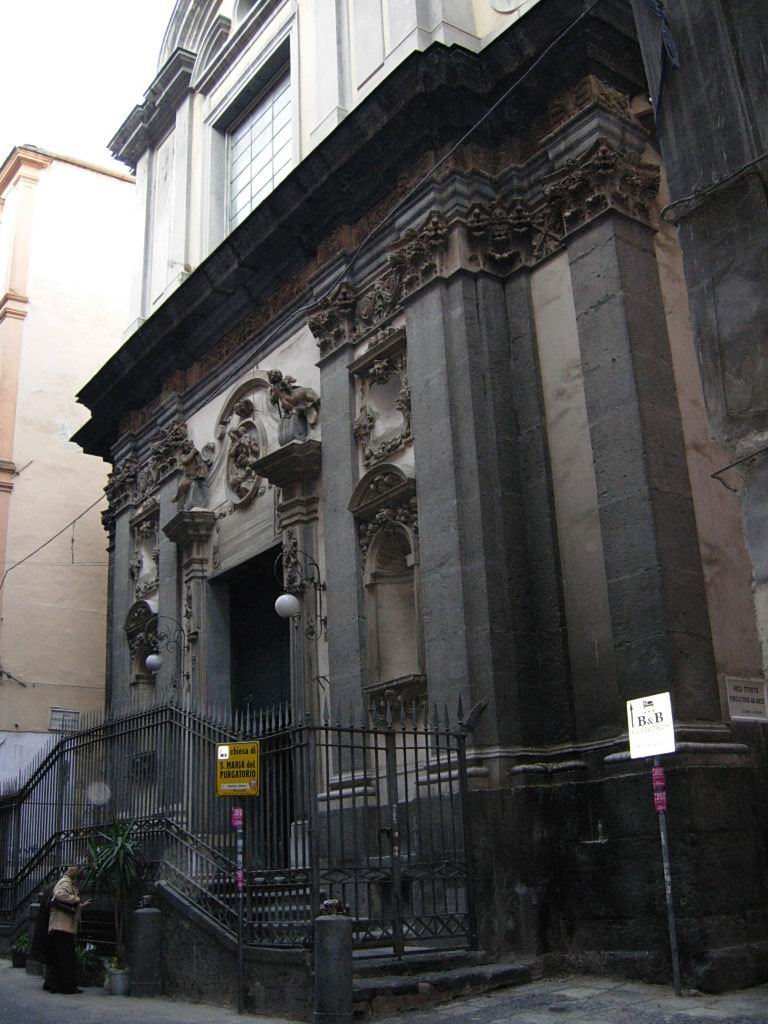
Chiesa di Santa Maria delle Anime del Purgatorio ad Arco
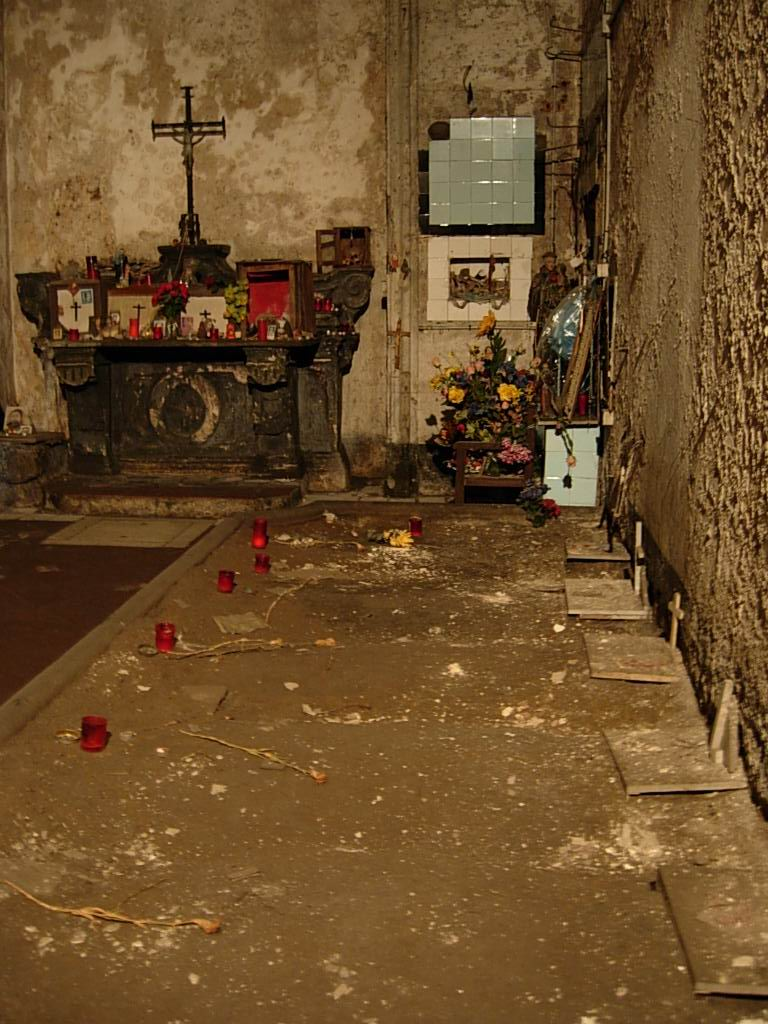
Ipogeo del Purgatorio ad Arco
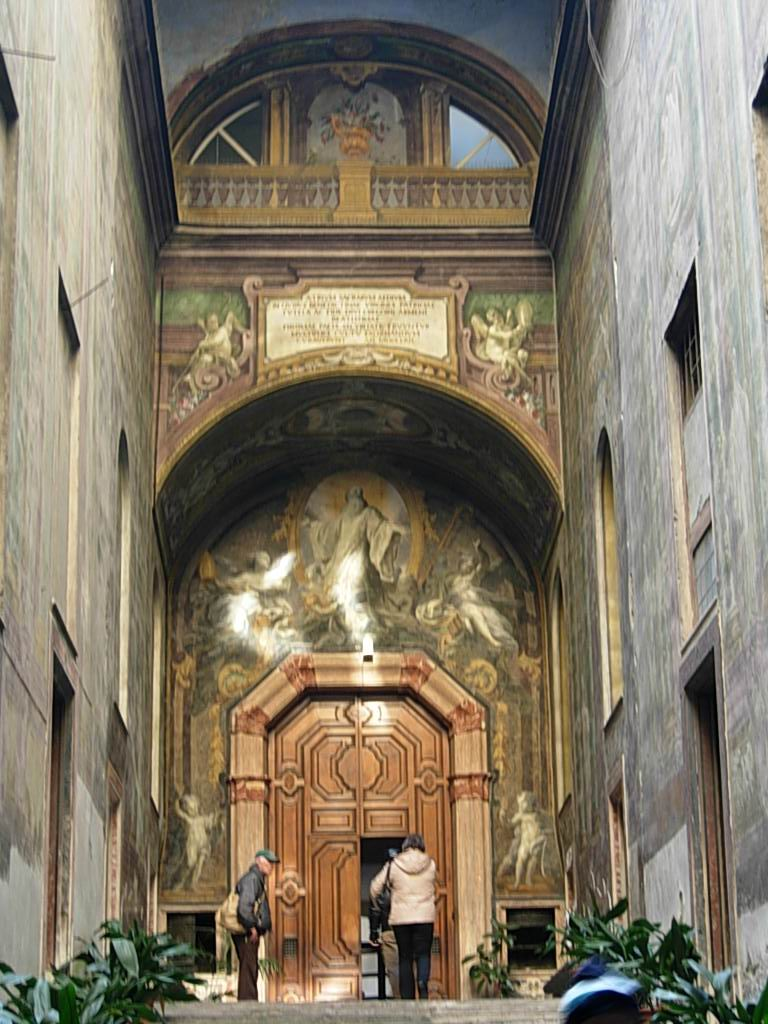
Ingresso del monastero
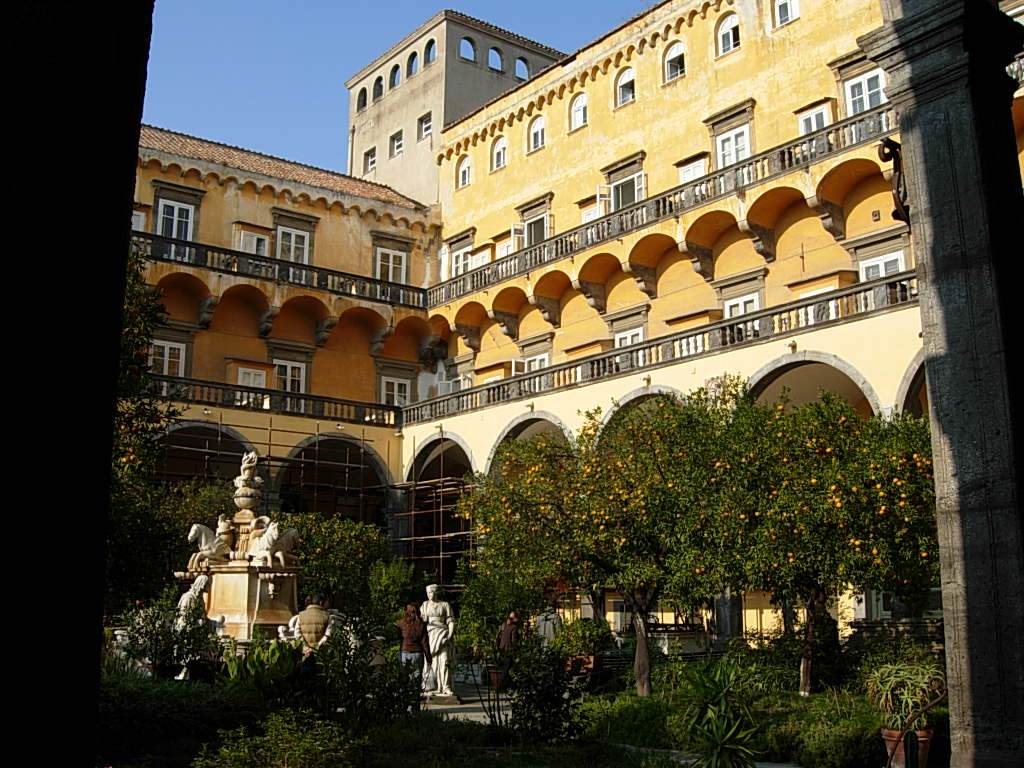
Церква Сан Грегоріо Армено (Chiesa di San Gregorio Armeno, chiostro)
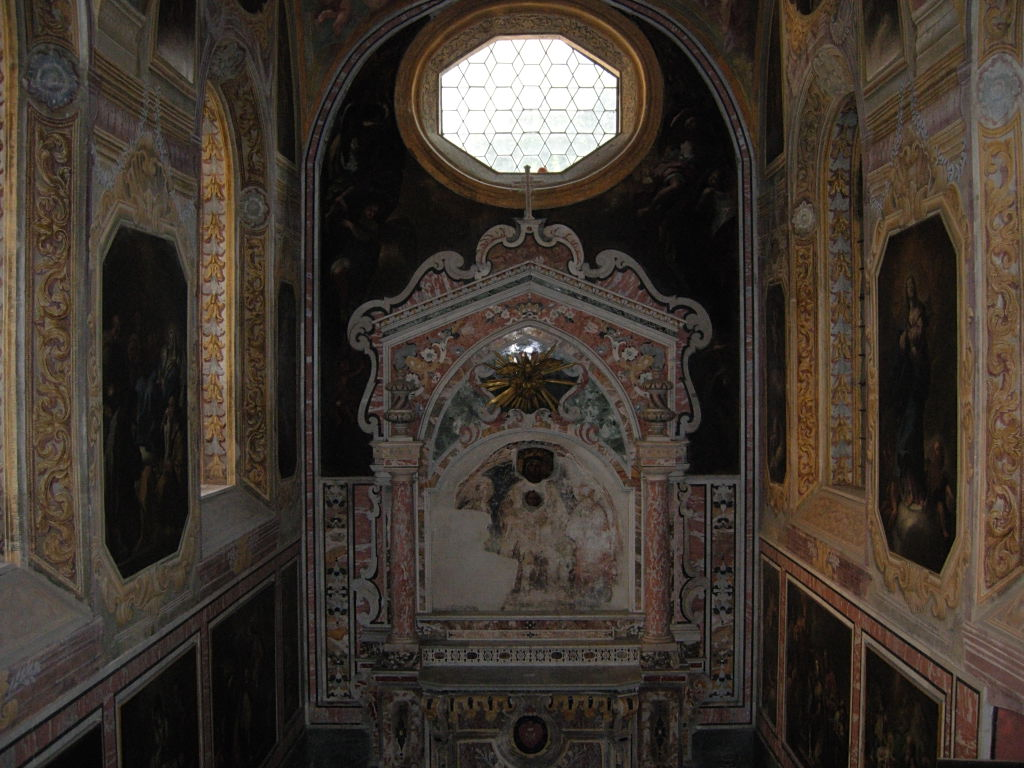
Каплиця дель Ідрія (Cappella dell'Idria)
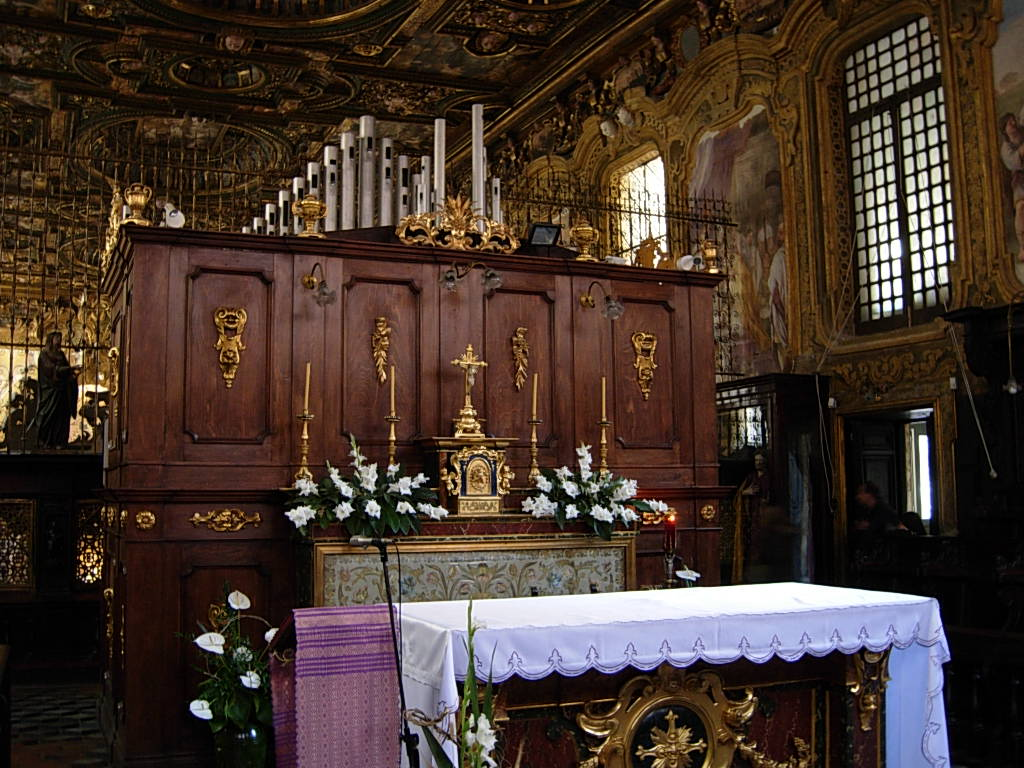
Coro delle monache
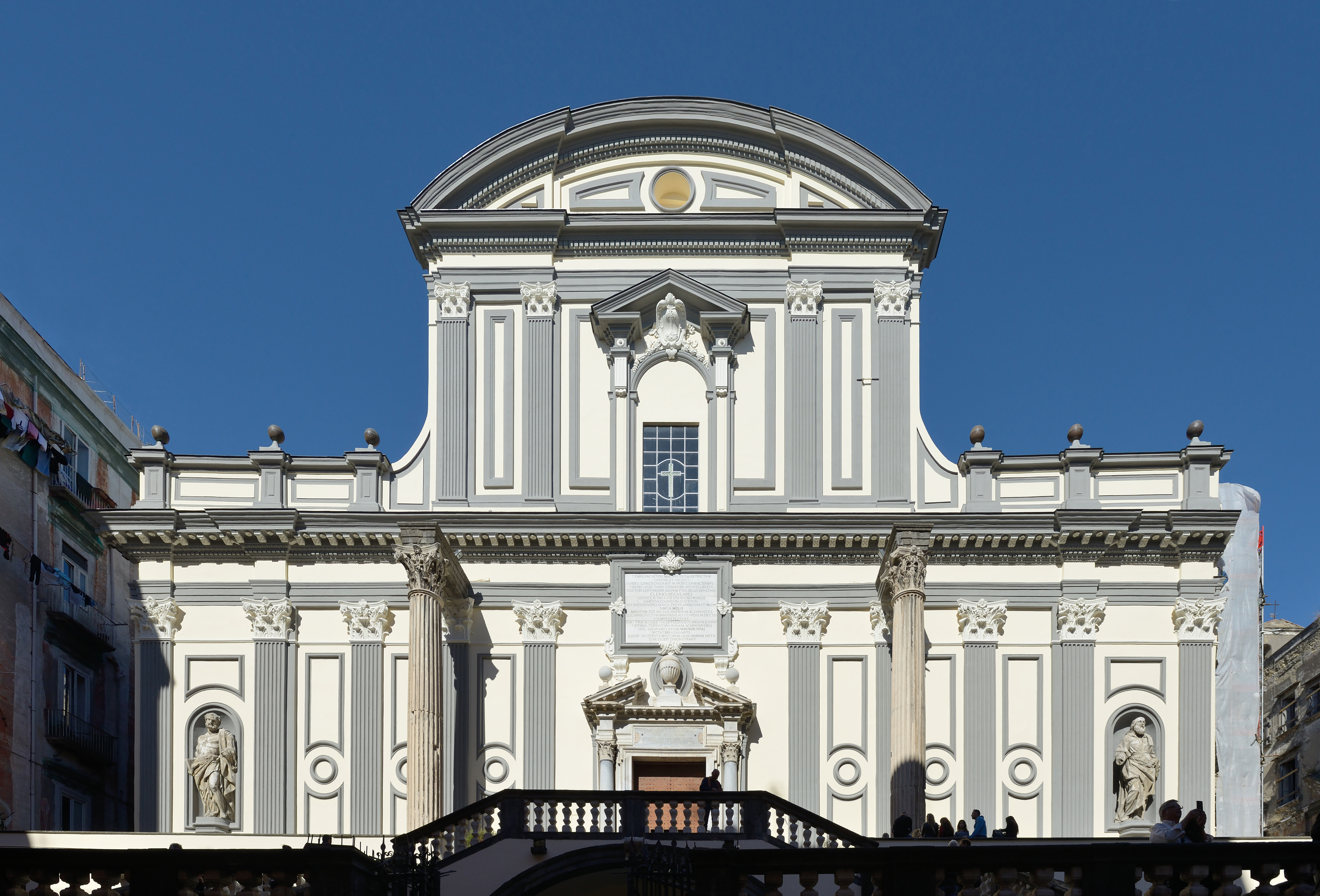
Церква Сан Паоло Маджоре, фасад (Chiesa di San Paolo Maggiore, facciata)
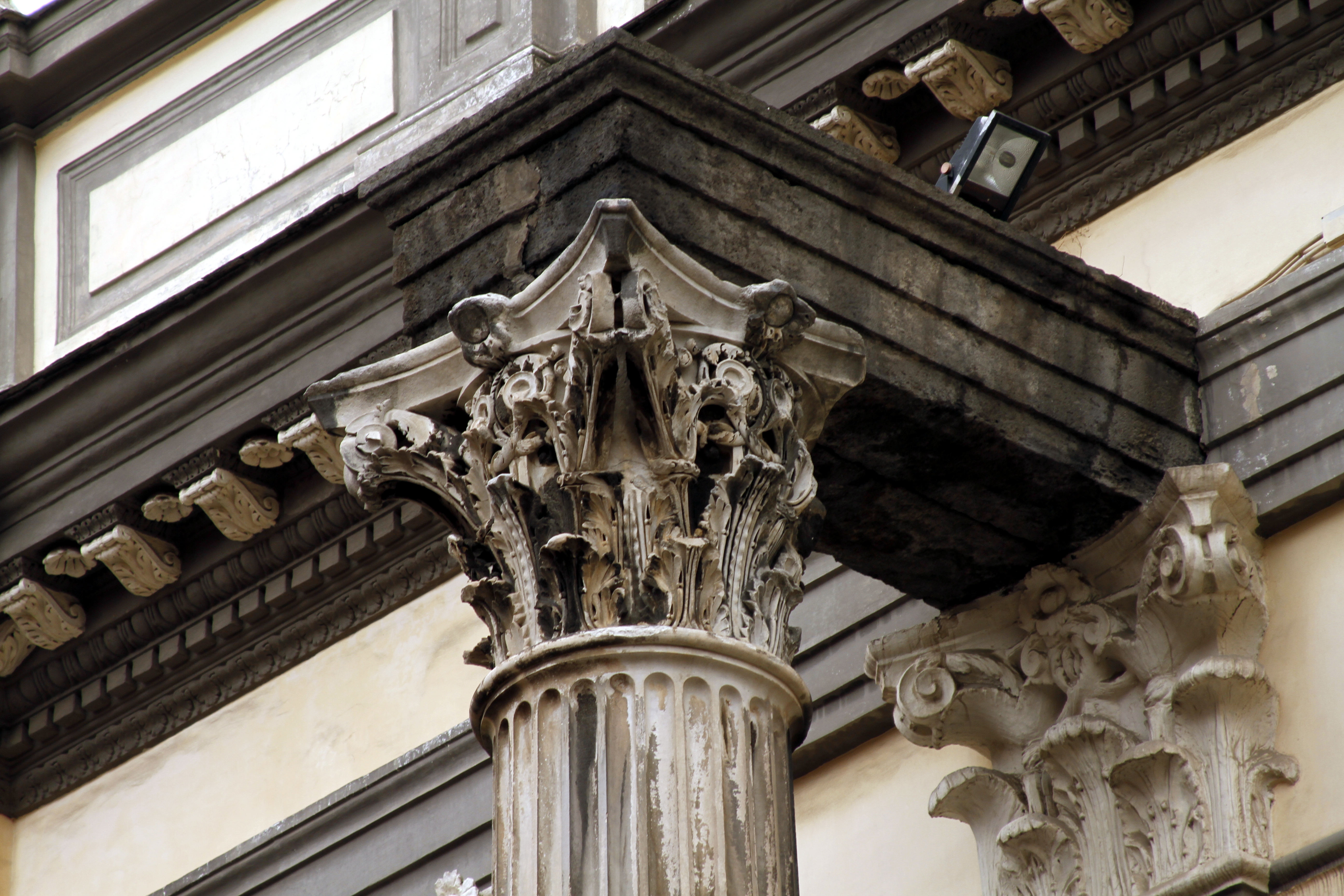
Particolare di una colonna corinzia
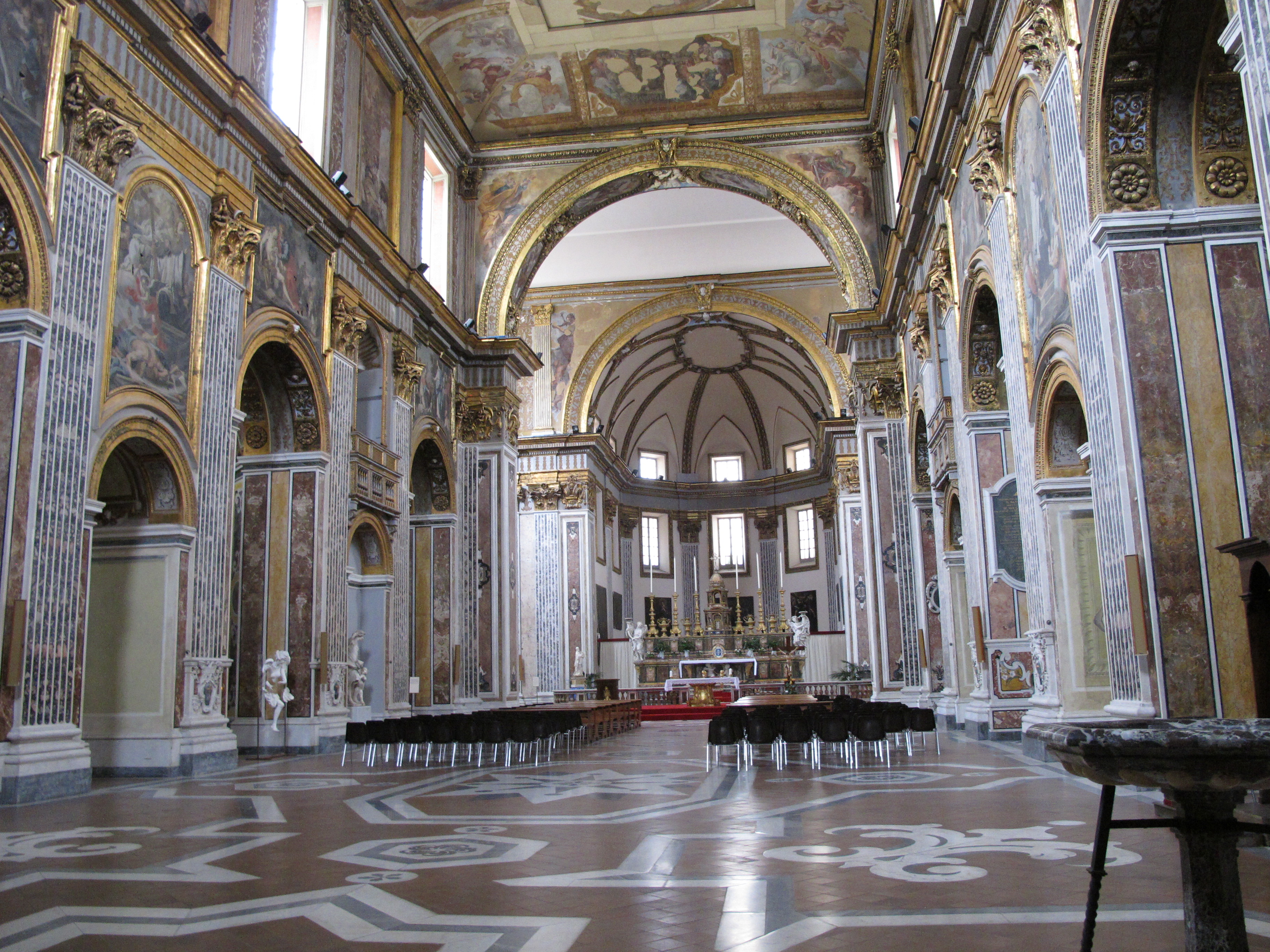
Церква Сан Паоло Маджоре, інтер'єр
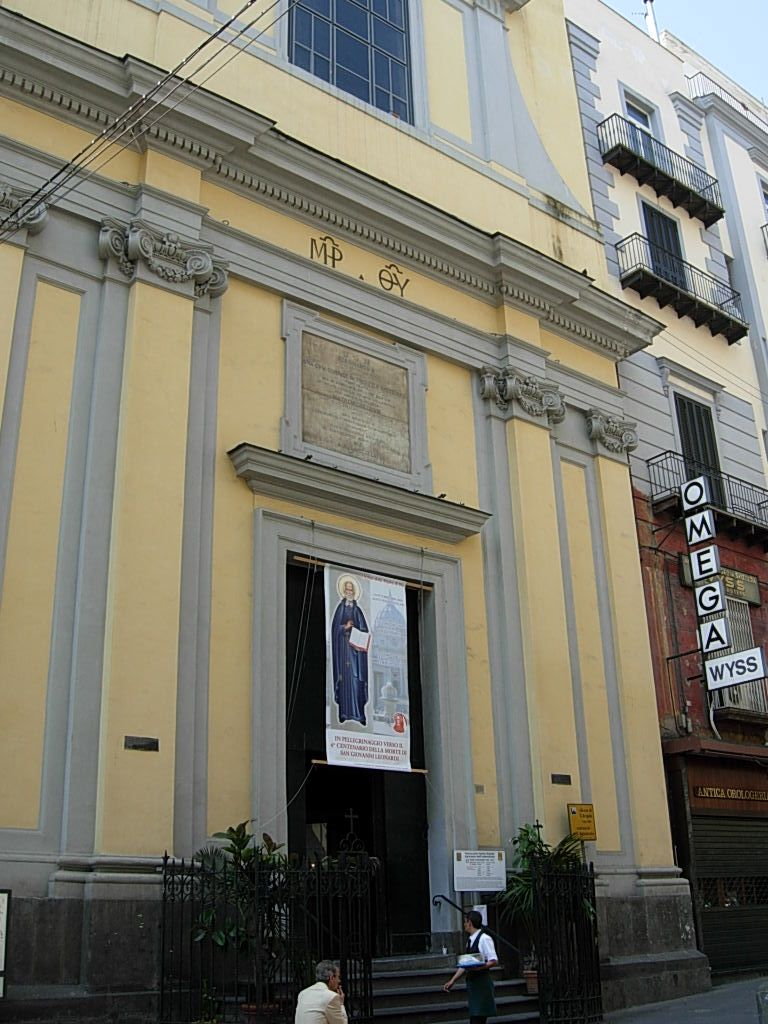
Церква Санта Брігіта , фасад
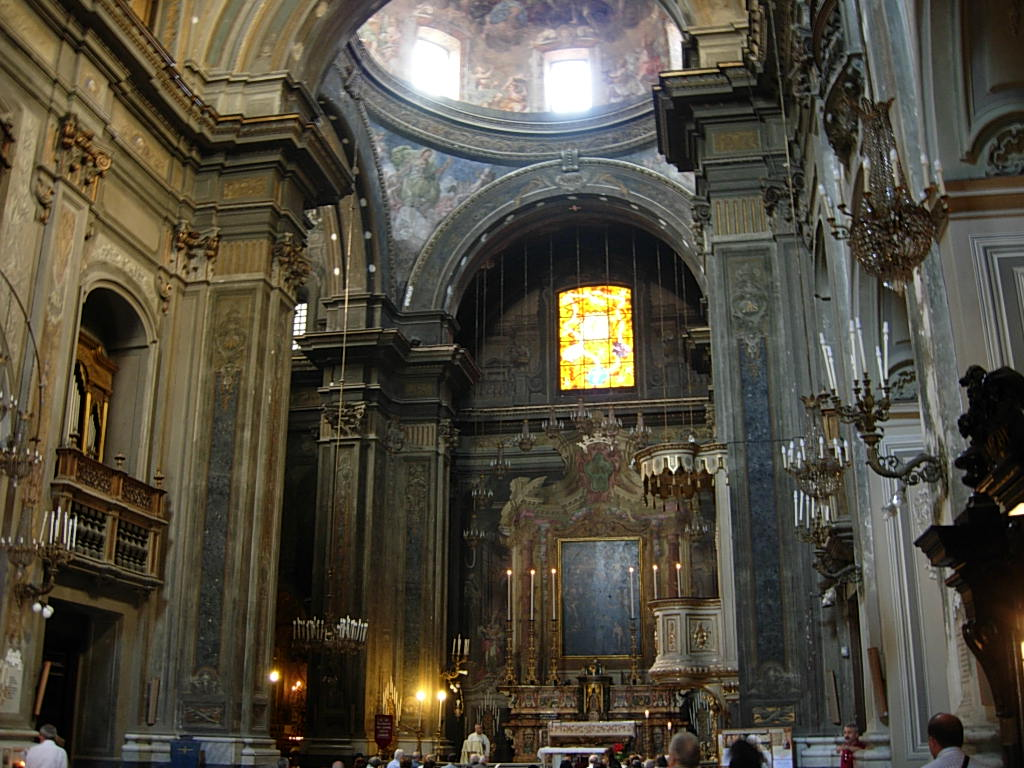
Церква Санта Брігіта, інтер'єр
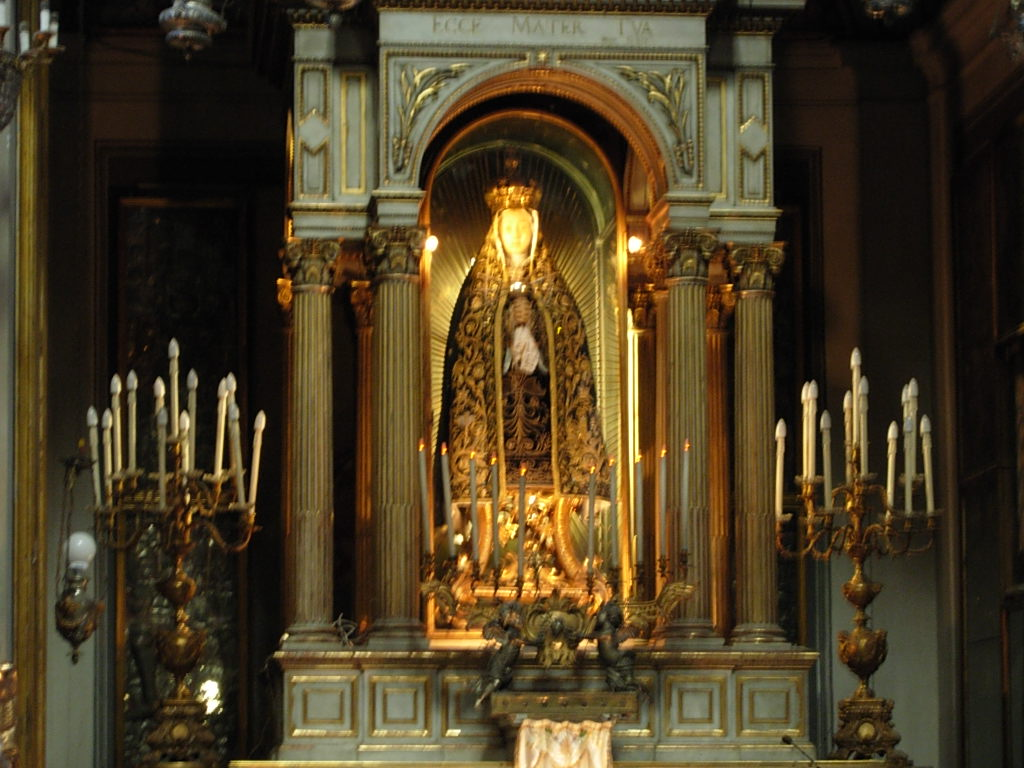
Statua della Madonna Addolorata
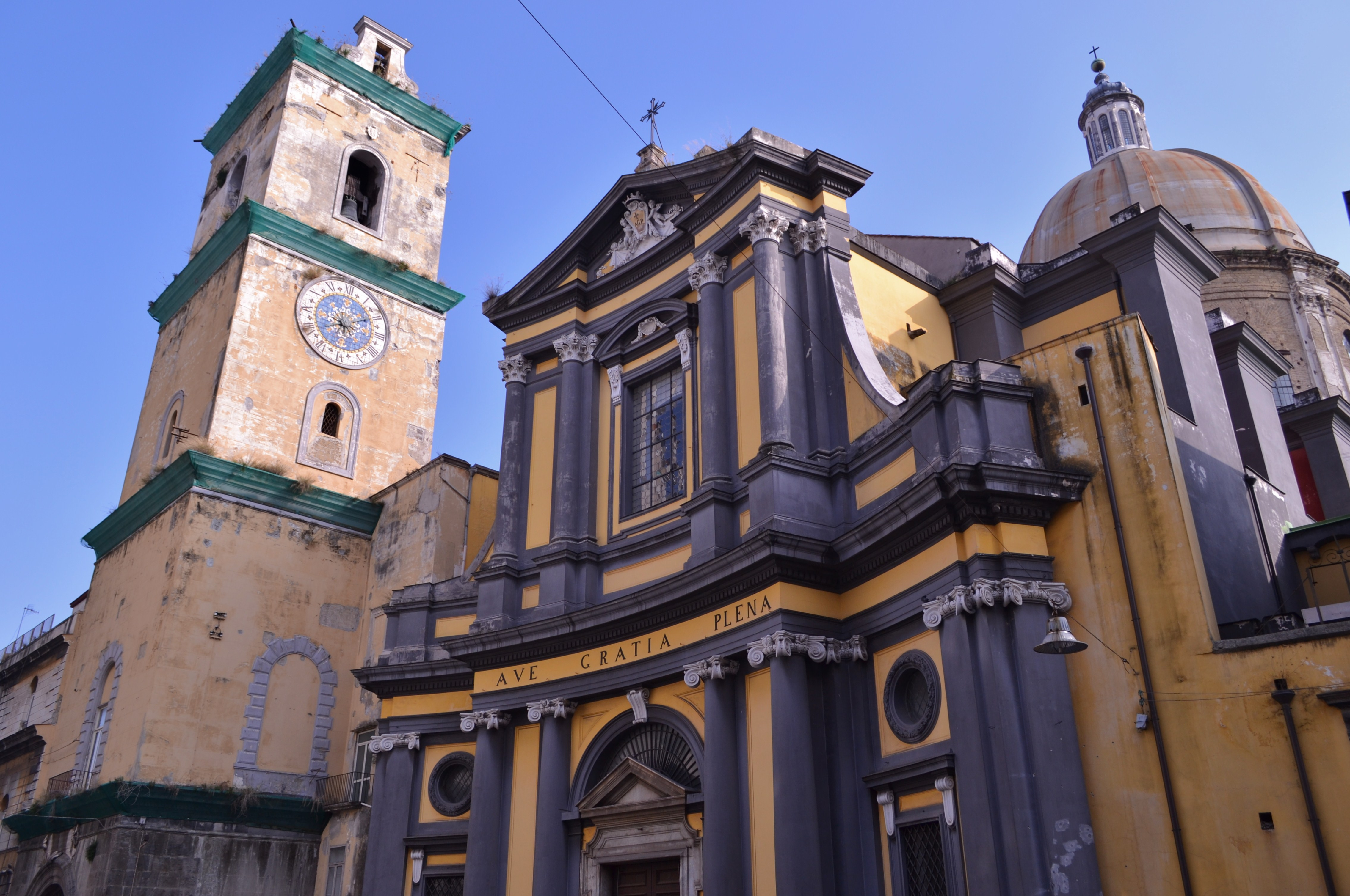
Chiesa della SS. Annunziata (ingresso)
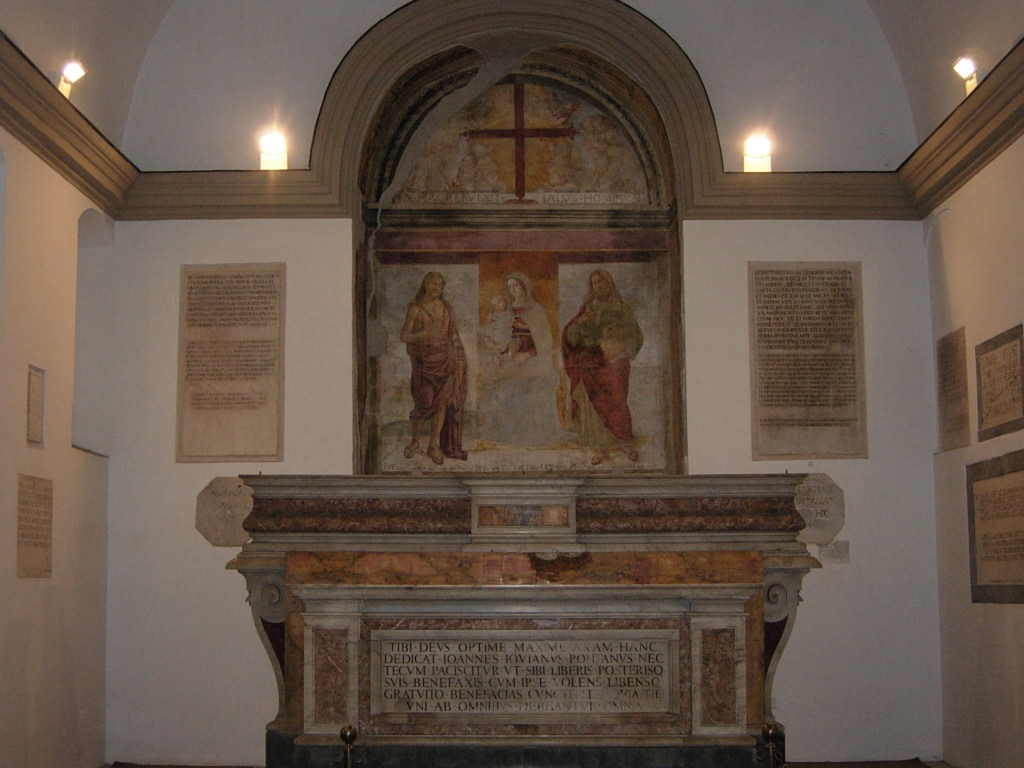
Cappella Pontano — Altare
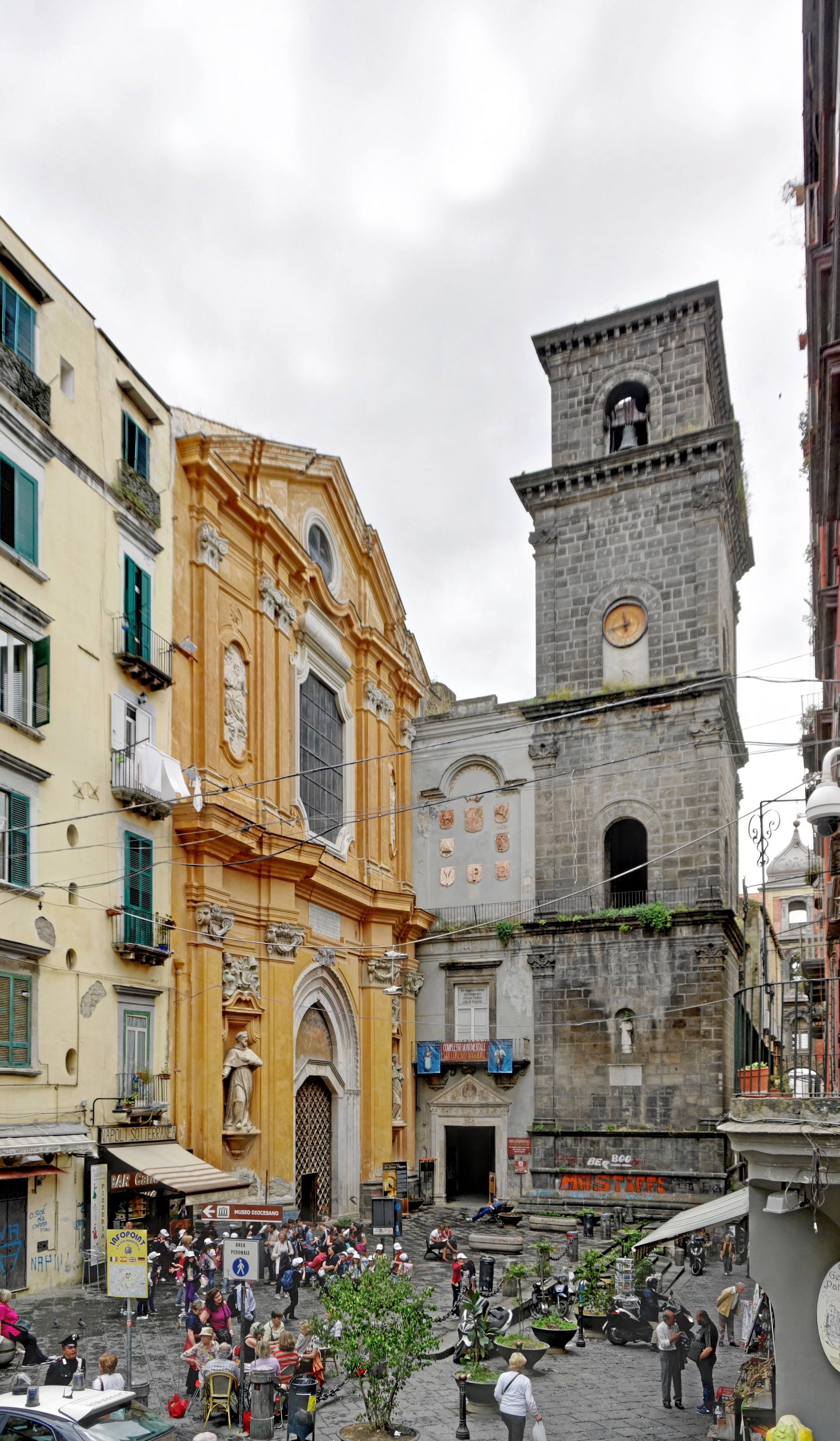
San Lorenzo Maggiore — Facciata
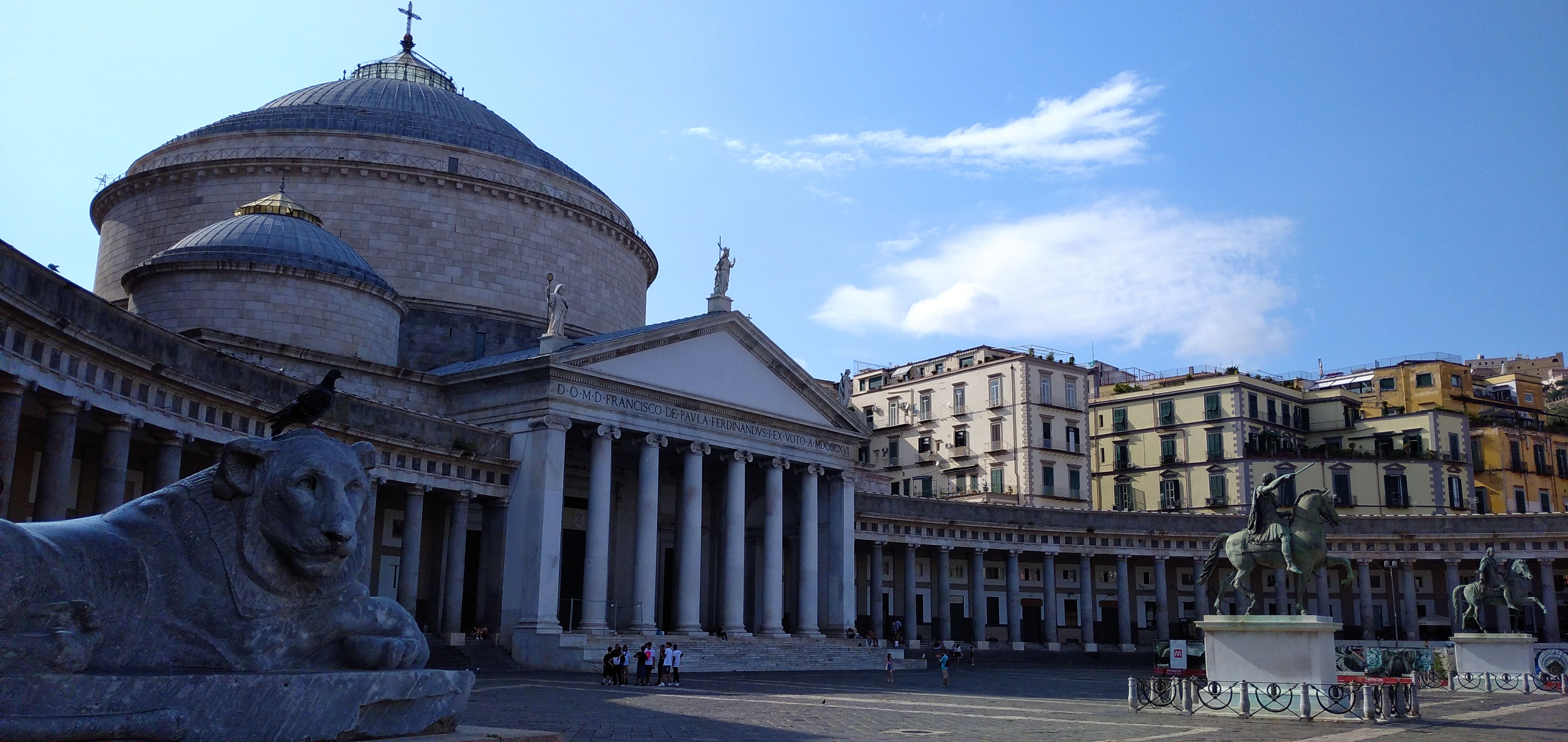
Basilica San Francesco di Paola e Piazza Plebiscito
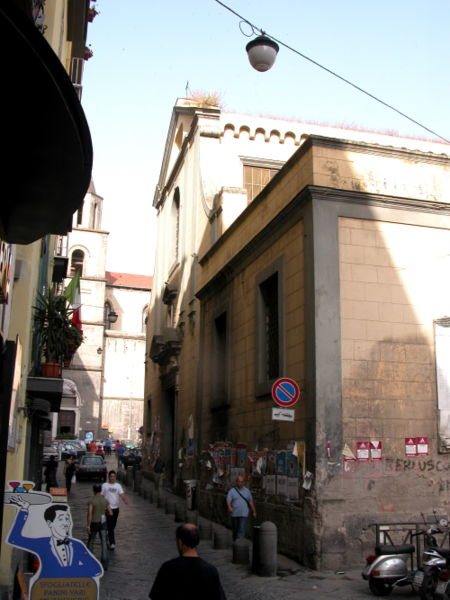
Croce di Lucca — Facciata della Chiesa (Destra)
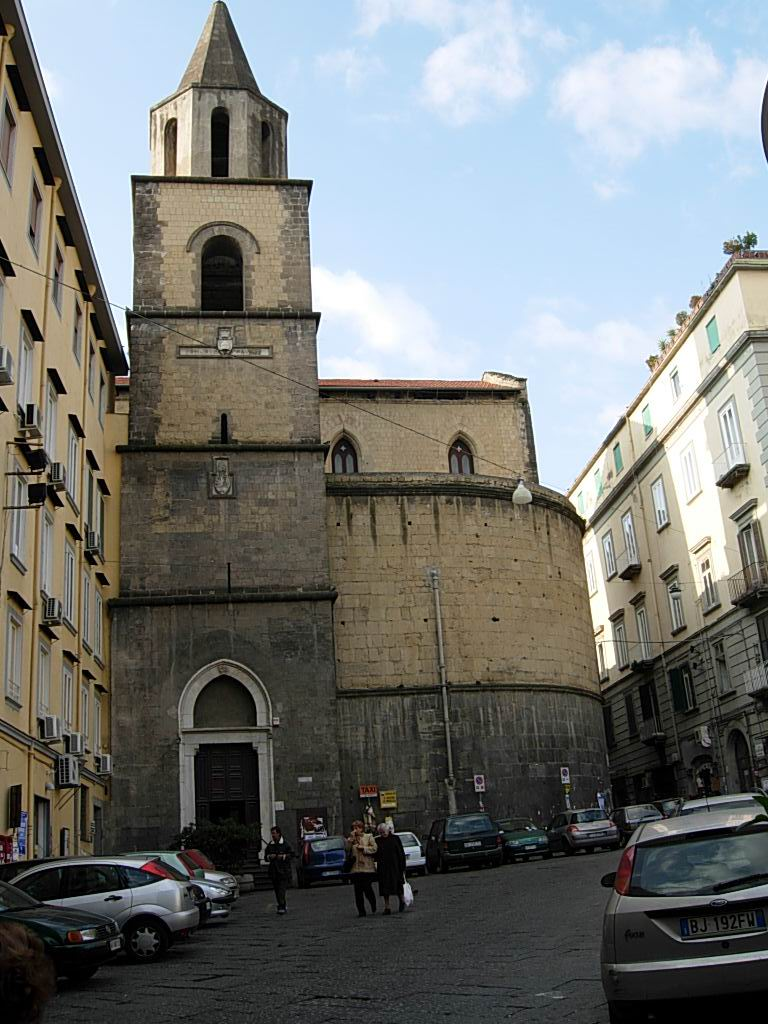
Chiesa di San Pietro a Majella
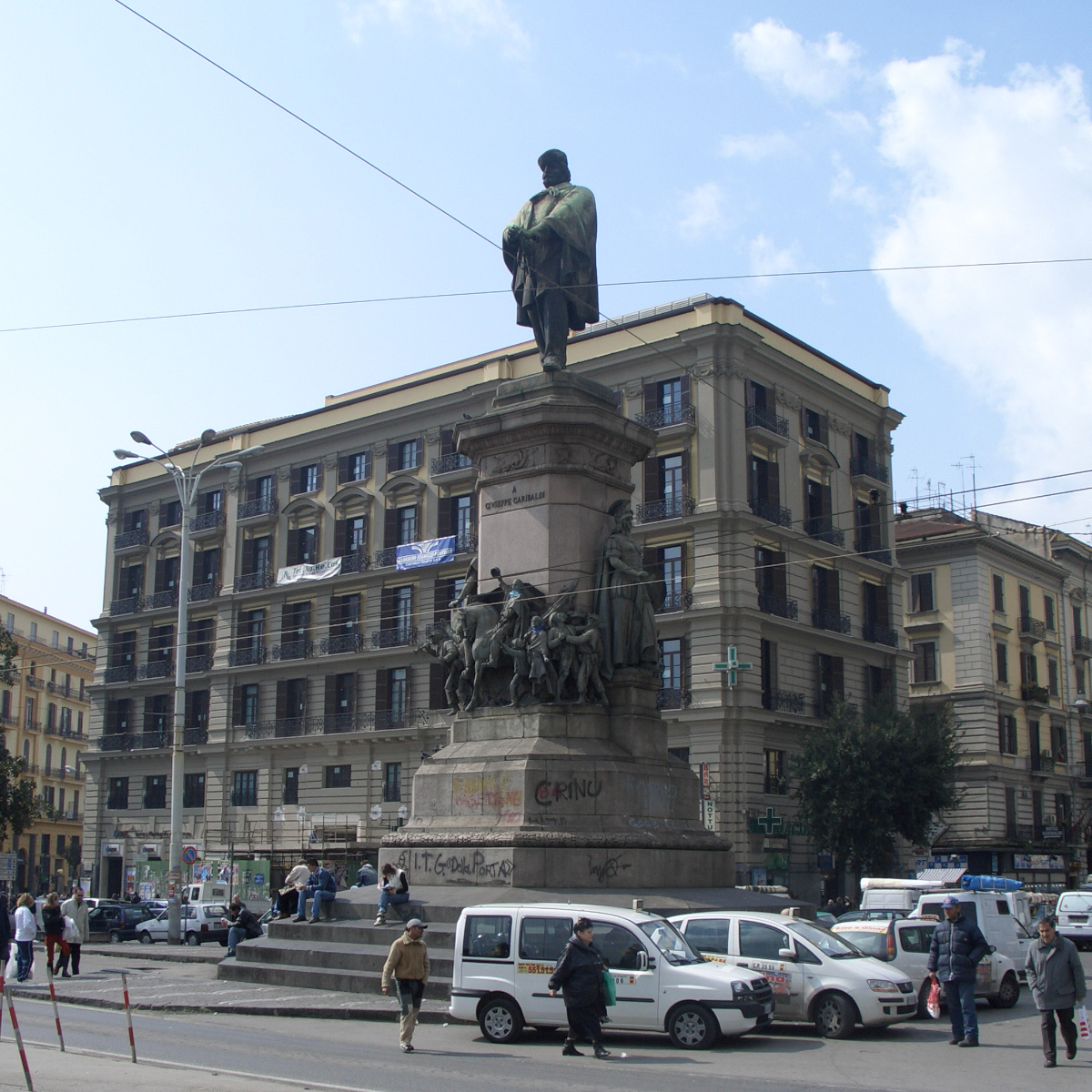
Piazza Garibaldi
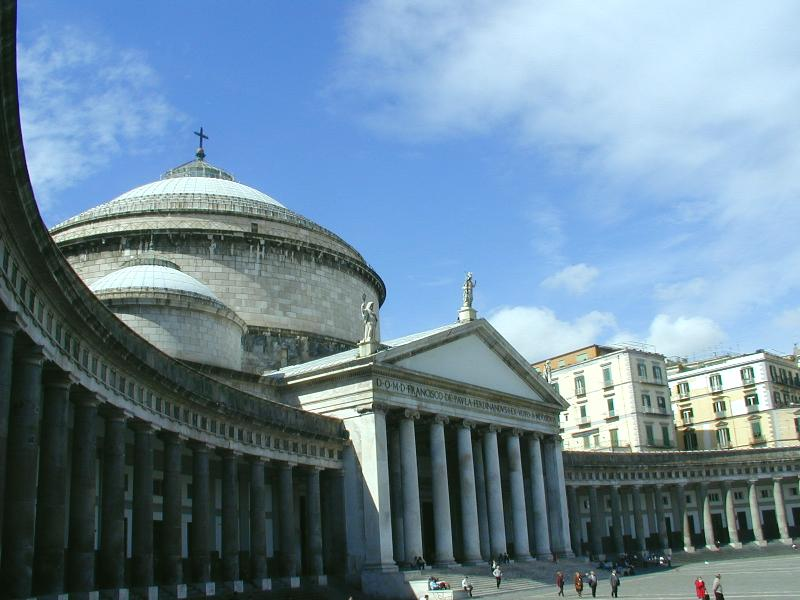
San Francesco di Paola
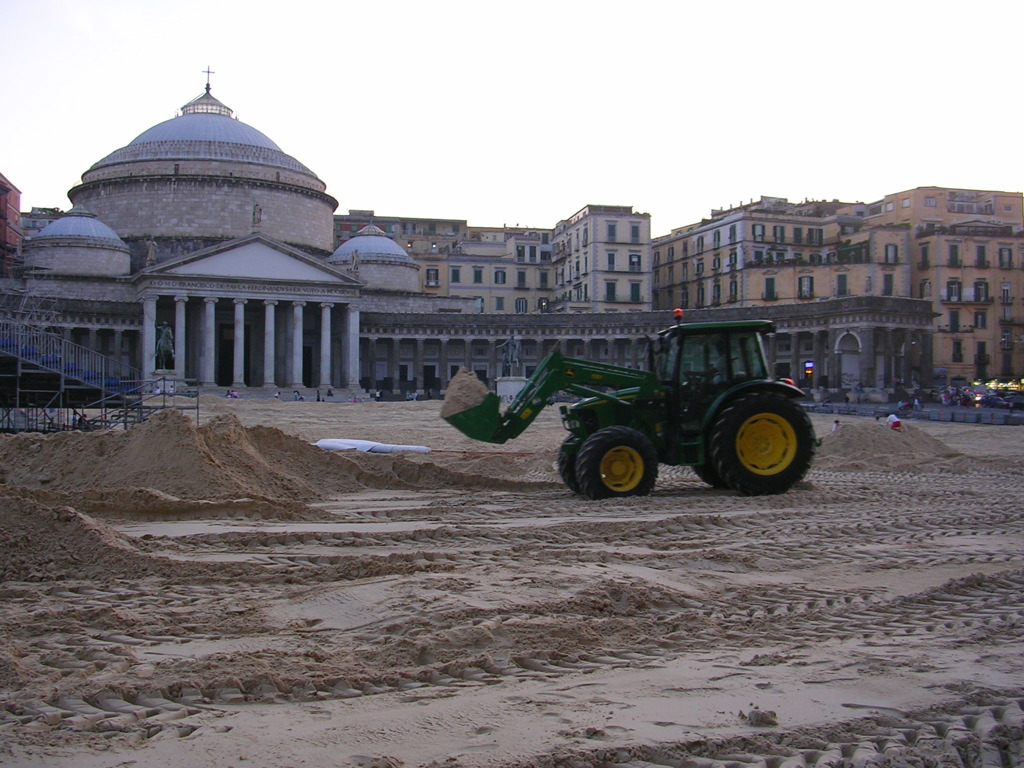
Piazza del Plebiscito con sabbia
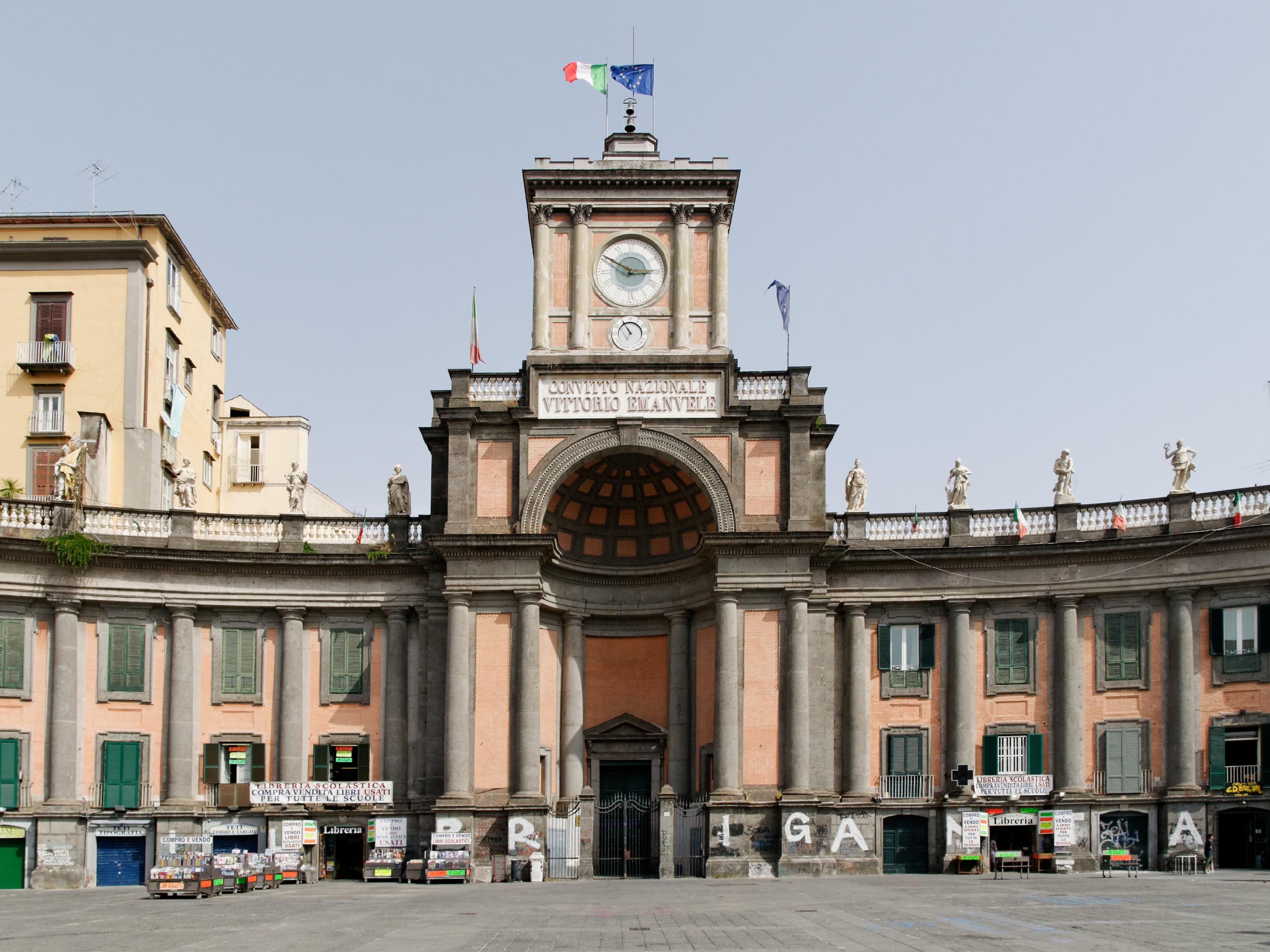
Piazza Dante
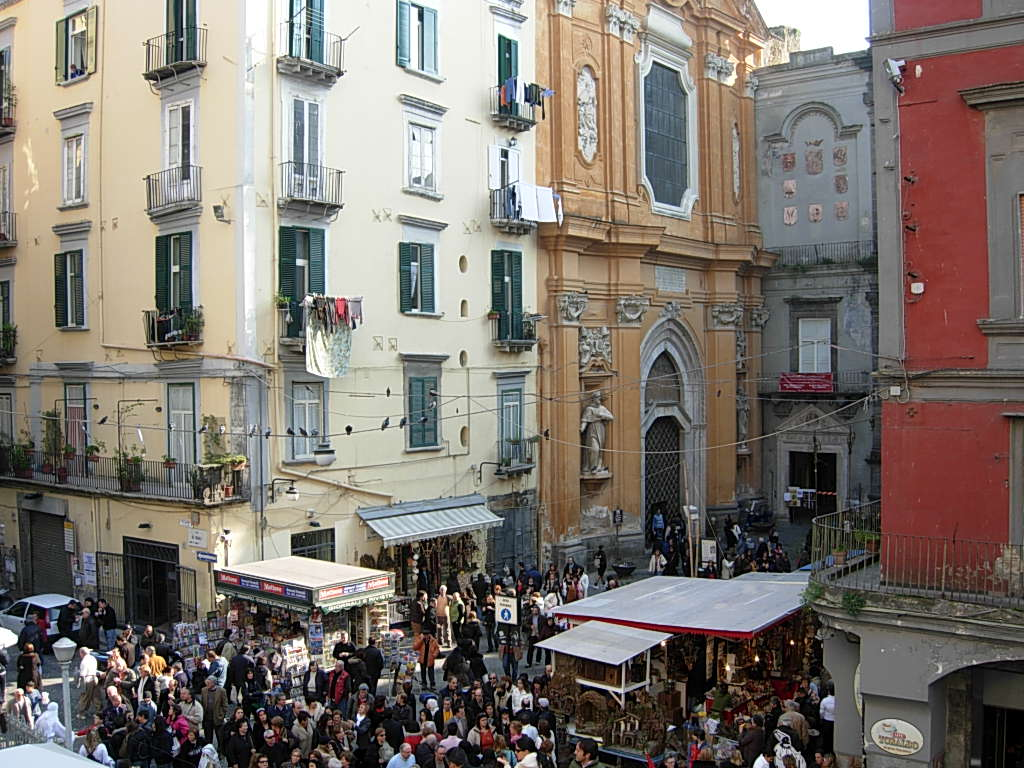
Piazza San Gaetano
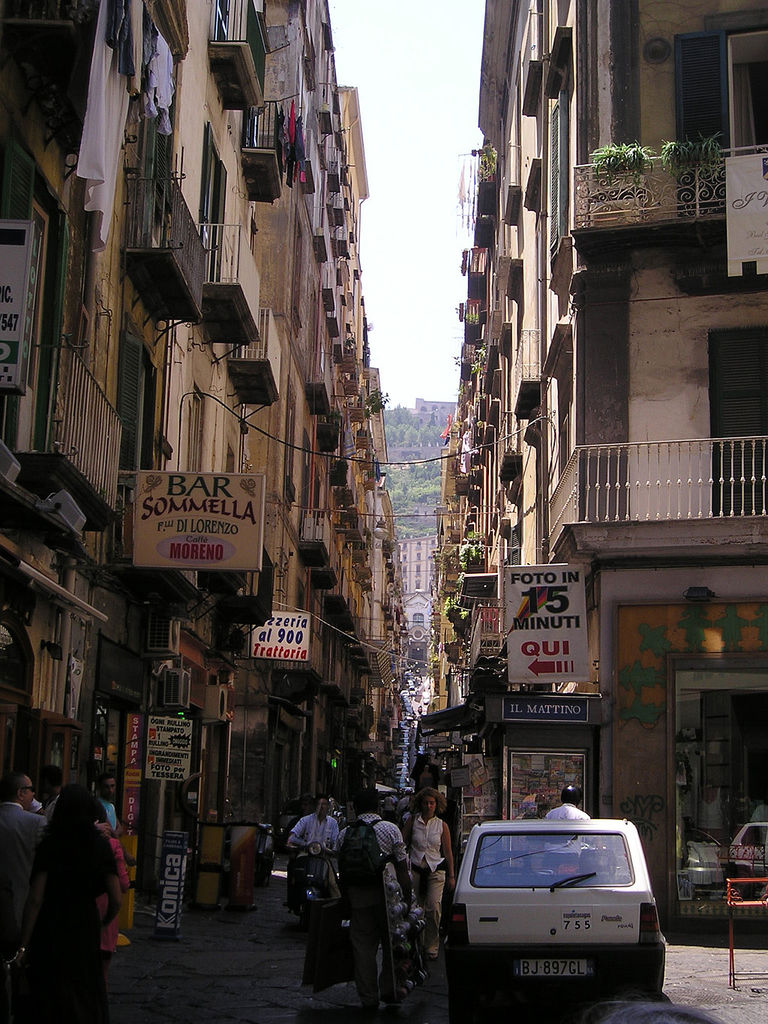
Spaccanapoli
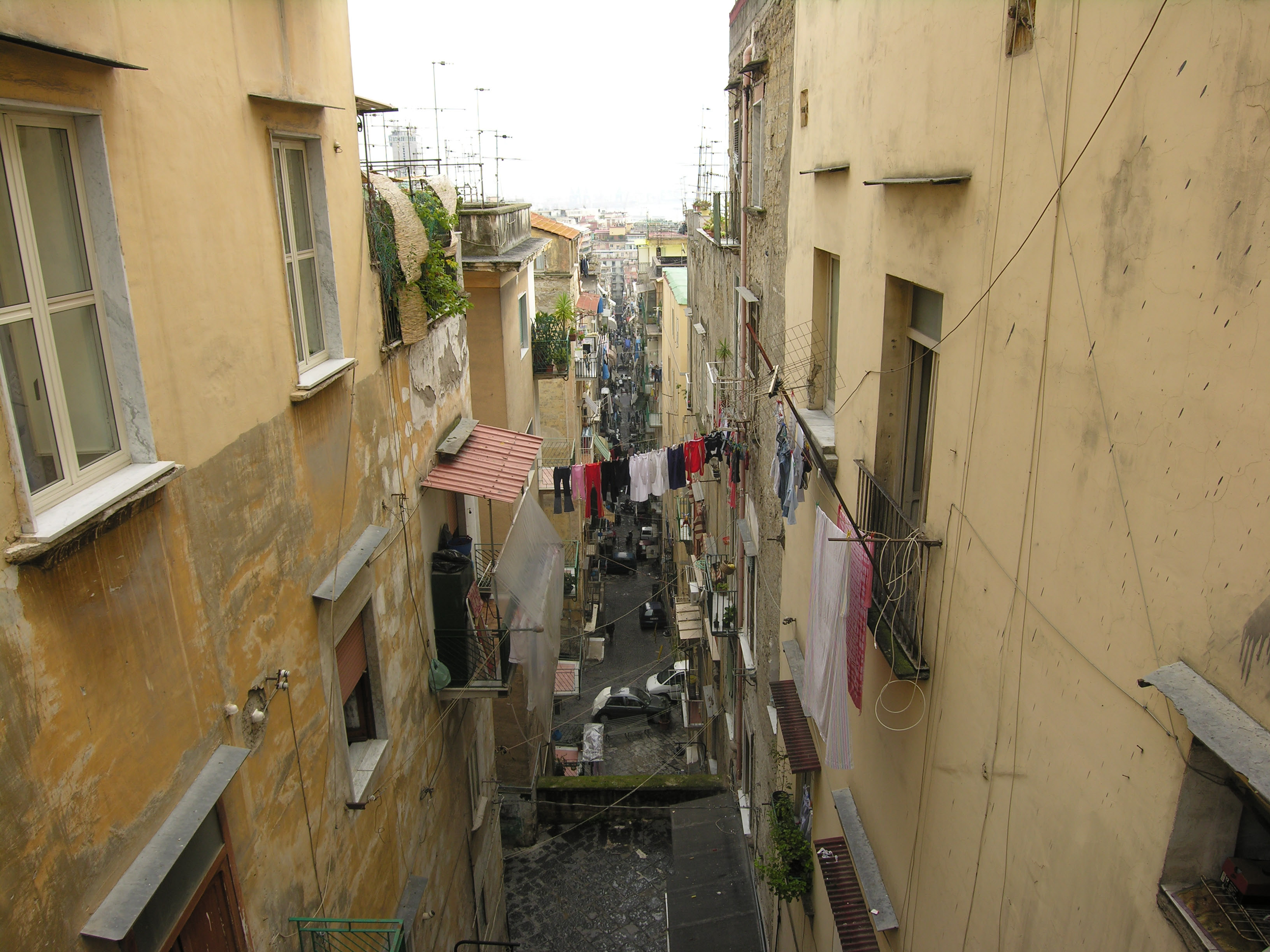
Vicolo
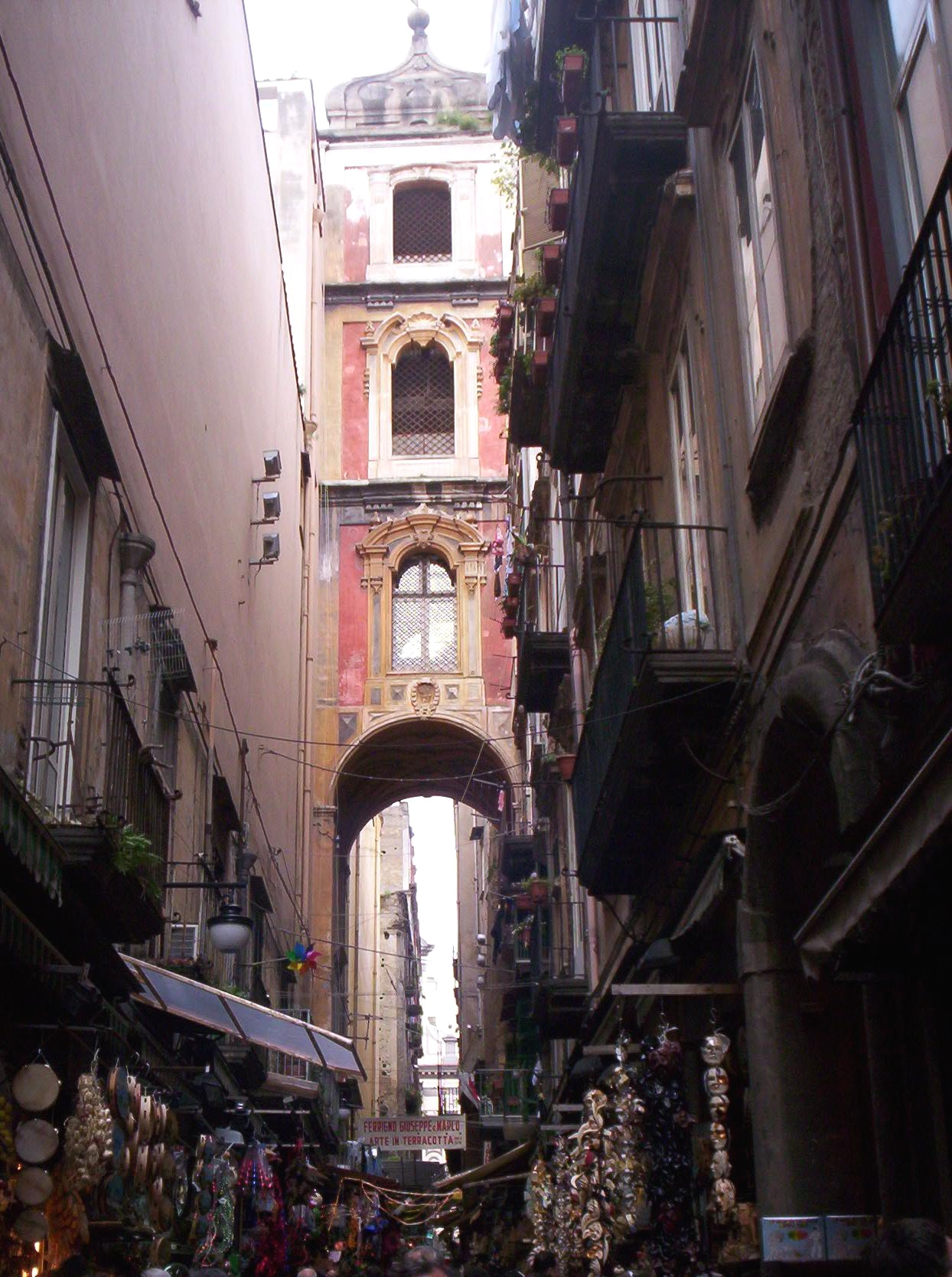
San Gregorio armeno
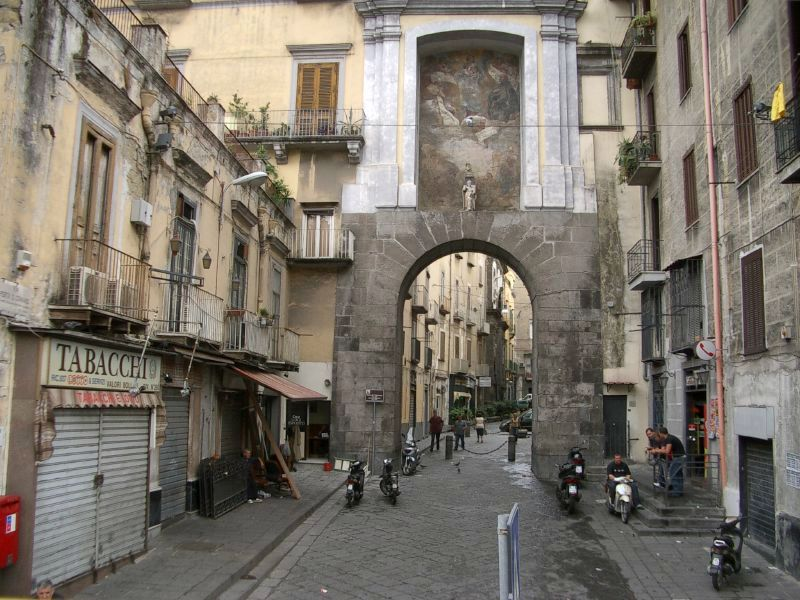
Porta San Gennaro (ci si immette su Piazza Cavour — Sanità)
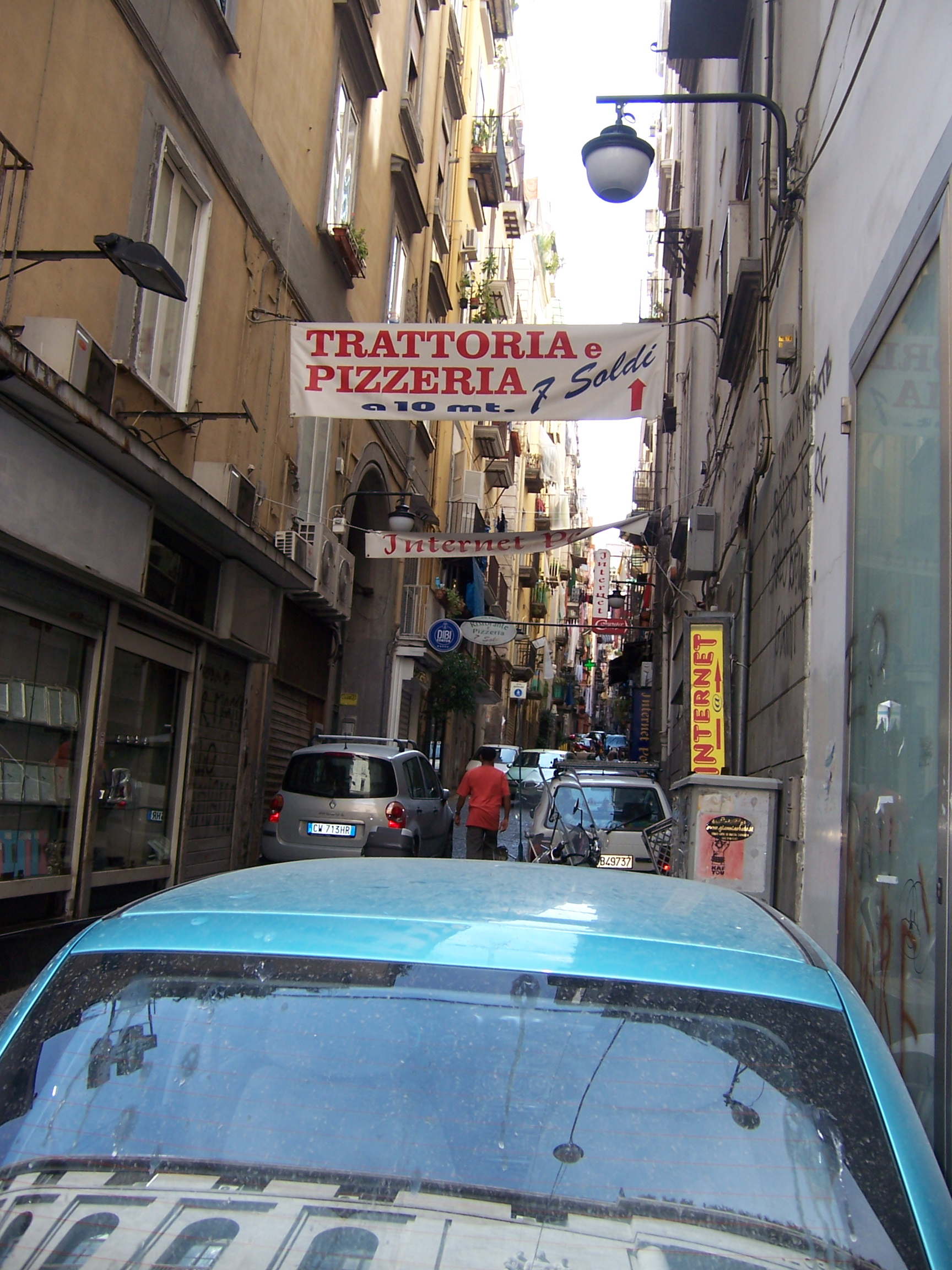
Vicolo
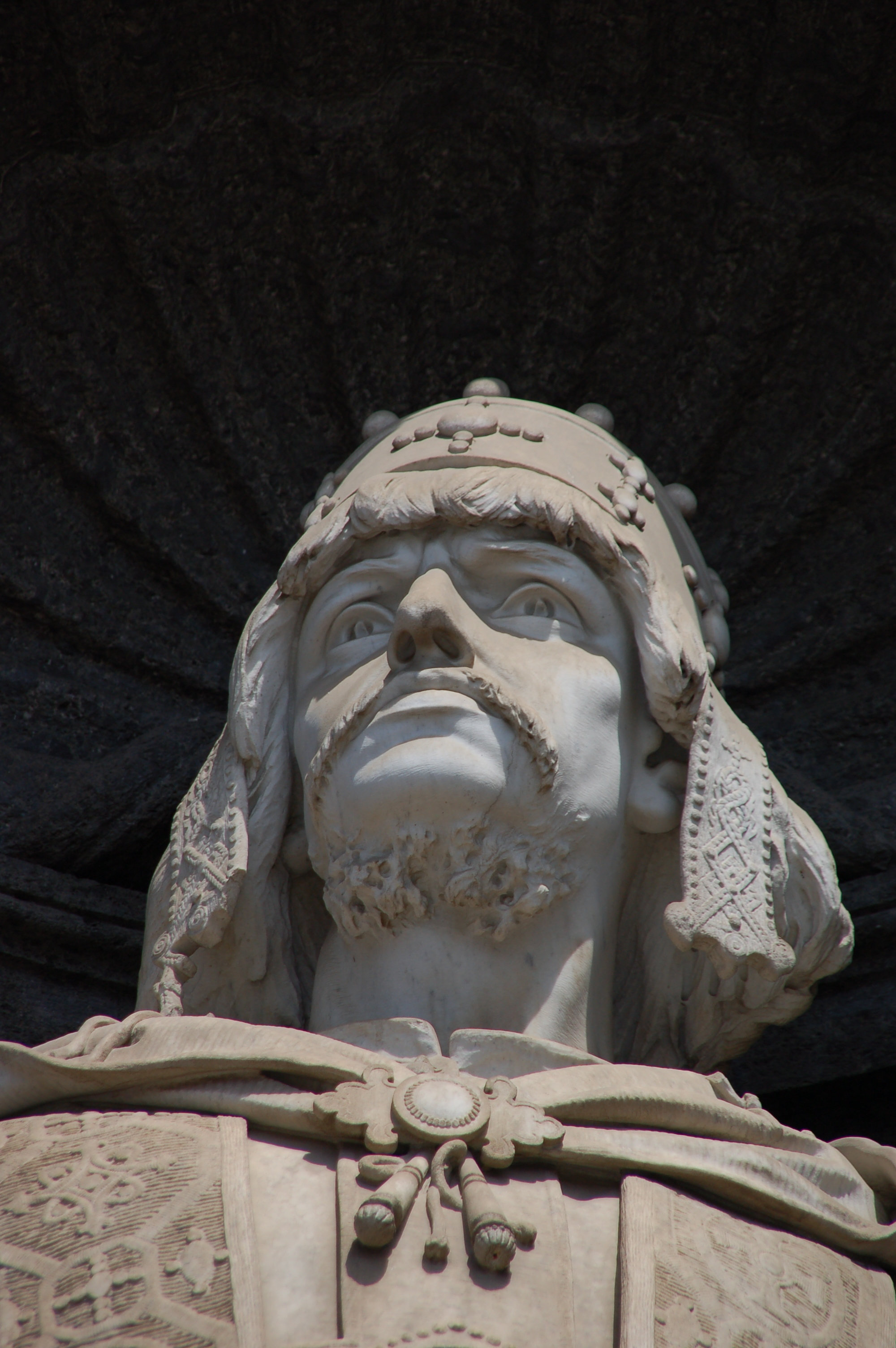
Ruggero il Normanno
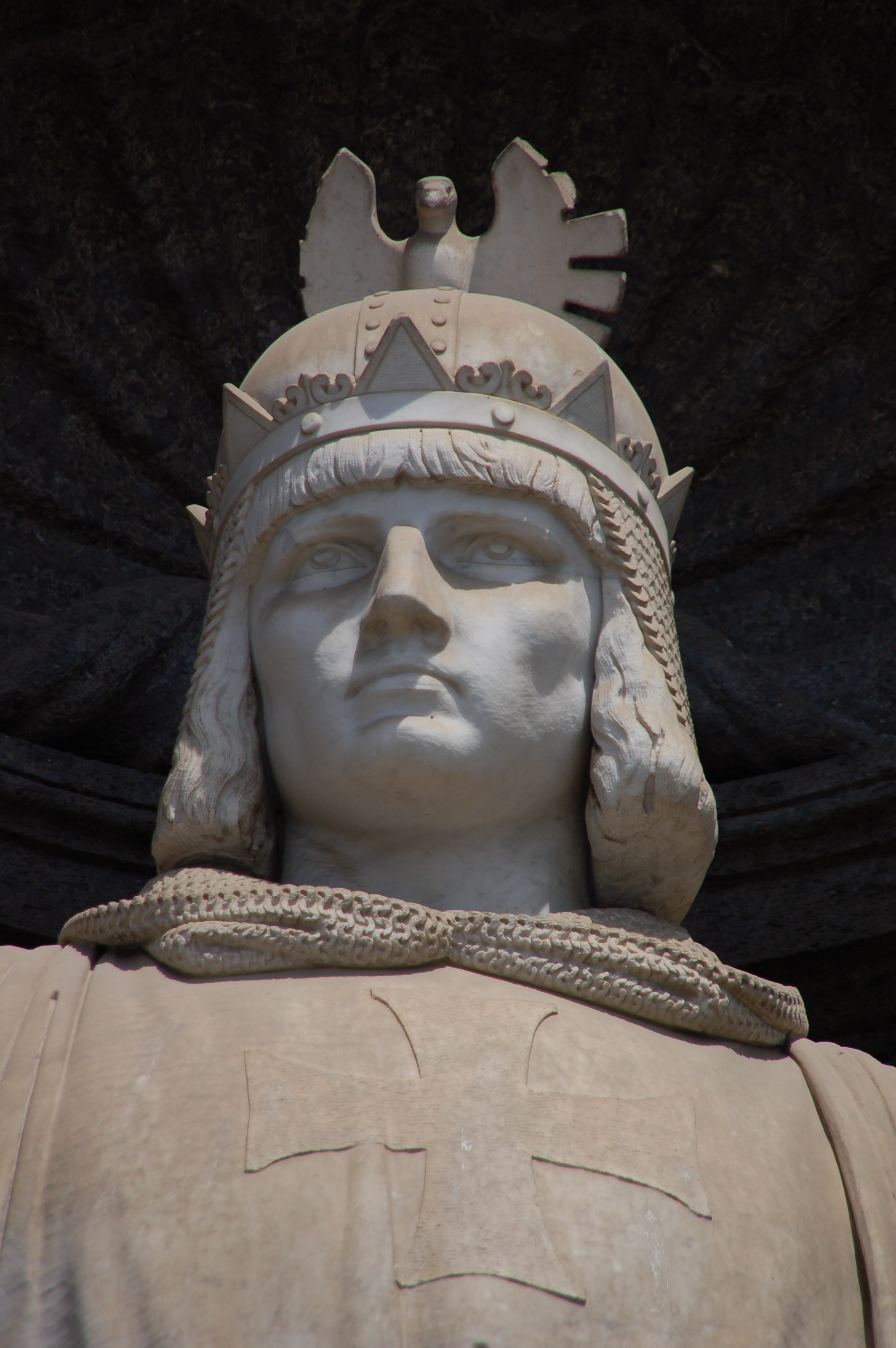
Federico II
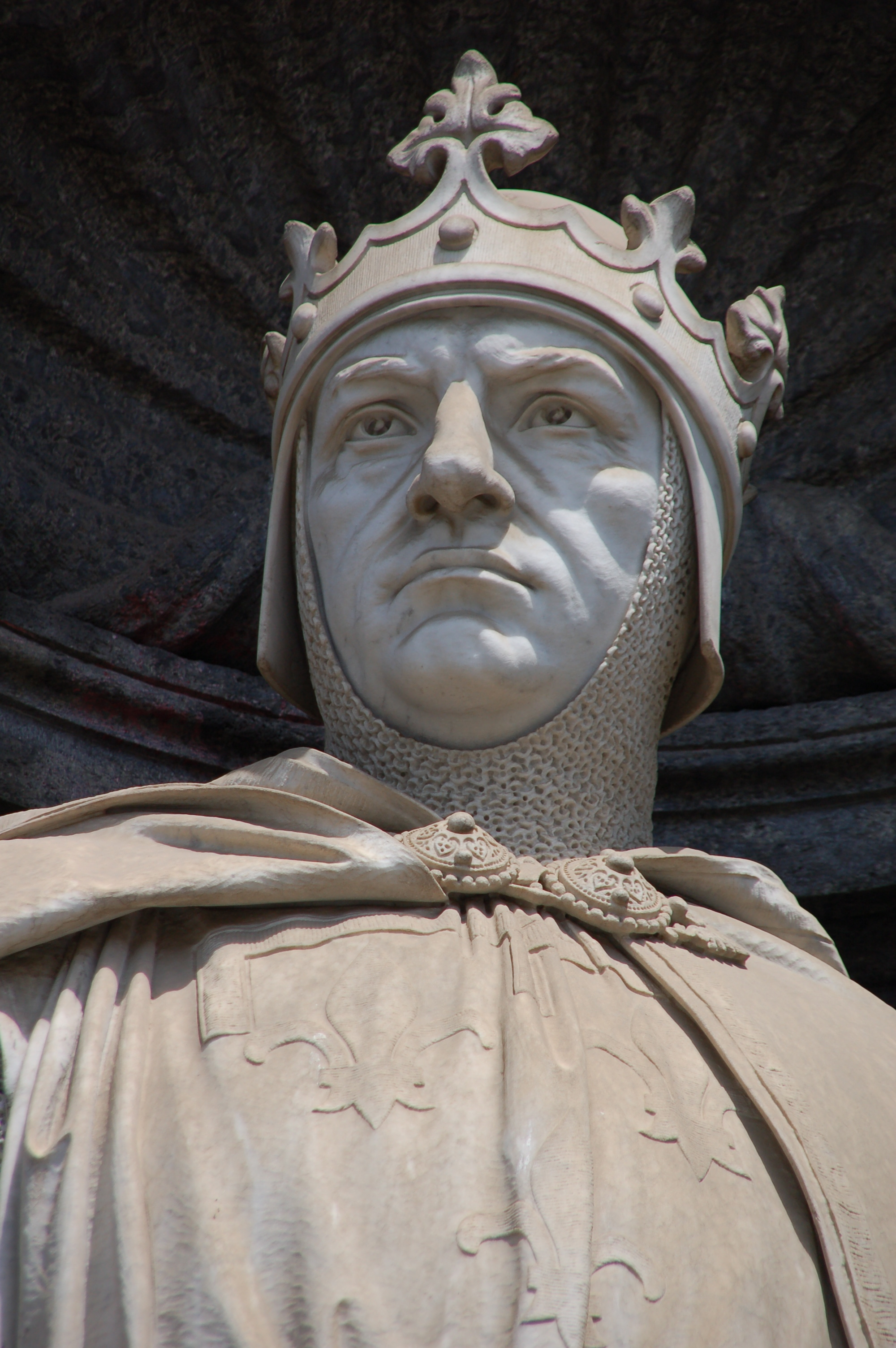
Carlo I d'Angiò
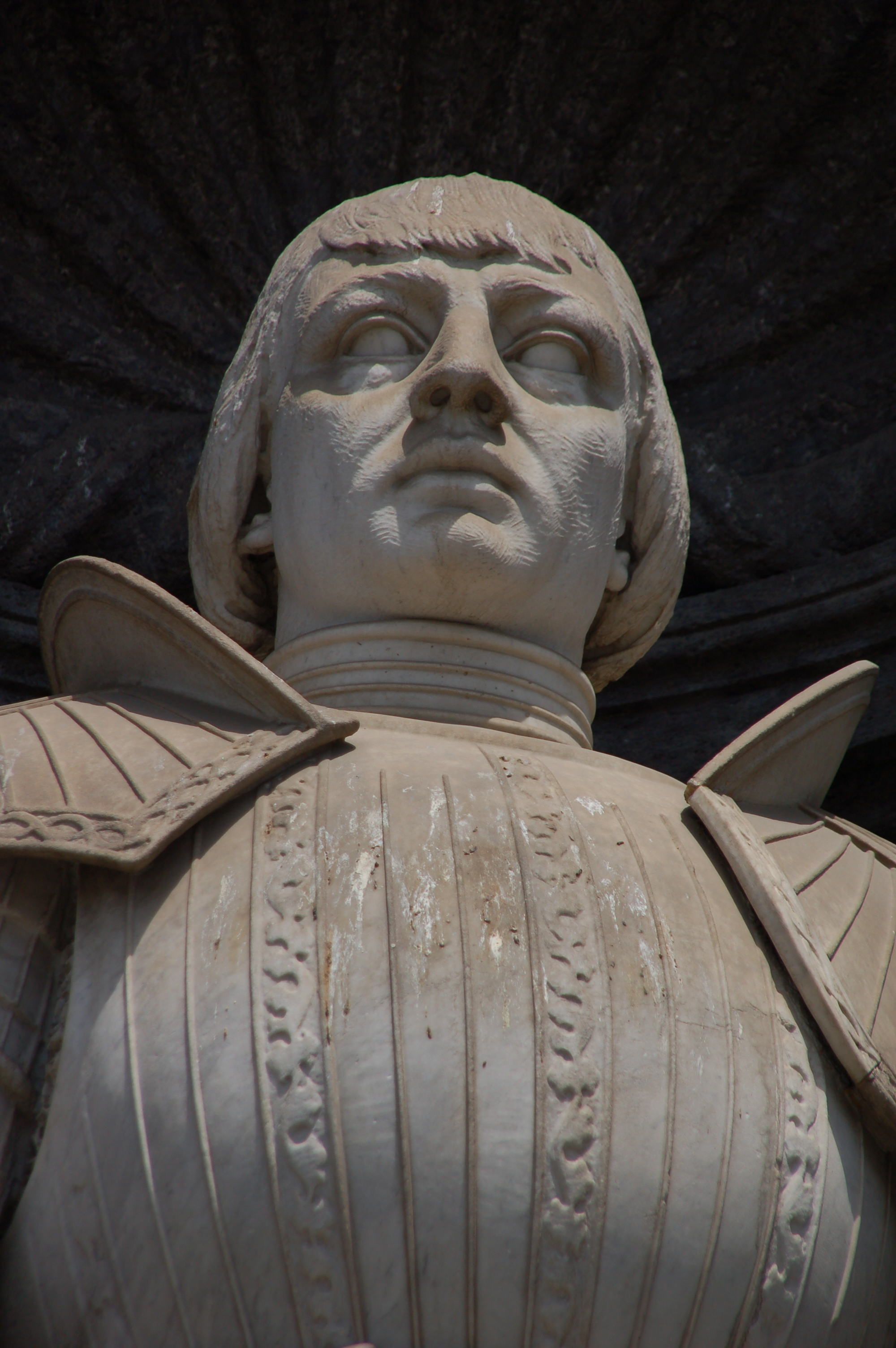
Alfonso V d'Aragona
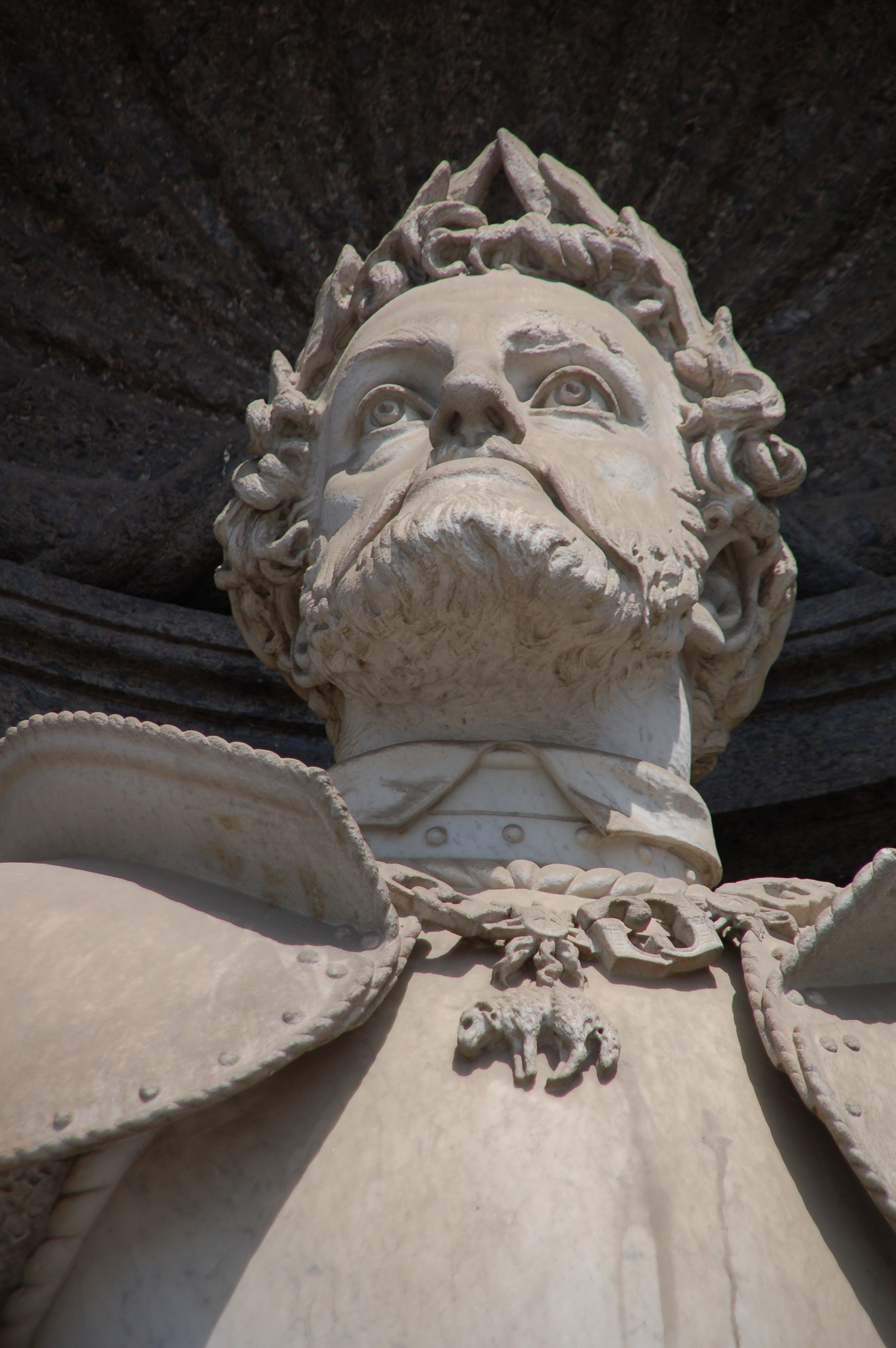
Carlo V d'Asburgo
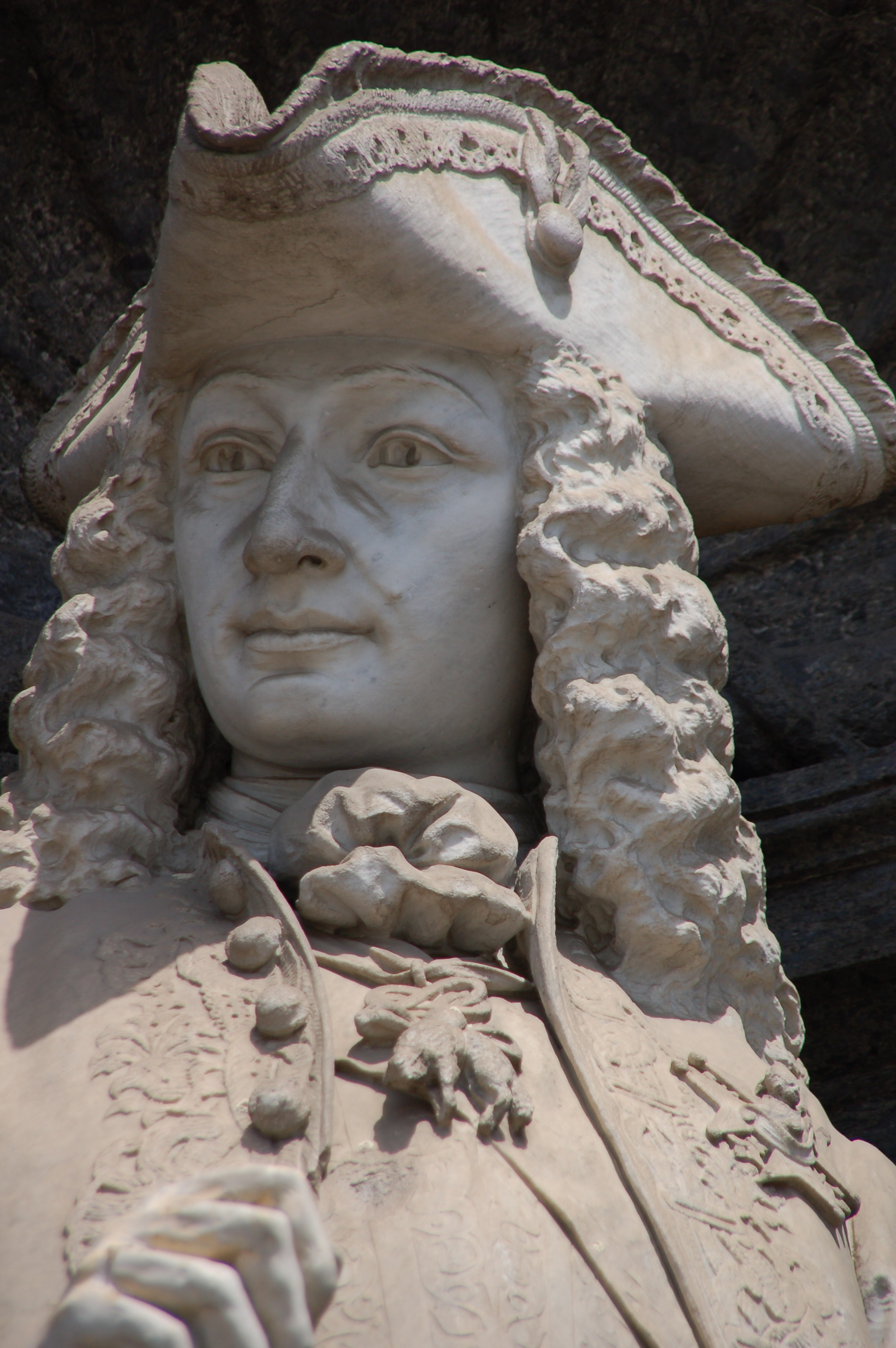
Carlo III di Borbone
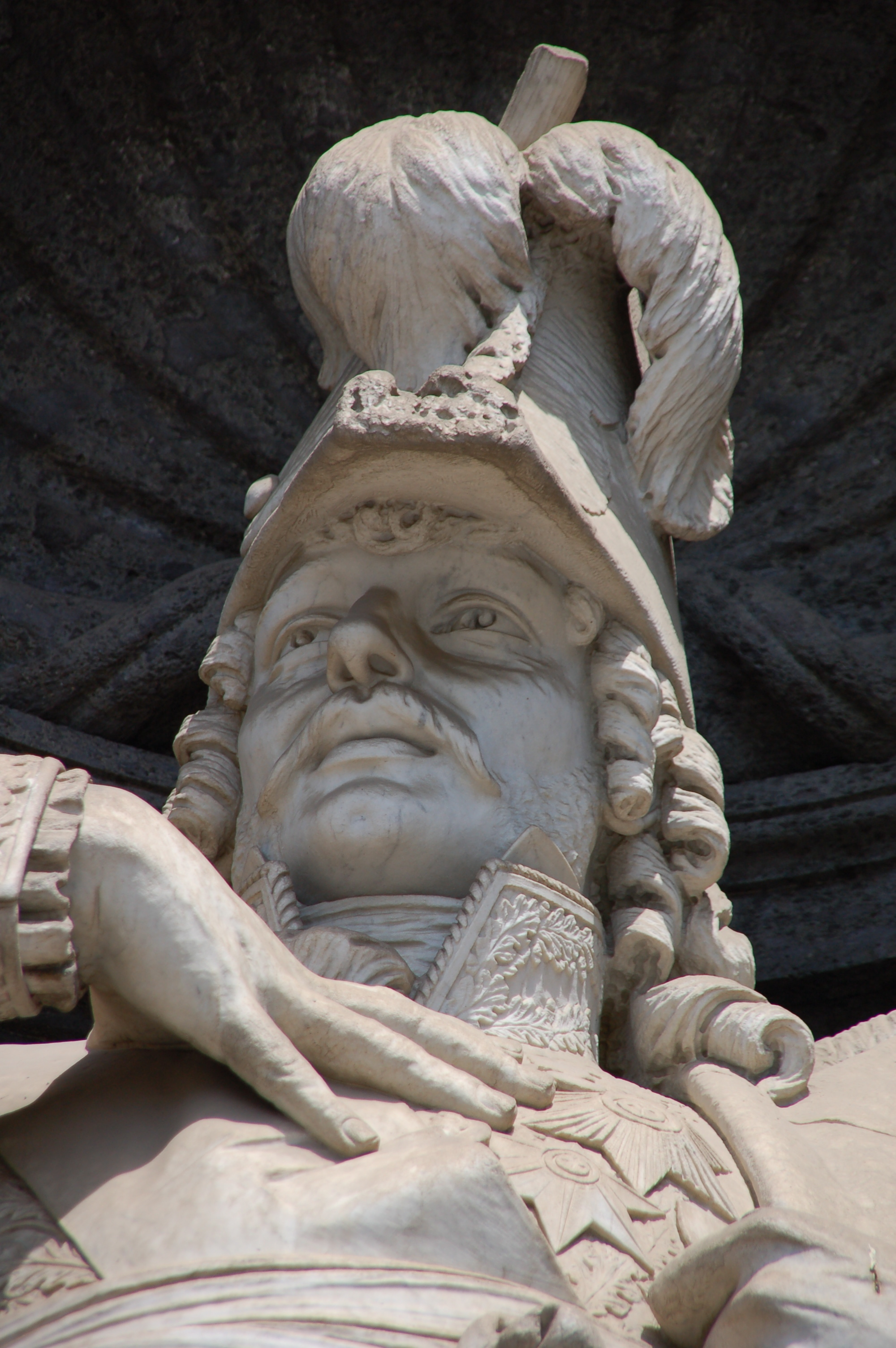
Gioacchino Murat
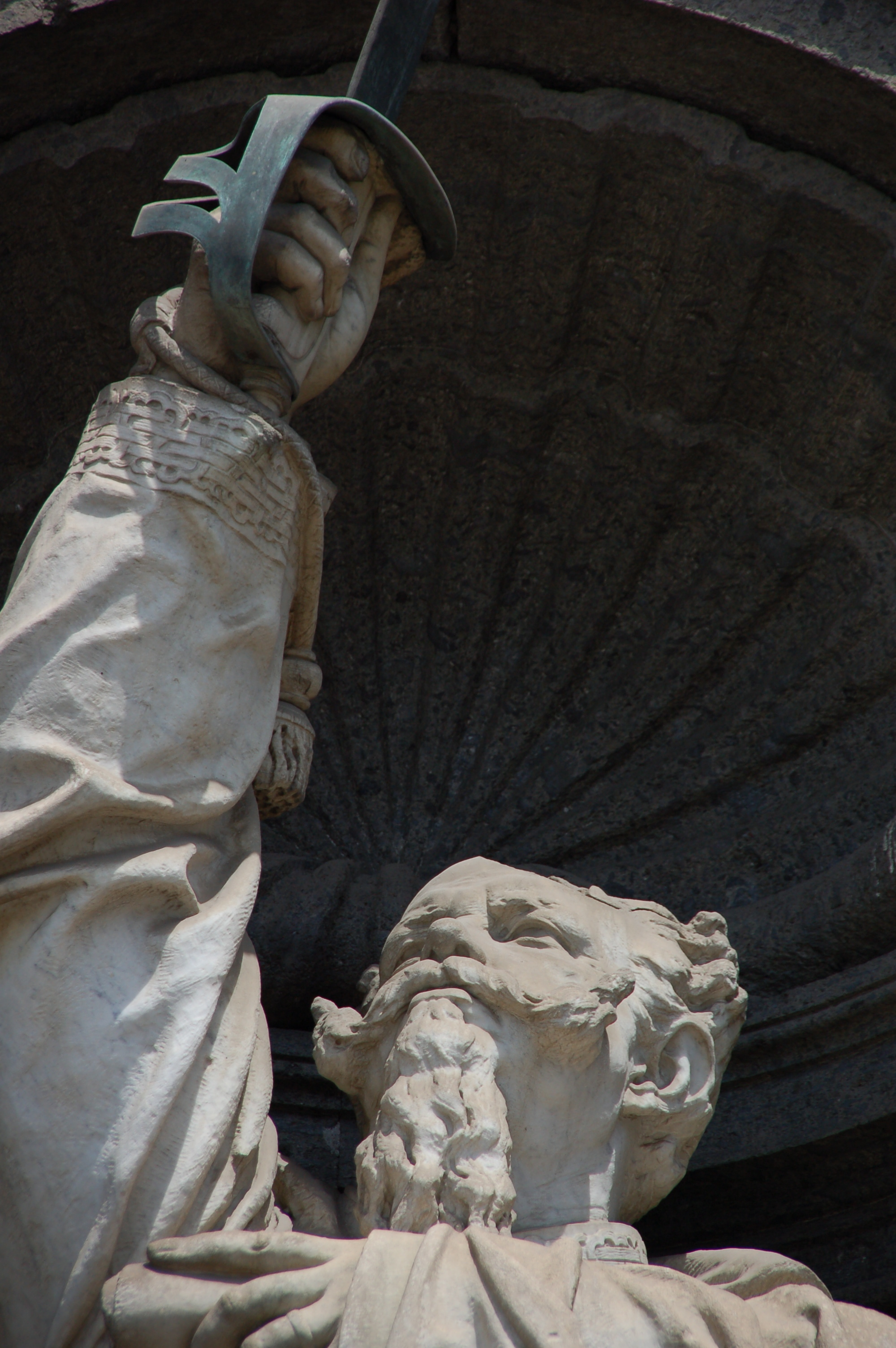
Vittorio Emanuele II